# Thionville
Pour les articles homonymes, voir Thionville (homonymie).
Thionville est une commune française située dans le département de la Moselle, en Lorraine, dans la région administrative Grand Est. Ses habitants sont appelés les Thionvillois et sont au nombre de 42 778 en 2022. La ville est, de ce fait, la deuxième du département en nombre d'habitants. En 2022, son unité urbaine comptait 138 319 habitants et son aire d'attraction 310 341 habitants.
Sous-préfecture départementale et siège d'une communauté d'agglomération, Thionville se trouve culturellement en Lorraine et plus précisément en pays thionvillois, au nord du sillon mosellan. Cette ancienne ville sidérurgique tire par ailleurs profit de sa proximité avec le grand-duché de Luxembourg.
Mentionnée pour la première fois en 753 dans une chronique, cette cité devenue lotharingienne en 855 est rattachée à la Francie orientale en 870 ; puis en 1059 au comté puis duché de Luxembourg, dont elle est une des principales villes. Elle devient ensuite française en 1659 par le traité des Pyrénées. La commune devient allemande par le traité de Francfort (période de l'Alsace-Lorraine). Redevenue française par l'armistice du 11 novembre 1918, elle est annexée de facto avec  son département par l'Allemagne nazie (1940-1944).

## Géographie

### Localisation
La ville de Thionville est située sur la rivière de la Moselle, dans une plaine à l’est des côtes de Moselle, à mi-chemin entre Metz, située 31 kilomètres au sud ; et Luxembourg, sise 30 kilomètres au nord. La commune possède une enclave le long de la Moselle, entre les communes de Hettange-Grande, Manom, Basse-Ham et Cattenom : celle-ci correspond aux anciennes communes de Garche et de Kœking, rattachées à Thionville en 1970.

### Communes limitrophes
Les communes limitrophes sont  Algrange, Angevillers, Basse-Ham, Cattenom, Entrange, Escherange, Florange, Hayange, Hettange-Grande, Illange, Manom, Nilvange, Terville et Yutz.

### Quartiers
- Le Centre-Ville, cœur historique de la ville avec les anciennes maisons seigneuriales entourant l’hôtel de ville, sa tour aux Puces (musée), son beffroi, l'église Saint-Maximin et quelques demeures du XVIIIe siècle qui ont survécu aux incendies du siège de 1870. Une bonne partie de ce quartier a été rendu piétonnier.
- La Côte des Roses, quartier populaire du nord-ouest de la ville classé prioritaire. Comptant 2 000 habitants[2], ses grandes tours et barres HLM voisinent avec le pôle thionvillois du centre hospitalier régional de Metz-Thionville.
- Les Basses-Terres, quartier populaire situé au nord de la ville. Plus petit que la Côte des Roses.
- Guentrange (haute et basse, ancien hameau), ancien village de vignerons construit sur le flanc des coteaux dominant l’ouest de Thionville et où fut aménagé entre 1900 et 1914 par l'armée impériale allemande, le fort de Guentrange. C’est ici que l’on situe généralement le quartier résidentiel de la ville. Appelé Gentringen pendant l'occupation allemande.
- La Briquerie, organisé autour d’une ancienne route reliant le centre-ville au village de Guentrange et occupant pour une bonne part le site d’une ancienne fabrique de briques. Un lycée à vocation technique y accueille un nombre important d’élèves (plus de mille en associant le lycée technique et le lycée professionnel). Quelques ensembles locatifs y ont poussé au début des années 1970.
- Le Val Marie, à l’ouest, au pied de Guentrange, à proximité du complexe sportif du stade de Guentrange. Un ancien lotissement bordant la Route des Romains a d’abord vu se créer quatre lotissements destinés aux personnels de la Centrale nucléaire voisine de Cattenom avant qu’une extension plus importante ne s’y produise, mêlant habitations et établissements publics (caserne des pompiers, hôpital Le Kem, pôle de la chambre des métiers de la Moselle).
- Saint-Pierre, au sud-ouest, en direction de Longwy, repérable par son église et ses six tours hexagonales HLM. Renommé St. Peter pendant l'occupation allemande.
- La Milliaire, à l’ouest, près du quartier Saint-Pierre, où une ancienne zone pavillonnaire dévolue aux cadres et à la maîtrise de la sidérurgie locale a vu la construction d’un collège et d’un ensemble de six immeubles HLM.
- Beauregard, (ancien hameau) au sud, comprenant de nombreux pavillons résidentiels, mais aussi de grands ensembles (Medoc) bâtis dans les années 1950 pour accueillir les sidérurgistes et leurs familles. Appelé Burggarten pendant l'occupation allemande.
- Saint-François, au nord composé de pavillons, siège de cimetières et d’une Nécropole nationale. Renommé St. Franz pendant l'occupation allemande.
- La Malgrange, (ancien hameau) au nord, un peu plus «à la campagne», avec un stade, un lycée, quelques petits immeubles et des maisons individuelles. Il s'est appelé Malgringen sous l'occupation allemande.
- Le Linkling (prononcé en français : [lɛ̃klɛ̃]), zone industrielle et commerciale aménagée à partir de 1971 au sud ouest de la ville. De nombreuses anciennes entreprises installées en ville y ont été transférées, un Centre commercial de conception originale fut implanté : « le » GERIC (Groupement Économique Régional d'Intérêt Commercial). Cette Zone s’est plus récemment étendue aux Linkling 2 et 3.

### Hydrographie

#### Réseau hydrographique

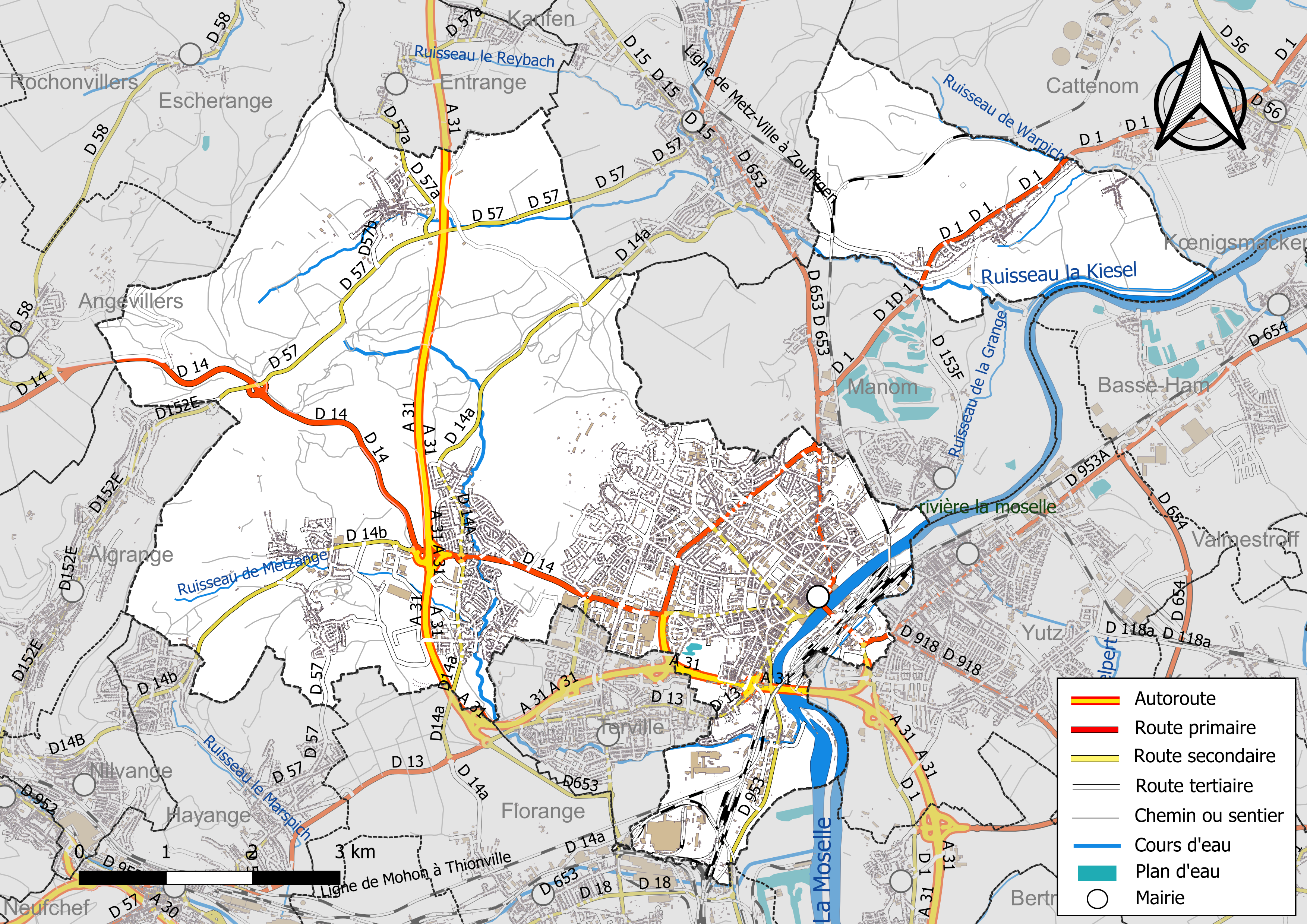
Réseaux hydrographique et routier de Thionville.

La commune est située dans le bassin versant du Rhin au sein du bassin Rhin-Meuse. Elle est drainée par la Moselle, la Moselle canalisée, la Fensch, le ruisseau la Kiesel, le ruisseau le Veymerange, le ruisseau le Wampichbach, le fossé des Remparts de Thionville, le ruisseau de la Grange, le ruisseau de Metzange, le ruisseau de Warpich et le ruisseau le Waldgraben.
La Moselle, d’une longueur totale de 560 kilomètres, dont 315 kilomètres en France, prend sa source dans le massif des Vosges au col de Bussang et se jette dans le Rhin à Coblence en Allemagne.
La Moselle canalisée, d'une longueur totale de 135,2 km, prend sa source dans la commune de Pont-Saint-Vincent et se jette  dans la Moselle à Kœnigsmacker, après avoir traversé 61 communes.
La Fensch, d'une longueur totale de 15,2 km, prend sa source dans la commune de Fontoy et se jette  dans la Moselle à Illange, après avoir traversé huit communes.
Le ruisseau la Kiesel, d'une longueur totale de 18,7 km, prend sa source dans la commune de Kanfen et se jette  dans la Moselle à Cattenom, après avoir traversé cinq communes.
Le Veymerange, d'une longueur totale de 10,9 km, prend sa source dans la commune, dans le bois de Thionville, et se jette  dans la Moselle dans la même commune, après avoir traversé Terville.

#### Gestion et qualité des eaux
Le territoire communal est couvert par le schéma d'aménagement et de gestion des eaux (SAGE) « Bassin ferrifère ». Ce document de planification, dont le territoire correspond aux anciennes galeries des mines de fer, des aquifères et des bassins versants associés, d'une superficie de 2 418 km2, a été approuvé le 27 mars 2015. La structure porteuse de l'élaboration et de la mise en œuvre est la région Grand Est. Il définit sur son territoire les objectifs généraux d’utilisation, de mise en valeur et de protection quantitative et qualitative des ressources en eau superficielle et souterraine, en respect des objectifs de qualité définis dans le SDAGE  du Bassin Rhin-Meuse.
La qualité des eaux des principaux cours d’eau de la commune, notamment de la Moselle, de la Moselle canalisée, de la Fensch, du ruisseau la Kiesel et du ruisseau le Veymerange, peut être consultée sur un site dédié géré par les agences de l’eau et l’Agence française pour la biodiversité. Ainsi en 2020, dernière année d'évaluation disponible en 2022, l'état écologique du ruisseau la Kiesel était jugé mauvais (rouge). De plus il y a une pollution lumineuse importante au dessus des rivières malgré l'arrêté du 27 décembre 1018 interdisant d'éclairer l'eau et interdisant une température de couleur supérieur à 3000K en agglomération.

### Climat
Pour des articles plus généraux, voir Climat du Grand Est et Climat de la Moselle.
En 2010, le climat de la commune est de type climat des marges montargnardes, selon une étude du Centre national de la recherche scientifique s'appuyant sur une série de données couvrant la période 1971-2000. En 2020, Météo-France publie une typologie des climats de la France métropolitaine dans laquelle la commune est exposée à un climat semi-continental et est dans la région climatique Lorraine, plateau de Langres, Morvan, caractérisée par un hiver rude (1,5 °C), des vents modérés et des brouillards fréquents en automne et hiver.
Pour la période 1971-2000, la température annuelle moyenne est de 9,7 °C, avec une amplitude thermique annuelle de 16,5 °C. Le cumul annuel moyen de précipitations est de 800 mm, avec 12,6 jours de précipitations en janvier et 9 jours en juillet. Pour la période 1991-2020, la température moyenne annuelle observée sur la station météorologique de Météo-France la plus proche, « Malancourt », à Amnéville à 11 km à vol d'oiseau, est de 10,2 °C et le cumul annuel moyen de précipitations est de 884,1 mm. 
La température maximale relevée sur cette station est de 39,3 °C, atteinte le 25 juillet 2019 ; la température minimale est de −17,9 °C, atteinte le 5 janvier 1985,,.
Les paramètres climatiques de la commune ont été estimés pour le milieu du siècle (2041-2070) selon différents scénarios d'émission de gaz à effet de serre à partir des nouvelles projections climatiques de référence DRIAS-2020. Ils sont consultables sur un site dédié publié par Météo-France en novembre 2022.

## Urbanisme

### Typologie
Au 1er janvier 2024, Thionville est catégorisée centre urbain intermédiaire, selon la nouvelle grille communale de densité à sept niveaux définie par l'Insee en 2022.
Elle appartient à l'unité urbaine de Thionville, une agglomération intra-départementale regroupant douze  communes, dont elle est ville-centre,,. Par ailleurs la commune fait partie de l'aire d'attraction de Luxembourg (partie française), dont elle est une commune de la couronne,. Cette aire, qui regroupe 115 communes, est catégorisée dans les aires de 700 000 habitants ou plus (hors Paris),.

### Occupation des sols
L'occupation des sols de la commune, telle qu'elle ressort de la base de données européenne d’occupation biophysique des sols Corine Land Cover (CLC), est marquée par l'importance des territoires agricoles (36,9 % en 2018), en diminution par rapport à 1990 (41 %). La répartition détaillée en 2018 est la suivante : 
forêts (26,8 %), zones urbanisées (22,3 %), terres arables (15,9 %), prairies (15,6 %), zones industrielles ou commerciales et réseaux de communication (6,6 %), milieux à végétation arbustive et/ou herbacée (5,2 %), zones agricoles hétérogènes (4,8 %), eaux continentales (1,7 %), cultures permanentes (0,6 %), espaces verts artificialisés, non agricoles (0,5 %). L'évolution de l’occupation des sols de la commune et de ses infrastructures peut être observée sur les différentes représentations cartographiques du territoire : la carte de Cassini (XVIIIe siècle), la carte d'état-major (1820-1866) et les cartes ou photos aériennes de l'IGN pour la période actuelle (1950 à aujourd'hui).

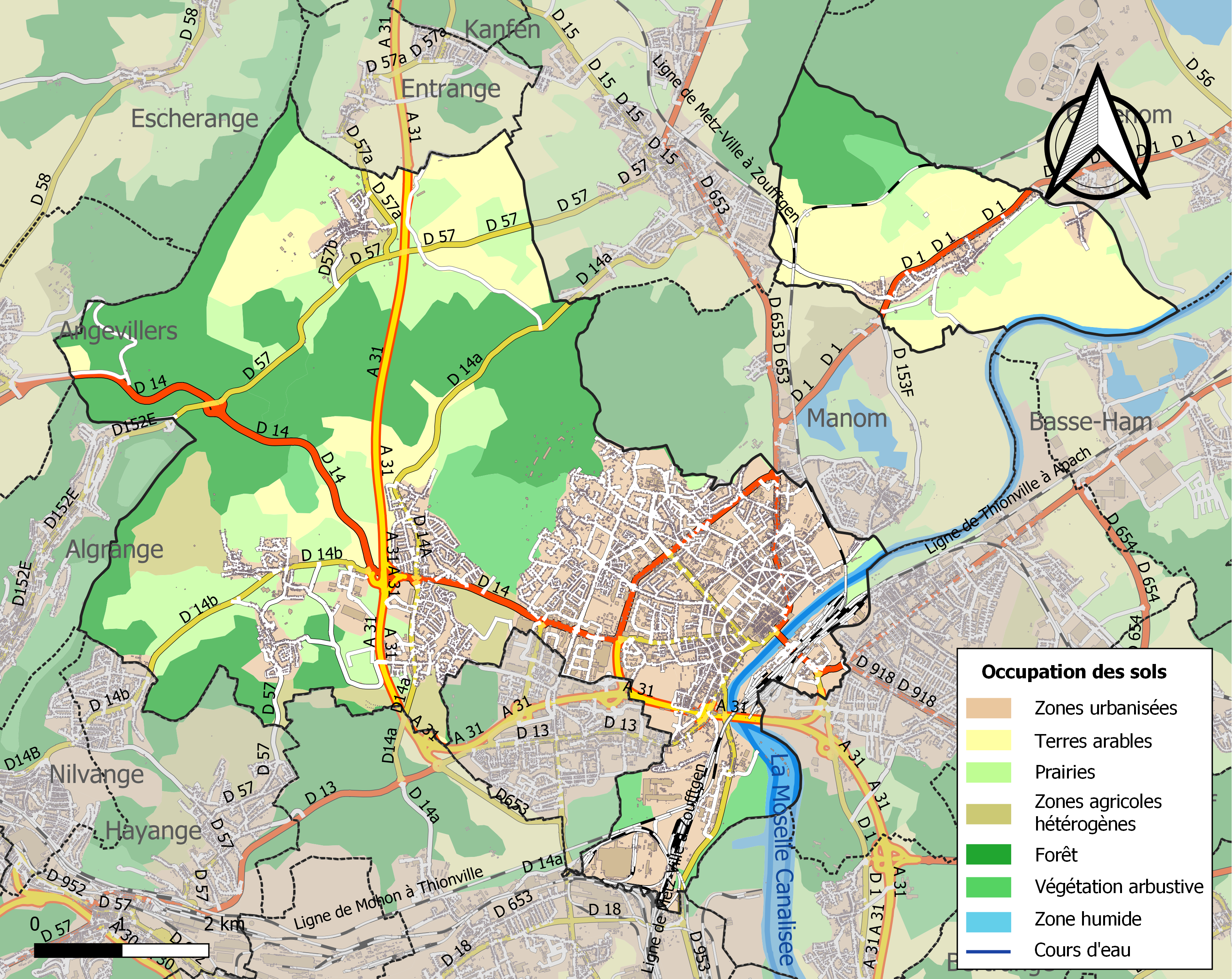
Carte des infrastructures et de l'occupation des sols de la commune en 2018 (CLC).

### Habitat et logement
En 2019, le nombre total de logements dans la commune était de 22 409, alors qu'il était de 21 123 en 2014 et de 20 376 en 2009.
Parmi ces logements, 88,5 % étaient des résidences principales, 1,3 % des résidences secondaires et 10,2 % des logements vacants. Ces logements étaient pour 26,9 % d'entre eux des maisons individuelles et pour 72,6 % des appartements.
Le tableau ci-dessous présente la typologie des logements à Thionville en 2019 en comparaison avec celle de la Moselle et de la France entière. Une caractéristique marquante du parc de logements est ainsi une proportion de résidences secondaires et logements occasionnels (1,3 %) inférieure à celle du département (2,1 %) mais supérieure à celle de la France entière (9,7 %). Concernant le statut d'occupation de ces logements, 44,4 % des habitants de la commune sont propriétaires de leur logement (45 % en 2014), contre 59,7 % pour la Moselle et 57,5 pour la France entière.
| Typologie                                               | Thionville | Moselle | France entière |
| ------------------------------------------------------- | ---------- | ------- | -------------- |
| Résidences principales (en %)                           | 88,5       | 88,6    | 82,1           |
| Résidences secondaires et logements occasionnels (en %) | 1,3        | 2,1     | 9,7            |
| Logements vacants (en %)                                | 10,2       | 9,3     | 8,2            |

### Voies de communication et transports

Ligne Thionville-Lyon desservie par Railcoop en 2023.

Thionville est desservie par le réseau Citéline et par Fluo Grand Est.
En 2013, le maire annonce la création d'un réseau de deux lignes de bus à haut niveau de service d'ici 2018. D'une longueur de 25 km, le tronçon commun passera devant la gare SNCF de la ville.
La coopérative ferroviaire Railcoop annonce sa volonté de créer une relation Lyon – Thionville.

## Toponymie
- En allemand : Diedenhofen[27]. En néerlandais (au XVIIe siècle) : Didenhove[28].
- En luxembourgeois : Diddenuewen[29],[30], Diddenhuewen[31], Déidenhuewen[31], Déidenuewen[31], d'Stad (la ville)[32], Déinhowen[33], Diddenowen[34]. S’il existe deux formes du nom, une en [o] et l'autre en [ue], c'est à cause d'un phénomène de diphtongaison qui existe dans l'arrondissement de Thionville : dans le sud de celui-ci, on dit Diddenowen, alors que dans le nord de l'arrondissement, on dit Diddenuewen. Cette dernière forme est également celle du « Luxembourgeois standard ».

### Mentions anciennes
Le nom de la ville est mentionné sous les formes : Dietenhoven en 707,, Theodono villa et Theudonis villa en 772, Theotonis villa en 842, Didenhowen en 962, Duodinhof et Duodenhof au XIe siècle, Diesenhoven en 1023, Ditdenhof en 1033, Didenhoven au XIIe siècle, Thionisvilla en 1231, Tyonville en 1239, Dydenhowen en 1346, Dutenhofen et villa Theonis en 1357, Diedzhofen et Thioneville en 1431, Diedenhoven en 1449, Théonville en 1542, Thyonville en 1552, Dietenhoben en 1576, Dudenhoffen en 1606, Diedenhoben en 1612, Diedenhoven ou Thionville en 1704.
La graphie Thionville devient définitive en 1793, excepté pendant les périodes de l'Alsace-Lorraine (1871-1918) et du Gau Westmark (1940-1944), durant lesquelles la commune porte le nom allemand de Diedenhofen.

### Étymologie
Il s'agit d'une formation toponymique médiévale du vieux haut allemand basée sur l'appellatif hof(-en) « cour d'une ferme, ferme », précédé de l'anthroponyme germanique Theudo, autrement noté Teudo(n), variante Dido(n), hypocoristique du thème germanique theud « peuple » (germanique commun *þeudō « tribu, peuple » > vieux haut allemand thiot, deot, diot et thiet « peuple »), fréquemment attesté. Le vieux haut allemand hof a été traduit par villa en latin médiéval, c'est-à-dire « domaine rural », sens qu'il avait encore au moment des toutes premières formations en -villa.
Plus tard, ville (vile) a pris le sens de « village » qu'il possède dans Bouzonville, formation toponymique sans doute postérieure à Thionville, en tout cas attestée seulement en 1106 sous les formes Bozonisvilla ou Buosonis villa. Dans ce cas, la forme en -villa traduit le vieux haut allemand dorph, dorf « village » qui se reconnaît dans Bosendorph mentionné en 1176. Par contre, c'est l'appellatif court « cour de ferme → ferme » qui traduit normalement l'élément vieux haut allemand hof de sens proche que l'on trouve dans la forme germanique de Thionville, mais il semble que court soit passé de mode assez tôt, d’où l'utilisation de -villa qui avait encore un sens analogue à court à l'époque. Par ailleurs, on trouve souvent une stricte équivalence entre les toponymes en -court du nord de la France et les noms en -hoven, -hof(f) des pays de langue germanique (ex : Béthancourt, Bettencourt, Béthencourt / Bettenhoffen, Bettenhof et Bettenhoven), alors qu'avec les noms en -ville, le parallèle s'avère plus complexe. Toujours est-il que Thionville a pour homonyme Thiancourt (Territoire de Belfort, Tyoncourt 1360).
Dans le cas de Thionville, située dans une zone restée tardivement germanophone (dialectale), l'alternance régulière des formes anciennes germaniques et latines depuis le VIIIe siècle semble indiquer que les formes latines relèvent d'abord d'une habitude administrative (on écrivait souvent en latin médiéval). Elle n'est validée par une forme romane qu'au XIIIe siècle (Tyonville en 1239), ce qui semble correspondre à l'époque où Henri II de Bar, par exemple, étend son emprise sur la région. D'ailleurs, c'est aussi vers cette époque que certains toponymes en -inga ou -ingen à proximité de Thionville ont été romanisés en -ange (Hayange, Florange, Uckange etc.).
Remarque : La forme française de l'anthroponyme au cas régime est Théodon, devenu également patronyme surtout dans l'Indre et Thion (Centre, Centre est). D'autre part, Thionville possède plusieurs homophones / homographes en France, dont Thionville[-sur-Opton] (Yvelines, Theodulfivilla IXe siècle) qui contient cependant un autre anthroponyme germanique, à savoir Theudulf.

### Microtoponymie
- Basses-Terres : ce lieu s'appelait originellement Nieder-Feld[44].
- La Briquerie : elle se nomme d'Bréckréi en francique lorrain[34] et doit son nom à une ancienne fabrique de briques.
- Côte-des-Roses : cet endroit s'appelait à l'origine Rosenberg, francisé en « Côte-des-Roses »[45]. En francique lorrain : Rosebierg & Rousebierg.
- Gassion : ce lieu s'appelait anciennement Neuerbourg (Neufbourg), il prit le nom de Gassion en 1643, cela en souvenir de ce qu'il avait servi de quartier général au maréchal de ce nom pendant le siège de Thionville de cette année[46].
- La Milliaire : anciennement appelé Steinwiese.
- Le Val Marie : s'appelle Mariendall en francique lorrain, sachant que la ferme du Val Marie est mentionnée Mariendal en 1817[47].

## Histoire

### Chronologie succincte
- 24 décembre 805 : Charlemagne édicte le « Grand chapitre de Theodonis Villa » ainsi que son testament politique (la divisio regnorum)
- 821 : mariage de Lothaire Ier avec Ermengarde de Tours
- 835 : concile de Thionville rétablissant Louis le Pieux sur le trône impérial.

#### Thionville Luxembourgeoise (900 - 1659)

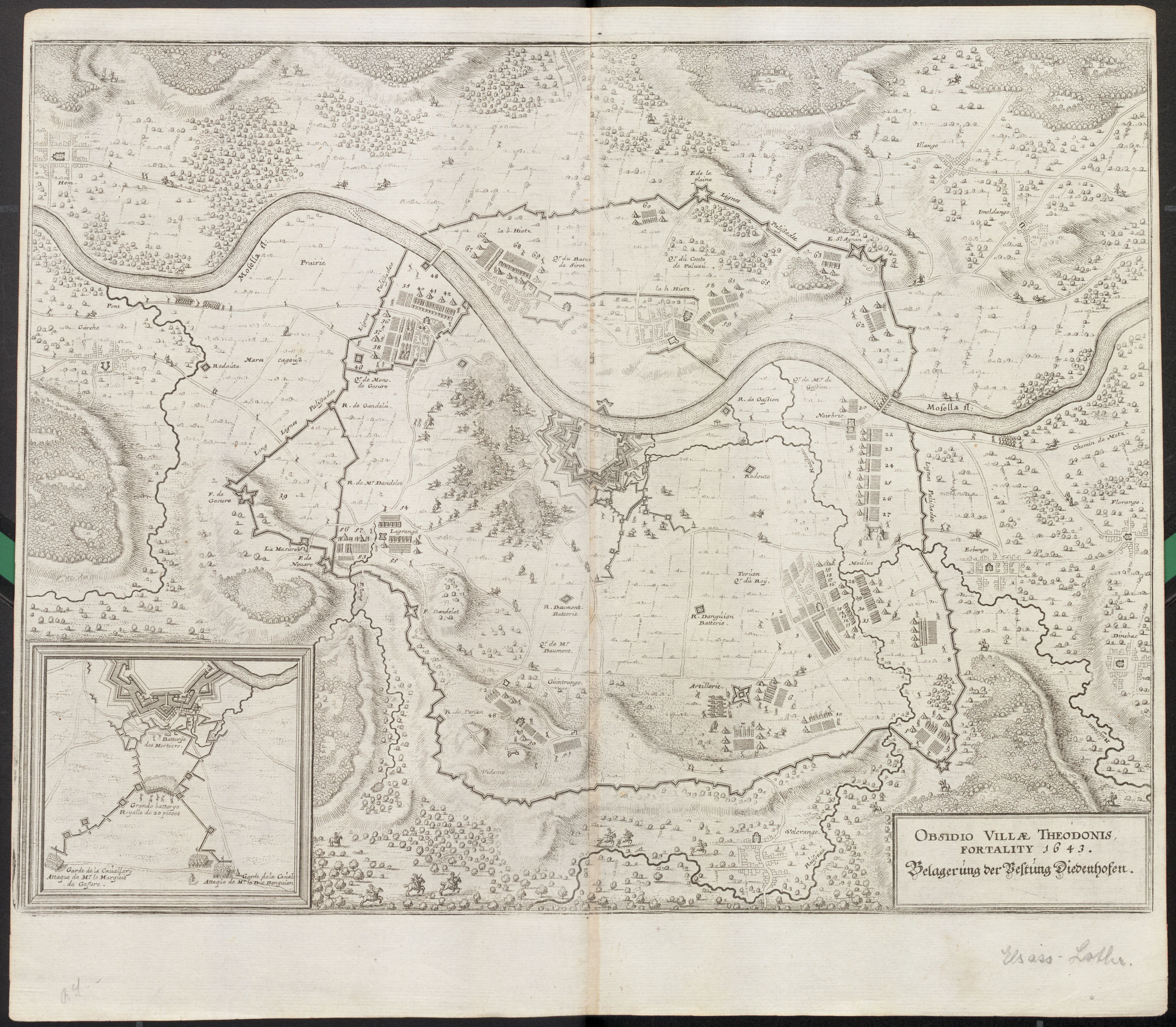
Siège de Thionville, 1643.

- À partir du Xe siècle, Diedenhofen fait partie du comté puis en 1354 duché de Luxembourg
- 930 : Henri Ier de Germanie cède l'église Saint-Maximin à l'abbaye Saint-Maximin de Trèves
- 939 : Adalbéron Ier, évêque de Metz, détruit la ville
- 1308 : installation des Augustins
  - Le comte Henri VII est élu empereur.
- 1310 : Jean Ier de Luxembourg, fils de Henri VII, devient par mariage roi de Bohême et électeur à l'empire.
- 1322 : première apparition de l'hôpital de Diedenhofen dans les textes
- 1354 : Charles IV, comte de Luxembourg, fils de Jean Ier, élu empereur germanique, élève le comté au rang de Duché.
- 1443 : Élisabeth de Goerlitz, Duchesse de Luxembourg, vend ses possessions au duc de Bourgogne
- 1473 : Édit de Thionville : réforme à l'initiative de Charles le Téméraire relative aux institutions dans chaque principauté.
- 1477 : le mariage de Marie de Bourgogne avec Maximilien Ier d’Autriche fait passer le duché  aux Habsbourg d'Autriche
- 1500 : Naissance du futur Charles Quint alors titré duc de Luxembourg, qui hérite des Dix-Sept Provinces à la mort de son père en 1506 sous la tutelle de son grand-père, l'empereur Maximilien Ier.
- 1519 : Devenu par héritage roi d'Espagne, de Naples et de Sicile en 1516, Charles devient roi de Bohême, archiduc d'Autriche et est élu empereur à la mort de son grand-père.
- 1552 : l'empereur Charles Quint, souffrant, passe l’automne à Thionville durant le siège de Metz
- 1558 : Siège et prise de la ville[27] par le duc François de Guise
- 1559 : Thionville redevient possession de l'Espagne par les traités du Cateau-Cambrésis[27]
- 1625 : les capucins s'installent à Thionville
- 1639 : échec du siège de la ville par l’armée française
- 1643 : l'armée française commandée par le Grand Condé assiège et prend Thionville
- 1659 : par le traité des Pyrénées (article XXXVIII, signé le 7 novembre 1659), l’Espagne est contrainte de céder Thionville à la France[27].

#### Thionville française (1659-1870)
- 7 novembre 1659 : les Français entrent à Thionville et commencent le renforcement des fortifications. La ville et la partie méridionale du duché de Luxembourg sont alors incorporées à la province des Trois-Évêchés (évêché de Metz).
- 1662 : installation d'un bailliage
- 1673 : achèvement du premier pont franchissant la Moselle
- 1689 : naissance de Joseph Bodin de Boismortier, musicien
- Septembre 1755 : début des travaux de l'église Saint-Maximin
- 1759 : achèvement des travaux
- 13 janvier 1760 : bénédiction de l'église Saint-Maximin par Nicolas Thiersant, curé de paroisse
- 1766 : le maire Charles de Gevigny est emprisonné
- 1790 : au cours de la Révolution française, Thionville est intégrée au département de la Moselle dont le chef-lieu est Metz. Thionville est une des sous-préfectures.
- 1792 : les coalisés assiègent vainement la ville. La ville est assiégée par les troupes Autrichiennes renforcées par des bataillons de Français émigrés. Parmi eux se trouve le jeune François-René de Chateaubriand qui évoque cet épisode dans ses Mémoires d’outre-tombe. Défendue par Georges Félix de Wimpffen, la ville tiendra du 24 août au 16 octobre avant que le siège ne soit levé. La Convention décrétera « Thionville a bien mérité de la Patrie.  »
- 1814-1815 : le général Léopold Hugo, père du poète, défend Thionville à deux reprises
- 1849 : la commune est contaminée par le choléra[48].
- 1854 : inauguration de la ligne de chemin de fer Thionville-Metz
- 1870-1871 : guerre franco-prussienne de 1870.

#### Thionville allemande (1871-1918)
- 1871 : par le traité de Francfort Thionville fait partie de l'Empire allemand et reprend son nom allemand Diedenhofen. La ville est intégrée à l'Alsace-Lorraine, dans le district de Lorraine couramment dénommé « Lorraine allemande ».
- 1878 : transfert de la gare à l'emplacement actuel
- 1886 : installation de l'eau courante
- 1888 : consécration du temple protestant
- 1898 : construction de l'usine sidérurgique de Diedenhofen
- 1902 : début de la démolition des fortifications
- 1910 : construction du « Gymnasium », ultérieurement dénommé Lycée Charlemagne, par l'architecte strasbourgeois Gustave Oberthür
- 1914-1918 : Première Guerre mondiale, les Thionvillois doivent combattre au sein des armées impériales. Comme toutes les villes allemandes, Diedenhofen est victime du blocus anglais et connaît la disette (Steckrübenwinter).

#### Thionville française (1918-1940)
- 1918 : à la fin de la Première Guerre mondiale, Diedenhofen redevient française et reprend son nom francophone, Thionville. La Lorraine allemande devient le nouveau département de la Moselle dont le chef-lieu est Metz ; Thionville est sous-préfecture.
- Années 193 : Thionville est le centre du secteur fortifié de Thionville, l'un des tronçons les plus puissants de la Ligne Maginot.

#### Thionville allemande (1940-1944)
- Seconde Guerre mondiale, la défaite française amène l'annexion de facto de la Moselle au Troisième Reich Nazi (juillet 1940). La ville reprend le nom de Diedenhofen. Elle est intégrée au Gau Westmark dont la capitale est Sarrebruck.
- 13 septembre 1944 : libération de Thionville par la IIIe Américaine, Diedenhofen redevient Thionville
- 11 au 14 novembre 1944 : bataille des forts : L'armée Américaine tente de franchir la Moselle.

#### Thionville française (1945-1972)
- 1946 : réception de Winston Churchill
- 1948 : visite du président de la République Vincent Auriol, remise de la croix de guerre à la ville
- 1961 : visite du président de la République française Charles de Gaulle
- 1972 : visite du président de la République française Georges Pompidou

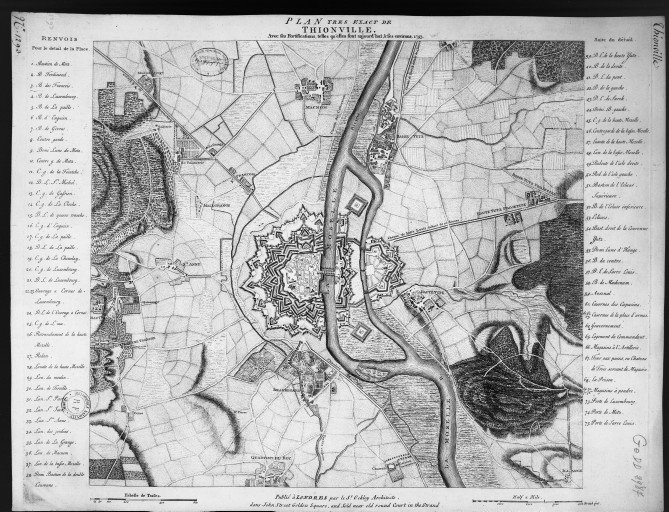
Plan de Thionville et de ses fortifications en 1753.
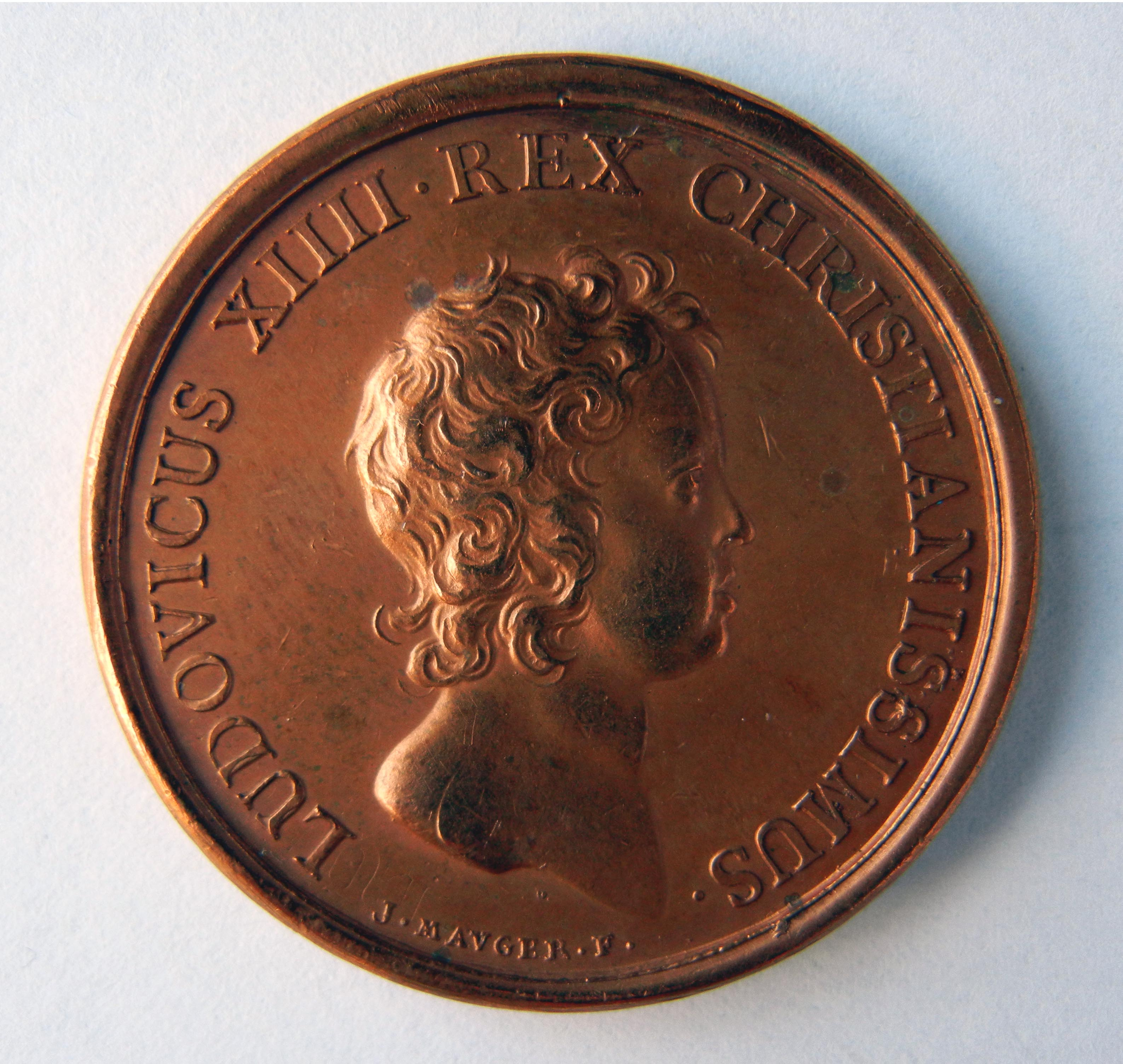
Médaille Louis XIV, émise en commémoration de la prise de Thionville en 1643 par le Grand Condé. Graveur Jean Mauger (1648-1712). Recto.
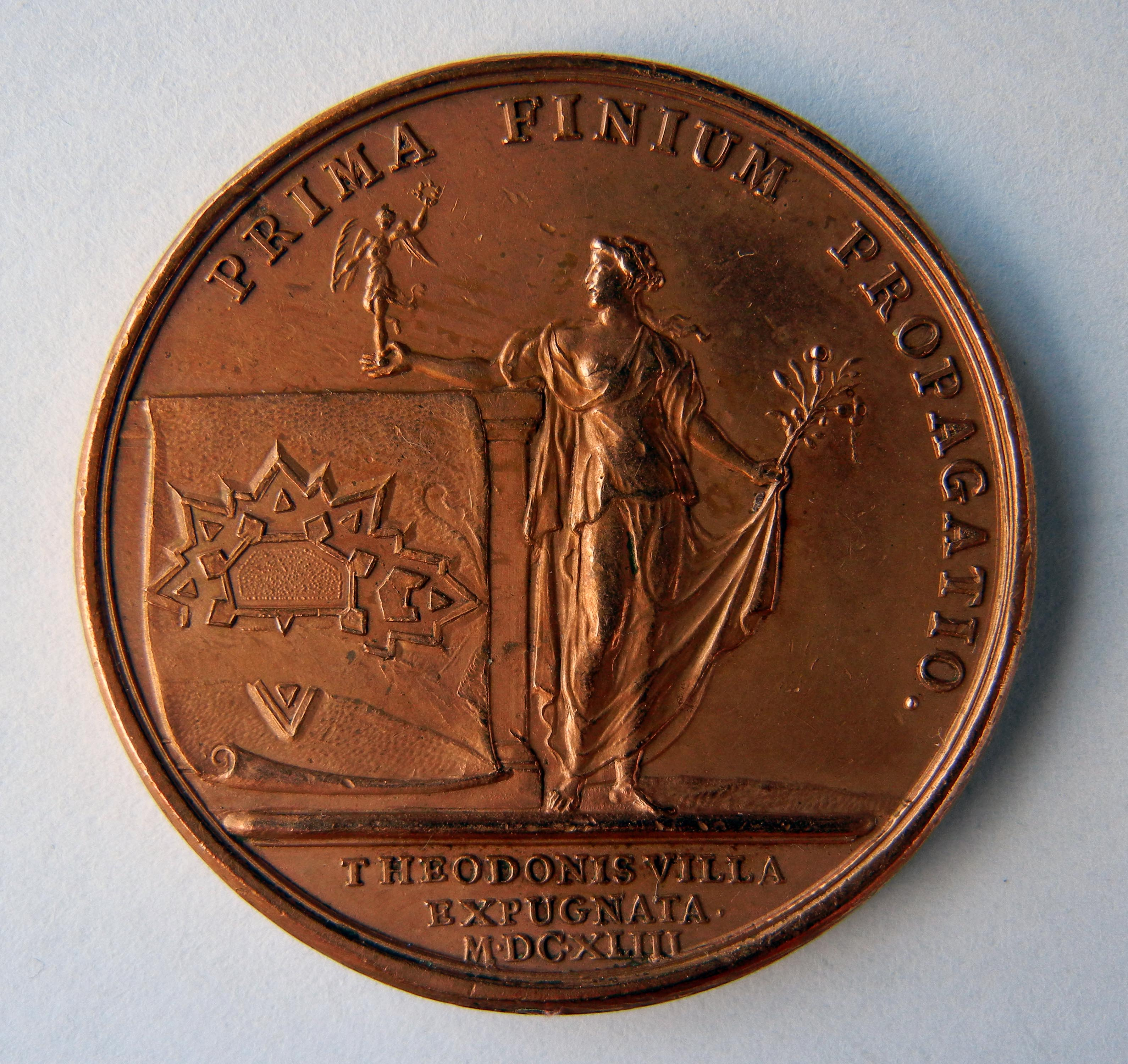
Médaille Louis XIV, émise en commémoration de la prise de Thionville en 1643 par le Grand Condé. Graveur Jean Mauger (1648-1712). Verso.

### La période carolingienne
La ville est mentionnée sous le nom latinisé de Theodonis villa dans une chronique de 753 relatant le passage du roi Pépin le Bref dans ce domaine patrimonial. À sa suite, Charlemagne puis Louis le Pieux y séjournent. Au travers d’un acte daté de l’an 770, nous apprenons qu’un palais est installé à Thionville (Actum Theudone villa Palatio in Dei nomine feliciter), par la suite un autre acte évoque à nouveau l’existence de cet édifice (Actum Theodonis-villa Palatio Nostro). D’importantes décisions y sont prises, à l’exemple du Grand Capitulaire édicté par Charlemagne en 805 et de la Divisio Regnorum de 806, testament politique de l’empereur. C’est à Thionville que meurt en 783 la reine Hildegarde de Vintzgau, épouse  de Charlemagne et que se tient en 835 le concile rétablissant le roi Louis le Pieux. À quelques lieues de la ville sur l’autre rive de la Moselle, se tient à Yutz, en 844, un concile implorant les trois signataires du traité de Verdun de sauver par une entente fraternelle l’unité spirituelle de l’Empire.
La configuration du domaine carolingien n’est pas connue. Après l’an mil et les invasions normandes et hongroises, Thionville échoit à la faveur du morcellement féodal du Xe siècle aux comtes de Luxembourg dans le cadre du Saint-Empire romain germanique.
Thionville avait jusqu'au Xe siècle sous les règnes des empereurs Otton, Henri II, Henri III et Henri IV ; joui du titre de ville impériale. Il paraitrait que durant cette période, cette ville avait été soustraite à l'administration des comtes régionnaires. Ce ne fut que durant et à la faveur de la longue guerre civile qui éclata dans l'empire germanique sous le règne de Henri IV, que les descendants du fondateur de Luxembourg, le comte Sigfroy, s'érigèrent en comtes héréditaires des divers comtés qu'ils avaient jusque-là administrés en qualité de comtes bénéficiaires, et que Thionville fut réuni au nouvel État.

### La période de dépendance à Luxembourg

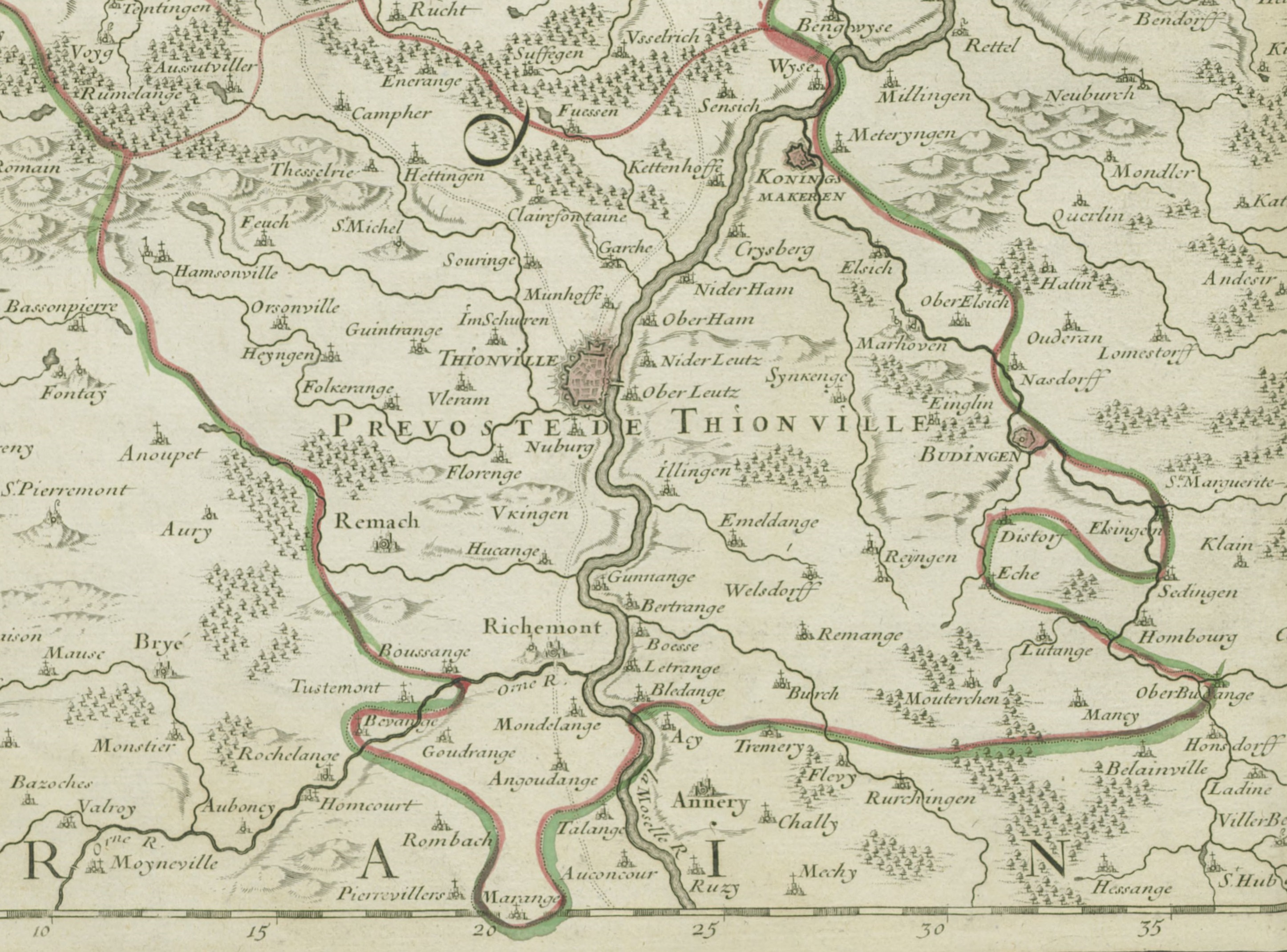
La prévôté luxembourgeoise de Thionville, délimitée en rouge (reproduction de 1705).

Du point de vue administratif, la châtellenie de Thionville fut érigée en 1315. Plus tard, la ville devint le chef-lieu d'une prévôté, dont dépendaient environ 72 communautés en 1473, 53 en 1528 et 80 en 1537. Plusieurs villages luxembourgeois se retrouvaient plus ou moins enclavés dans cette prévôté car ils n'en dépendaient pas. Pour un certain nombre d'entre eux, c'est parce qu'ils dépendaient d'une seigneurie qui n'était pas foncière.
L’ancien palais impérial a alors disparu et une maison forte devait seule attester plus tard la présence comtale, embryon du château qui va se développer autour de l’actuelle cour du Château. Encore se limite-t-elle à la seule tour aux Puces (XIe et XIIe siècles), imposante construction façonnée par quatorze pans, probablement ceinte d’un fossé d’eau à cette époque. La Charte de Franchise de 1239 confirme son existence : elle astreint en effet les bourgeois à y monter la garde à chaque fois que la nécessité s’en fait sentir. Par ailleurs, il ne semble pas que la bourgade, encore très rurale, ait possédé un rempart : au mieux une levée de terre en assurait la protection.
C’est donc à partir de 1239 au travers de la charte octroyée par le comte Henri V le Blond que les Thionvillois se voient chargés des contraintes militaires. Cette charte vient après celle concédée trois ans plus tôt à Echternach (1236), et cinq ans avant celle de Luxembourg (1244). Un ensemble d’amendes frappe les bourgeois qui ne mettent aucun zèle à remplir leurs obligations.
Cette situation évolue rapidement. Un château, dont fait mention un acte comtal de mars 1268, se dresse bientôt sur les ruines de l’ancien palais, englobant la tour aux Puces qui devient le donjon, dernier réduit de la défense. La courtine, flanquée de tours rondes, abrite un espace grossièrement rectangulaire, développé sur une surface peu importante (tout au plus 140 mètres sur 80) correspondant à l’actuelle cour du château.
Dans le même temps, la ville se fortifie, adoptant un système de rempart à petites tours en demi-lunes, séparées par des courtines. Partout, ces constructions en grès d’Hettange présentent une épaisseur constante d’un mètre. Le château, le quartier de la place du marché et celui de l’église paroissiale Saint-Maximin s’abritent derrière l’ensemble. Le périmètre de la ville médiévale est très réduit : l’arrière de la rue de la Poterne, de la rue Brûlée et celle du Quartier représentent grossièrement les limites Nord.
Le trapèze ainsi dessiné, adossé à la Moselle par sa base et circonscrit par les trois autres côtés par un fossé rempli d’eau, ne possède que deux entrées, la porte de Metz et celle de Luxembourg, probablement encadrées de tours et peut-être une poterne donnant sur la rivière. Notons toutefois que l’emplacement à cette époque de la porte de Luxembourg ne correspond pas à celui, définitif, du XVIe siècle : elle se situe alors au niveau de la rue de l’ancien hôpital.
En 1389 la ville obtient le droit de lever le Weinrecht — droit sur les vins qui se vendent — pour trouver le financement permettant l’entretien des murs et tours d’une place en mauvais état alors qu’elle est ville frontière : à l’époque, le comté de Luxembourg ayant été élevé au rang de duché par l'empereur Charles IV de Luxembourg, roi de Bohême, elle fait face au duc de Lorraine, au duc de Bar, à la ville de Metz ou à l’évêque de Metz.
Grande source de dépenses également, l’entretien des chemins d’accès tracés dans le marais partiellement drainé : c’est alors une place forte de plaine tirant parti des basses terrasses facilement inondables et des marécages utilisables seulement au moyen de multiples passerelles.
Bourguignonne à partir de 1461, Thionville passera ensuite par héritage aux mains des Habsbourg en 1477 puis à la mort de Charles Quint fera partie des Pays-Bas Espagnols.

### La période française

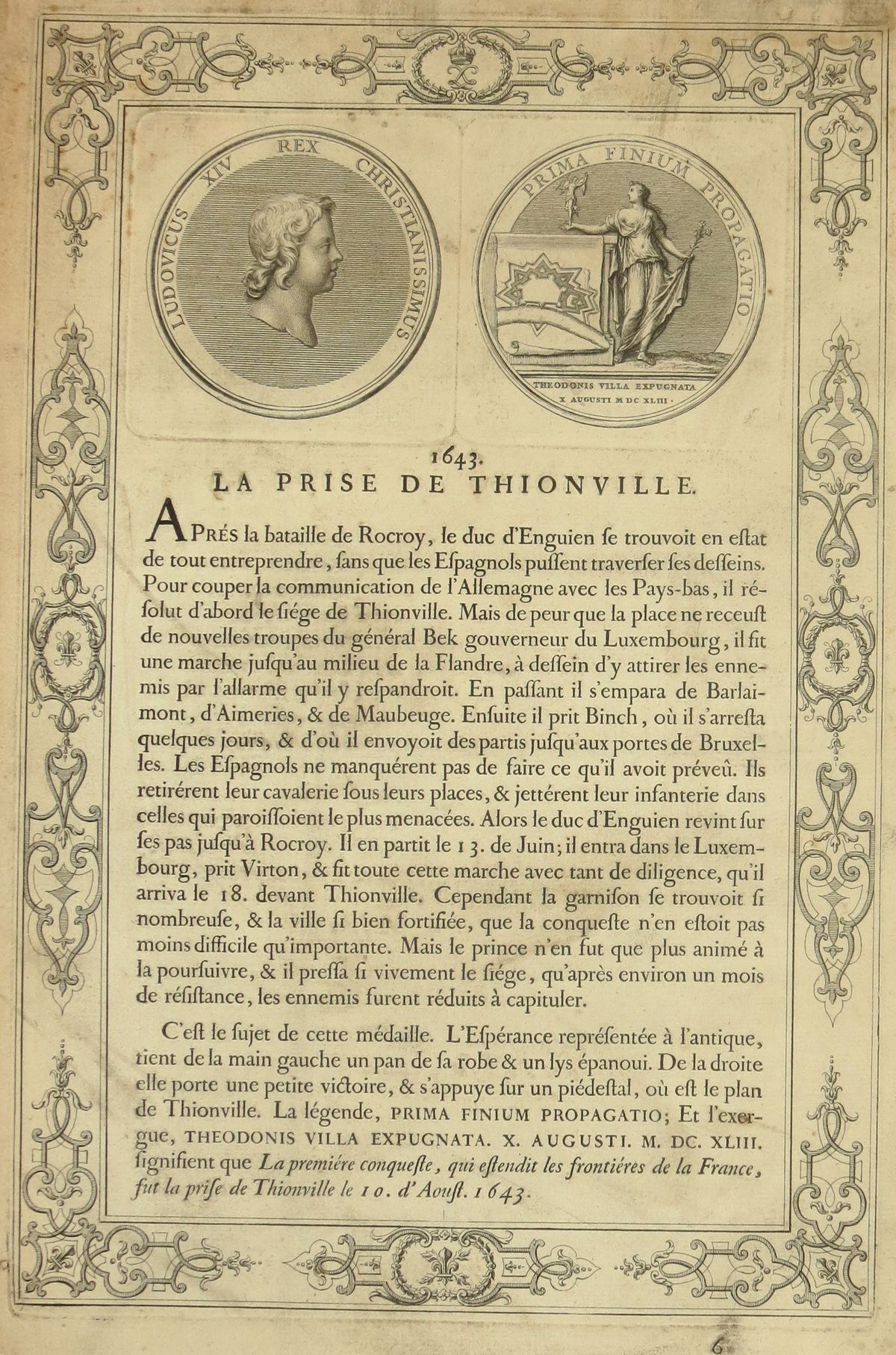
Document relatant la création de la médaille commémorant la prise de Thionville en 1643, extrait de "Médailles sur les principaux évènements du règne entier de Louis le Grand, avec des explications historiques." par "Académie des inscriptions et belles-lettres" 1723.

Prise par le prince de Condé en 1643, la ville est cédée à la France par le traité des Pyrénées, qui consacre la défaite de l'Espagne (1659). Thionville devint alors la capitale du Luxembourg français, tout en étant réunie à la province des Trois-Évêchés (Évêché de Metz).
Les Français reprennent aussitôt les travaux de fortifications de la cité et Thionville devient, à la suite d'un édit de novembre 1661, le siège d’un bailliage rattaché au parlement de Metz et régi par la coutume de Luxembourg. La ville connaît alors une période de prospérité. Le nombre des communautés comprises dans le bailliage de Thionville était de 120 (ou 143 avec la seigneurie de Rodemack).
Thionville était le siège d'un archiprêtré faisant partie de l'archidiaconé de Marsal, auquel appartenait environ 23 paroisses.
La paroisse de Thionville, dépendant de l'abbaye Saint-Maximin de Trèves, avait pour annexes Beauregard, Bellevue, le Cavalier d'ordonnance, Chaudebourg, Gassion, Guentrange et la Malgrange.
En 1790, la ville devient le chef-lieu d'un district qui comprend neuf cantons.
En 1792, la ville est assiégée par les troupes autrichiennes, renforcées par des bataillons de français émigrés, dont fait partie François-René de Chateaubriand. Les victoires et les annexions françaises ôtent à Thionville son rôle de ville frontalière et son importance stratégique.
Nonobstant, pendant la campagne de France, Thionville est de nouveau assiégée par les coalisés. Le général Léopold Hugo, père du poète Victor Hugo, défendra la cité à deux reprises.
Pendant les deux invasions de 1814 et de 1815, la ville est bloquée étroitement. D’après le traité du 20 novembre 1815, les Prussiens y tiennent garnison.
En 1857, la Compagnie des chemins de fer des Ardennes entreprend la construction de la ligne de Mohon à Thionville, rattachée en 1859 à la Compagnie des chemins de fer de l'Est puis, après l'annexion allemande de 1871, à la Direction générale impériale des chemins de fer d'Alsace-Lorraine.
Lors de la guerre franco allemande de 1870, la ville est assiégée durant trois mois par les troupes prussiennes : à l'issue d'un bombardement intensif de 3 jours, elle capitule le 24 novembre 1870. Une partie de la population émigre pour ne pas devenir allemande.

### L’annexion allemande
Par le traité de Francfort de mai 1871, la France cède Thionville au nouvel Empire allemand institué sous l'égide des Hohenzollern. Comme les autres communes de l'actuel département de la Moselle, Thionville fait désormais partie de ce qui sera couramment appelée l'Alsace-Lorraine. En 1871, la commune de Thionville, baptisée « Diedenhofen » (qui ne doit pas être confondue avec Diedendorf), devient le siège de l'arrondissement de Thionville, un arrondissement du district de Lorraine, au sein du Reichsland Elsass-Lothringen dont la capitale est Strasbourg. Par ordonnance impériale du 8 avril 1901, deux Kreisdirektion sont créées, pour représenter l'arrondissement de Thionville-Est et l'arrondissement de Thionville-Ouest.

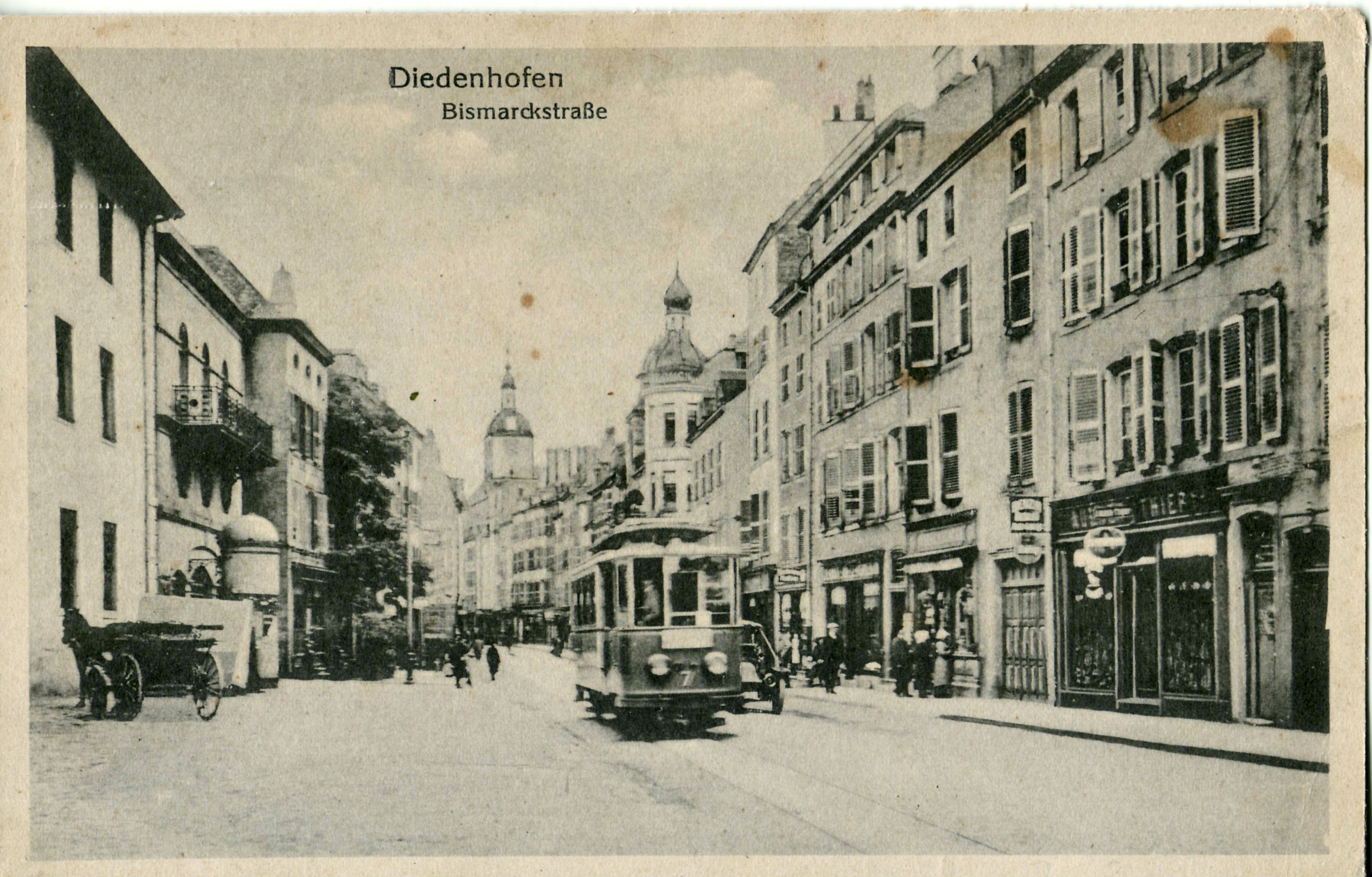
Bismarckstraße, dans les années 1910.
La ville avait été dotée du réseau du tramway de Thionville en 1912.

Lorsque la Première Guerre mondiale éclate, les Mosellans se battent naturellement pour l’Empire allemand. Beaucoup de jeunes gens tomberont ainsi au champ d'honneur sous l’uniforme allemand, sur le Front de l’Est, mais aussi à l’Ouest, en particulier en France et dans les Flandres. Sujets loyaux de l'Empereur, les Lorrains de souche accueillent cependant avec joie la fin des hostilités et la paix, enfin retrouvée. Une partie de la  population qui était arrivée en nombre de toute l'Allemagne entre 1871 et 1928, est souvent contrainte de quitter la ville et leurs biens mis sous séquestre.
La défaite allemande de 1918 redonne Diedenhofen à la France. La commune redevient Thionville. Les arrondissements de Thionville-Est et Thionville-Ouest seront conservés.

### L'entre-deux-guerres

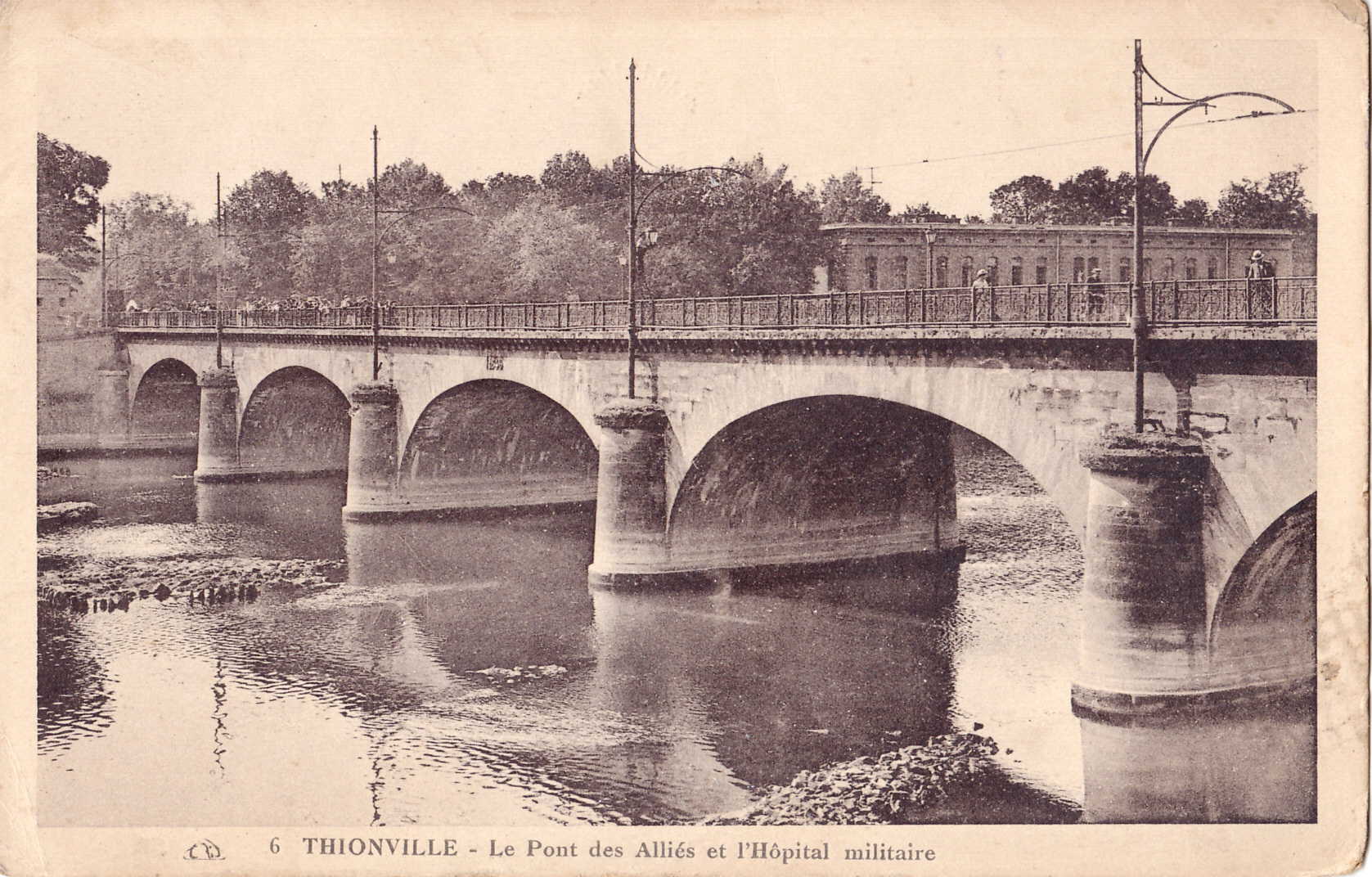
Le Pont des Alliés et l'Hôpital militaire, dans les années 1920.

Lors du retour de la Moselle à la France en 1918, les deux Kreisdirektion ont été transformées en arrondissements. Mais, de fait, depuis 1922, ces deux arrondissements sont placés sous l'autorité d'un seul et unique sous-préfet, celui de Thionville-Est, dans un bâtiment unique, la sous-préfecture de Thionville.

### La seconde annexion
Après l'Armistice du 22 juin 1940, Thionville est annexée de facto au Troisième Reich. La commune redevient "Diedenhofen", siège de deux arrondissements du CdZ-Gebiet Lothringen, au sein du nouveau Gau Westmark dont la capitale est Sarrebruck. À partir d'août 1942, les jeunes conscrits mosellans, incorporés de force, partent sur le Front de l'Est. Beaucoup ne reviendront jamais. En 1944, les bombardements américains se succèdent rendant les conditions de vie des civils plus difficiles encore. Finalement, la ville est libérée le 13 septembre 1944 par la IIIe armée américaine du général Patton, plus de deux mois avant Metz.
En novembre 1944, le général Walton Walker tient la partie Ouest de Thionville depuis le 12 septembre 1944, mais ses troupes n’ont toujours pas franchi la Moselle. Le 378e régiment de la 95e Division d'infanterie est donc chargé de prendre le fort de Yutz sur la rive opposée et de "nettoyer le secteur" afin d’établir une tête de pont sur la rive est.
L’opération débute le 11 novembre au matin. Deux compagnies franchissent la Moselle à hauteur de l’île occupée par la gare, sous le feu de mitrailleuses et de mortiers de la 559e Volks-Grenadier-Division. La résistance est forte, mais les Américains parviennent à prendre le fort de Yutz le 13 novembre, après deux jours de combats soutenus. Le groupe fortifié d'Illange, nouvel objectif au sud de Thionville, est pris le 14 novembre, grâce à l’appui de Chasseur de chars et de canons anti-chars de la 10e Armored division du XXe corps. Le secteur de Thionville fut donc entièrement libéré en novembre 1944.

### L'après-guerre et les Trente Glorieuses
Thionville, redevenue française, prospère grâce à la sidérurgie pendant les Trente Glorieuses. Elle devient la « Métropole du fer ». Pour loger les salariés de la SOLLAC à Florange, les quartiers de la Côte des Roses, des Basses-Terres et du Médoc sortent de terre. De nombreux travailleurs venus d'Italie, du Maghreb et des pays de l'Est arrivent à Thionville et travaillent dans les usines sidérurgiques.
Liée depuis toujours aux pays frontaliers, Thionville va l'être encore plus avec la création de la Communauté Européenne du Charbon et de l'Acier (CECA).
A  Thionville  (comme à Longwy), l’entreprise Usinor est un exemple de la puissance industrielle française. C’est le premier employeur privé du bassin.
Dès 1970, la minette lorraine commence à être remplacée par des minerais d'importation plus riches en fer (la dernière mine de fer Lorraine fermera en 1997). C’est le début de la crise dans les mines de fer, puis de l'industrie sidérurgique en Moselle.

### XXIesiècle
Après son passé minier Thionville se tourne économiquement vers l'espace transfrontalier de la Grande Région. La ville bénéficie aussi de la proximité du Luxembourg et de son bassin d'emplois.

## Politique et administration
La commune de Thionville absorbe en 1966 celle de Veymerange, en 1969 celle de Volkrange et enfin en 1970 celles de Garche, de Koeking et d' Œutrange.

### Rattachements administratifs et électoraux

#### Rattachements administratifs
La ville était de 1901 à 2014  le siège d’une sous-préfecture gérant deux arrondissements : Thionville-Est (où la commune était entièrement située) et Thionville-Ouest (qui n’avait pas de sous-préfecture sur son territoire) du département de la Moselle. Ces deux arrondissements ont alors été fusionnés pour former l'actuel arrondissement de Thionville.
Elle était de 1793 à 1984 le chef-lieu du canton de Thionville, qui est alors scindé entre les canton de Thionville-Est et de Thionville-Ouest. Dans le cadre du redécoupage cantonal de 2014 en France, cette circonscription administrative territoriale a disparu, et le canton n'est plus qu'une circonscription électorale.

#### Rattachements électoraux
Pour les élections départementales, la commune est depuis 2014 le bureau centralisateur d'un nouveau canton de Thionville. Toutefois, les anciennes communes de Garche et Kœking font partie du canton de Yutz.
Pour l'élection des députés, elle fait partie de la neuvième circonscription de la Moselle.

### Intercommunalité
Thionville est l'une des communes fondatrices de la communauté d'agglomération Portes de France-Thionville, un établissement public de coopération intercommunale (EPCI) à fiscalité propre créé en 2004 et auquel la commune a transféré un certain nombre de ses compétences, dans les conditions déterminées par le code général des collectivités territoriales. Cette intercommunalité s'est étendue en 2005 et compte désormais 13 communes.

### Tendances politiques et résultats
Lors du 2e tour des élections municipales de 2014 en Moselle, la liste UMP menée par Anne Grommerch obtient la majorité des suffrages exprimés avec 7 548 voix (45,96 %, 32 conseillers municipaux élus dont 17 communautaires), devançant de  77 voix celle PS-PCF-EELV menée par le maire sortant Bertrand Mertz (7 471 voix, 45,49 %, 10 conseillers municipaux élus dont 5 communautaires).
La troisième liste, FN, menée par  Hervé Hoff, a recueilli 1 402 voix (8,53 %, 1 conseiller municipal élu, également élu conseiller communautaire)
Lors de ce scrutin, 36,10 % des électeurs se sont abstenus.
Lors du second tour des élections municipales de 2020 en Moselle, la liste DVD-LR-LREM-MoDem-MR  menée par le maire sortant Pierre Cuny  — qui avait succédé à Anne Grommerch après son décès — obtient la majorité des suffrages exprimés, avec 4 015 voix (41,36 %, 31 conseillers municipaux élus dont 19 communautaires), devançant  largement les listes menées respectivement par,, :

- Patrick Luxembourger 	(DVD, 3 082 voix, 31,75 %, 7 conseillers municipaux élus dont 4 communautaires) ; 

- Bertrand Mertz 	(DVG-PS — maire de la ville de 2008 à 2014, et qui a bénéficié de la fusion de la liste EÉLV-PCF G.s-MR du 1er tour — 2 609, voix, 26,88 %,  5 conseillers municipaux élus dont 3 communautaires).

Lors de ce scrutin marqué par la pandémie de Covid-19 en France, 61,66 % des électeurs se sont abstenus.
Lors du second tour de l'Élection présidentielle de 2022 à Thionville, Emmanuel Macron (En Marche!) obtient 63,93 % des suffrages exprimés et Marine Le Pen (FN) 36,07 %.
Lors de ce scrutin, 29,67 des électeurs se sont abstenus et 7,11 % des votants ont choisi un bulletin blanc ou nul.

### Administration municipale
Compte tenu de la population de la commune, son conseil municipal compte 53 membres, dont le maire et ses adjoints

### Liste des maires
Depuis l'après-guerre, sept maires se sont succédé à la tête de la commune.
| Période       | Période                    | Identité           | Étiquette            | Qualité |
| ------------- | -------------------------- | ------------------ | -------------------- | --- |
| août 1945     | mai 1960                   | René Schwartz      | RPF                  | Ancien avocat Sénateur de la Moselle (1948 → 1960) Décédé en fonction |
| juillet 1960  | mars 1977                  | Georges Ditsch     | MRP puis CD puis CDP | Avocat Conseiller général de Sierck-les-Bains (1945 → 1976) Vice-président du conseil général |
| mars 1977     | juin 1995                  | Paul Souffrin      | PCF                  | Médecin anesthésiste Sénateur de la Moselle (1983 → 1992) Conseiller régional de Lorraine (1986 → 1989) Chevalier de la Légion d'honneur |
| juin 1995     | 16 mars 2008               | Jean-Marie Demange | RPR puis UMP         | Médecin angiologue Député de la Moselle (1986 → 1988) Député de la 9e circonscription de la Moselle (1988 → 2008) Conseiller général de Thionville-Ouest (1985 → 1988) Conseiller régional de Lorraine (1992 → 1995 et 2004 → 2008) Vice-président du conseil régional (1992 → 1995) Président de la CA Portes de France-Thionville (2004 → 2008) |
| 16 mars 2008  | 4 avril 2014               | Bertrand Mertz     | PS                   | Avocat Conseiller général de Thionville-Ouest (2008 → 2015) Conseiller régional de Lorraine (1998 → 2008) Vice-président du conseil régional (2004 → 2008) 1er vice-président de la CA Portes de France-Thionville (2008 → 2014) |
| 4 avril 2014  | 15 avril 2016              | Anne Grommerch     | LR                   | Députée de la Moselle (9e circ) (2008 → 2016) Conseillère régionale de Lorraine (2010 → 2015) Présidente de la CA Portes de France-Thionville (2016 → 2016) Décédée en fonction |
| 28 avril 2016 | En cours (au 27 juin 2022) | Pierre Cuny        | LR puis Horizons     | Médecin endocrinologue, premier adjoint (2014 → 2016) Conseiller départemental de Thionville (depuis 2021) Président de la CA Portes de France-Thionville (2016 → ) Réélu pour le mandat 2020-2026 |

-

### Jumelages
Gao (Mali)
La municipalité de Thionville souhaitant développer des relations de jumelage avec une ville du Sud, une visite exploratoire au Mali a été entreprise en 1986. De cette volonté, avec l’aide de Cités unies France, un jumelage de coopération est né avec Gao, ville de même importance que Thionville.
Ce jumelage a été célébré à la mairie de Gao le 2 novembre de la même année, en présence des maires respectifs Ibrahima Aroualo Maiga et Paul Souffrin et des présidents de comités de jumelage. Le 19 juin 1987, la même cérémonie a eu lieu à Thionville. Il fut décidé à cette occasion la construction des six premières classes d’un groupe scolaire, « L’École de Thionville », dans un quartier de Gao habité par de nombreux Touaregs victimes de la sècheresse.
 Urbana (États-Unis)
À l'occasion des 70 ans de sa libération par les troupes américaines, Thionville a été jumelée à Urbana, une ville dans l'Illinois.

### Distinctions et labels
La commune de Thionville a été récompensée en 2009 par le label « Ville Internet @@@@ ».

## Équipements et services publics

### Enseignement
- école maternelle Jean-Jacques Rousseau ;
- école maternelle La Garenne ;
- école maternelle Centre-ville ;
- école maternelle La Petite Lor ;
- école maternelle et primaire Les coquelicots ;
- école primaire Raymond-Poincaré
- école maternelle et primaire Côte des Roses ;
- école maternelle et primaire la Petite-Saison ;
- école maternelle et primaire Saint-Pierre ;
- école maternelle et primaire Basses-Terres ;
- école maternelle primaire Beauregard ;
- école primaire Saint-Hubert ;
- école maternelle et primaire Victor-Hugo ;
- école maternelle et primaire Jacques-Prévert ;
- école primaire Lafontaine ;
- collège La-Milliaire ;
- lycée Rosa Parks
- lycée La-Briquerie ;
- lycée La-Malgrange ;
- lycée Sophie-Germain ;
- collège et lycée Charlemagne ;
- collège et lycée Hélène-Boucher ;
- collège et lycée Saint-Pierre-Chanel ;
- institut Notre-Dame-de-la-Providence ;
- institut universitaire de technologie de Thionville.

### Santé
En 2019, l’hôpital Bel-Air de Thionville a une capacité de 662 places dont :
- Médecine : 324
- Chirurgie : 114
- Obstétrique : 85
- Psychiatrie : 0
- Moyen Sejour : 106
- Long Sejour : 23
- Hébergement : 0
- Had : 0
- Ssiad : 10

## Population et société

### Linguistique
En 1738, M. Bruzen de La Martinière indique à propos de Thionville que : « Les habitans sont Allemands et parlent allemand : ils appellent la ville en leur langue Didenhoven ou Tiden-Hoven. »
En 1828, M. Teissier fait la remarque suivante à propos du peuple Thionvillois : « Il entend le français mais il aime à parler l'idiome exclusif des villages environnants, patois-allemand, tout à fait inintelligible pour celui qui ne sait que la langue de Wieland et de Goethe. »
Concernant le français qui était parlé à Thionville au XIXe siècle, c'était un mélange de français, de luxembourgeois et de lorrain roman. Soit donc une variante du français de Lorraine.
Dans la vieille ville, en 1960, beaucoup de commerçants avaient des employés bilingues français/francique, souvent recrutés dans les zones périphériques et rurales qui étaient à l'époque bilingues. En 1975, la ville avait entre 2 500 et 6 500 locuteurs du francique luxembourgeois.
À partir de Gavisse, le Nord de la région thionvilloise est une zone de diphtongaison intense, ; mais à Thionville et dans le Sud de sa région, il y a une tendance très nette à la monophtongaison, c'est-à-dire une réduction des diphtongues en une voyelle longue et parfois même en une voyelle brève.
| dialecte de Thionville | dialecte de Hettange-Grande | dialecte de Roussy-le-Village | français   |
| ---------------------- | --------------------------- | ----------------------------- | ---------- |
| de Fuss                | de Fuss                     | de Fouss                      | le pied    |
| 't Ur                  | 't Ur                       | 't Ouer                       | l'oreille  |
| d'Ku                   | d'Kou                       | d'Kou                         | la vache   |
| de Plu                 | de Plou                     | de Plou                       | la charrue |

|             | dialecte d'Elange | dialecte de Guentrange | dialecte d'Œutrange | dialecte de Volkrange | dialecte de La Briquerie | dialecte de Saint-François | français    |
| ----------- | ----------------- | ---------------------- | ------------------- | --------------------- | ------------------------ | -------------------------- | ----------- |
| [au] et [o] | hott              | hott                   | hott                | hott                  | haut                     | haut                       | aujourd'hui |
| [ei] et [ë] | d'Lëtt            | d'Lëtt                 | d'Lëtt              | d'Lëtt                | d'Leit                   | d'Leit                     | les gens    |
| [ue] et [o] | en Hues           | en Hos                 | en Hues             | en Hues               | en Hos                   | en Hos                     | un lièvre   |
| [ie] et [e] | en Iesel          | en Esel                | en Iesel            | en Iesel              | en Esel                  | en Esel                    | un âne      |

### Démographie
Thionville s’est développée principalement grâce à l’industrie, qui a attiré une population de plus en plus nombreuse dans la région depuis la révolution industrielle. À partir des années 1970 cependant, les difficultés économiques ont été très grandes pour Thionville et ses environs. La ville et plus encore les communes voisines ont commencé à voir leur population diminuer fortement. Thionville cependant a pu reconvertir ses activités et retrouver un certain dynamisme. Dans les années 1990, le député-maire Jean-Marie Demange est élu face à Paul Souffrin, une politique de reconstruction de Thionville se met en place : attraction du centre-ville, refonte d’espaces verts, créations de complexes sportifs… La démographique de Thionville progressera dès lors de façon continue, ce qui lui vaut d'être la deuxième ville de la Moselle derrière Metz mais devant Forbach, Montigny-lès-Metz et Sarreguemines.

#### Évolution de la population
L'évolution du nombre d'habitants est connue à travers les recensements de la population effectués dans la commune depuis 1793. Pour les communes de plus de 10 000 habitants les recensements ont lieu chaque année à la suite d'une enquête par sondage auprès d'un échantillon d'adresses représentant 8 % de leurs logements, contrairement aux autres communes qui ont un recensement réel tous les cinq ans,.

En 2022, la commune comptait 42 778 habitants, en évolution de +5,4 % par rapport à 2016 (Moselle : +0,52 %, France hors Mayotte : +2,11 %).
| 1793  | 1800  | 1806  | 1821  | 1836  | 1841  | 1861  | 1866  | 1871  |
| ----- | ----- | ----- | ----- | ----- | ----- | ----- | ----- | ----- |
| 5 010 | 5 011 | 4 907 | 5 739 | 5 680 | 5 712 | 7 818 | 7 376 | 7 207 |

| 1875  | 1880  | 1885  | 1890  | 1895  | 1900   | 1905   | 1910   | 1921   |
| ----- | ----- | ----- | ----- | ----- | ------ | ------ | ------ | ------ |
| 7 168 | 7 155 | 8 111 | 8 923 | 9 167 | 10 062 | 11 948 | 11 656 | 13 464 |

| 1926   | 1931   | 1936   | 1946   | 1954   | 1962   | 1968   | 1975   | 1982   |
| ------ | ------ | ------ | ------ | ------ | ------ | ------ | ------ | ------ |
| 13 040 | 17 395 | 18 934 | 17 596 | 23 054 | 31 811 | 37 079 | 43 020 | 40 573 |

| 1990   | 1999   | 2006   | 2011   | 2016   | 2021   | 2022   | - | - |
| ------ | ------ | ------ | ------ | ------ | ------ | ------ | - | - |
| 39 712 | 40 907 | 41 127 | 40 951 | 40 586 | 42 163 | 42 778 | - | - |

#### Pyramide des âges
La population de la commune est relativement jeune.
En 2018, le taux de personnes d'un âge inférieur à 30 ans s'élève à 34,7 %, soit au-dessus de la moyenne départementale (33,6 %). À l'inverse, le taux de personnes d'âge supérieur à 60 ans est de 25,6 % la même année, alors qu'il est de 26,2 % au niveau départemental.
En 2018, la commune comptait 19 803 hommes pour 20 674 femmes, soit un taux de 51,08 % de femmes, égal au taux départemental (51,08 %).
Les pyramides des âges de la commune et du département s'établissent comme suit.
| Hommes | Classe d’âge | Femmes |
| ------ | ------------ | ------ |
| 0,6    | 90 ou +      | 1,6    |
| 6,7    | 75-89 ans    | 10,8   |
| 14,2   | 60-74 ans    | 17,1   |
| 19,8   | 45-59 ans    | 19,8   |
| 21,0   | 30-44 ans    | 18,9   |
| 20,6   | 15-29 ans    | 17,4   |
| 17,0   | 0-14 ans     | 14,4   |

| Hommes | Classe d’âge | Femmes |
| ------ | ------------ | ------ |
| 0,6    | 90 ou +      | 1,5    |
| 6,8    | 75-89 ans    | 9,5    |
| 17,2   | 60-74 ans    | 18,4   |
| 20,9   | 45-59 ans    | 20,5   |
| 19,5   | 30-44 ans    | 18,6   |
| 17,7   | 15-29 ans    | 15,7   |
| 17,4   | 0-14 ans     | 15,8   |

### Sports et loisirs
Football
Le Thionville Football Club est fondé en 1905 et il évolue en DHR pour la saison 2013-2014. Le Thionville FC passe professionnel et évolue en Division 2 lors des saisons 1979-1980 et 1980-1981. En 1943, il compte dans ses rangs le futur champion du monde 1954 Fritz Walter.
La ville de Thionville accueille dans l’un de ses quartiers pavillonnaires le « Cercle Sportif Veymerange Elange » (CSVE), qui évolue pour la première fois de l'histoire dans une division supérieure à celle du Thionville FC, le principal club de la ville. En effet, le club de quartier a été promu au terme de la saison 2012/2013 dans l'élite du football amateur lorrain, à savoir en Division d’Honneur, alors que le Thionville FC est resté pour sa part en Division d’Honneur Régionale, à l'échelon inférieur.
Le CS Veymerange Elange a été fondé en 1965 et il est actuellement présidé par Marc Berardi, ancien joueur emblématique du club. L’équipe fanion est quant à elle entraînée par Christophe Granveaux et Gaétan Lénert, également anciens joueurs du club. Le CSVE possède deux terrains situés dans le quartier résidentiel de Veymerange, dont un terrain synthétique récent qui sert d’ailleurs aux entraînements et aux rencontres de toutes les équipes du club quelles que soient les conditions climatiques. À noter aussi que l’équipe première est une habituée des « petits exploits » en Coupe de France atteignant le sixième tour de l’épreuve (ultime match avant l’entrée en lice des clubs de Ligue 2) en 2006 et en 2008 (défaite 1-2 contre Creutzwald, club de DHR). Lors de la saison 2012/2013, l'équipe première du CS Veymerange aura réalisé une saison quasi parfaite. Les Veymerangeois ont en effet été promus en Division d’Honneur à l'issue de la saison, mais ils ont également atteint la finale de la Coupe de Lorraine qu'ils ont disputé au Stade Saint-Symphorien, antre du FC Metz, face au FC Lunéville devant plus de 1 200 spectateurs (+ 1 000 téléspectateurs regardant le match devant leur écran d'ordinateur, la finale étant pour la première fois diffusée en direct et en intégralité sur le web) presque quasiment tous acquis à la cause des joueurs Veymerangeois. Après un match plein de rebondissements (3-3 à l'issue du temps réglementaire), les Verts se sont finalement inclinés aux tirs au but (3-2), laissant les Lunévillois remporter une nouvelle fois la coupe régionale.
Pour la saison 2013/2014, toutes les équipes de jeunes, exceptés la catégorie U17, évoluent une nouvelle fois au niveau Ligue Régionale de Lorraine. Les U13 évoluent en Division d'Honneur Régionale, les U15 évoluent en Promotion d'Honneur, les U17 en Excellence (niveau départemental) tandis que les U19, après avoir quitté l'élite régionale (DH) en juin 2013, évoluent désormais en Division d'Honneur Régionale. Côté séniors, l'équipe C évolue en 4e division de District (Moselle), l'équipe B joue en 1re division de District et enfin l'équipe fanion évolue en Division d’Honneur.
Handball
Le Thionville Moselle Handball est un club français de handball basé à Thionville. L'équipe fanion évolue dans le Championnat de France, Nationale 3 pour la saison 2013-2014 (qui correspond à la 5e division). Trois équipes seniors représentent le club aux différents niveaux (N3, Prénationale, Honneur Lorraine). Le club mise beaucoup sur la formation. Son équipe -18 est présente dans le Championnat de France, ses -16 sont souvent champions de Lorraine. Le club est aussi familier de la Coupe de France où il a rencontré des clubs comme Istres (D1) ou Sélestat (ex-D1).
Depuis 1996, ce club représente la ville de Thionville partout en France et à un niveau national. Thionville Moselle Handball a longtemps été, en Lorraine, le club évoluant au plus haut niveau[réf. nécessaire].
Water-Polo
Le Sporting Club Thionvillois est un club de natation et de water-polo fondé en 1924. Sa section water-polo évolue dans plusieurs catégories : son équipe fanion en Nationale 1 (qui correspond à la deuxième division), son équipe réserve en Nationale 3 (qui correspond à la quatrième division), une équipe en U17 évoluant dans le championnat de water-polo du Grand Est, une équipe en U15 évoluant également dans le championnat de water-polo du Grand Est et une équipe U13. L'équipe fanion effectue une deuxième montée historique en passant de la Nationale 2 à la Nationale 1 durant la saison 2019-2020. L'équipe U17 est finaliste des championnats de France des -17 ans en 2011.
Le SCT est la première équipe lorraine à entrer en catégorie Elite du water-polo en gagnant un titre de Nationale 1.

### Médias
- RPL Radio[88]
- France Bleu Lorraine Nord
- Revue Lorraine Populaire
- La Semaine[89]
- LOR' FM
- Le Républicain lorrain
- Groupe BLE Lorraine, média et think tank lorrain généraliste créé en septembre en 2008[90]
- BLE Radio[90], radio associative généraliste qui s’intéresse à la Lorraine et à son actualité[91]
- ViàMirabelle, chaîne de télévision locale de Lorraine diffusée sur le canal 33 de la Télévision numérique terrestre (TNT)

### Cultes
La ville possède plusieurs églises catholiques, un temple protestant, une synagogue, une mosquée, une église néo-apostolique, deux églises évangéliques et une salle du royaume des Témoins de Jéhovah.
Les villages administrativement rattachés à Thionville (Veymerange, Garche, Œutrange...) possèdent chacun leur propre église paroissiale.

## Économie
- sidérurgie ;
- chimie ;
- cimenterie ;
- port fluvial de Thionville-Illange (7e de France) ;
- antenne de la Chambre de commerce et d'industrie de la Moselle.

Ces industries sont vieillissantes et ne satisfont plus les besoins économiques (cf. crise sidérurgique de 1970). Aucune solution n'ayant été proposée, la ville a misé tout naturellement dans l'économie transfrontalière (voir en dessous). Cela renforce le caractère européen de cette ville, mais souligne son incapacité à créer des emplois stables (quasiment pas de services) qui la rendent très dépendante du Grand-Duché de Luxembourg.
L’économie des pays frontaliers — Luxembourg, Belgique, Allemagne — permet à la ville de rester dynamique. En 2019, plus de 100 000 travailleurs frontaliers franchissent en effet chaque jour la frontière franco-luxembourgeoise où les salaires sont nettement supérieurs à la moyenne française à poste équivalent.

### Marché immobilier
Le marché de l’immobilier est en plein essor[Quand ?] par voie de conséquence. Les villages rattachés à la commune de Thionville comme Metzange, Garche et Volkrange jouissent de la proximité de l’autoroute A31 qui relie Thionville à Luxembourg et sont l’exemple même de cette montée des prix dans le secteur thionvillois.

## Culture locale et patrimoine
La commune est le chef-lieu du pays éponyme.
À la fin des années 1950, la langue et la culture traditionnelle de Thionville commencèrent à décliner, fait qui est en partie dû à l'arrivée massive d'une population provenant d'autres régions françaises, venus pour travailler dans la sidérurgie.

### Sobriquets
Dans les environs de Yutz, les Thionvillois étaient surnommés d'Stader (les citadins), dans le sens de « orgueilleux » ou « prétentieux ». Les bourgeois thionvillois passaient en effet pour des gens très orgueilleux, car ils considéraient de haut les villageois des villages environnants.
Concernant les Thionvilloises coquettes, on leur donnait le surnom de d'Stader Boken (les masques de carnaval de Thionville).
À Guentrange, on disait entre autres d'Stader Heringsfresser (les bouffeurs de harengs de Thionville).

### Lieux et monuments

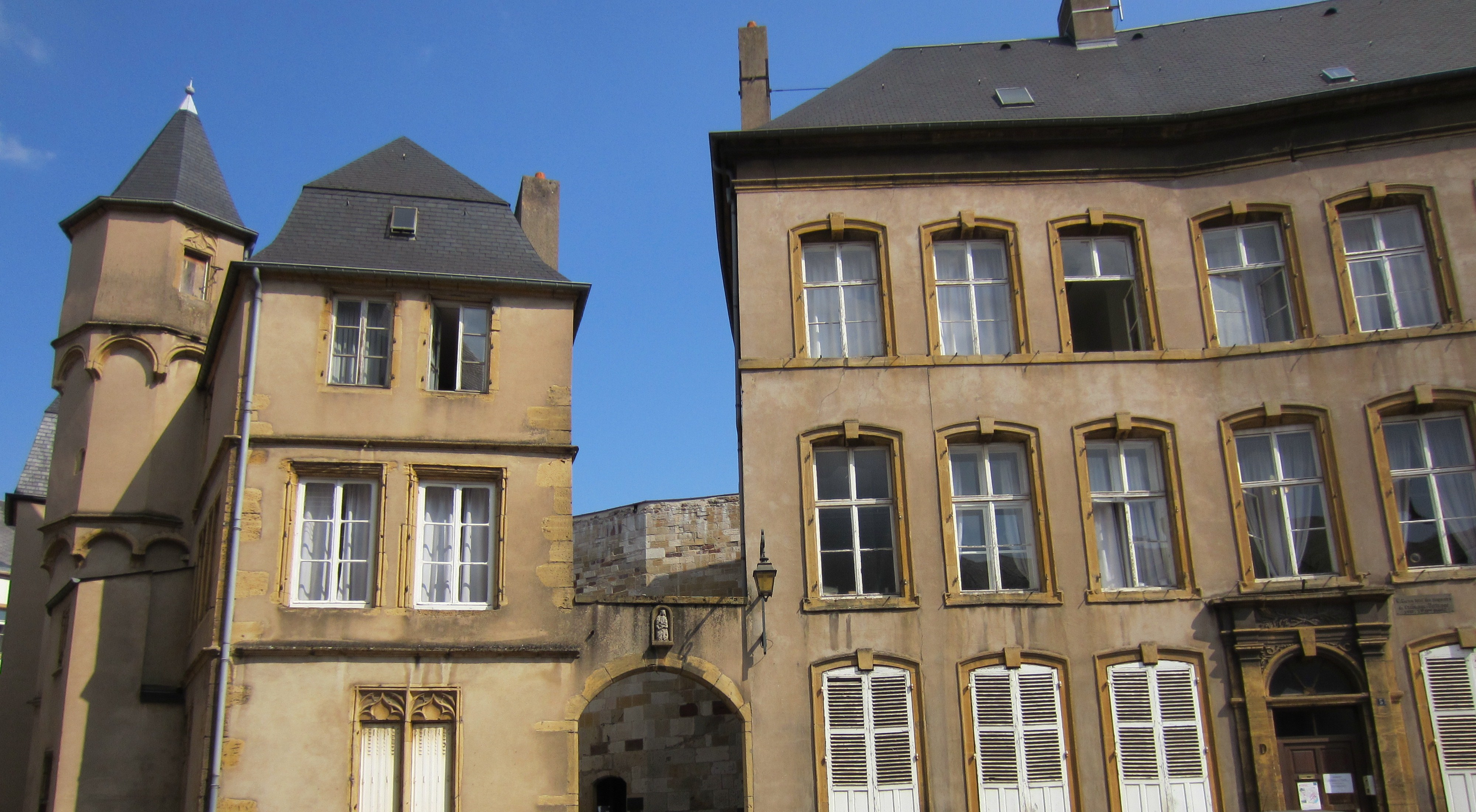
Ancien hôtel des seigneurs de Créhange-Pittange.

- Sites et stations de surface paléolithique à l’âge du fer ;
- Fosses danubiennes de la Milliaire ;
- Traces de voie romaine ;
- Poteries et monnaies gallo-romaines ;
- Pittoresques maisons du XVe au XVIIIe siècle ;
- Palais de justice, ancienne maison du prévôt et ancien hôtel d’Eltz.
- Ancien hôtel des seigneurs de Créhange-Pittange XVIIe – XVIIIe siècle : façade 1891 ; actuellement annexe de l’hôtel de ville.

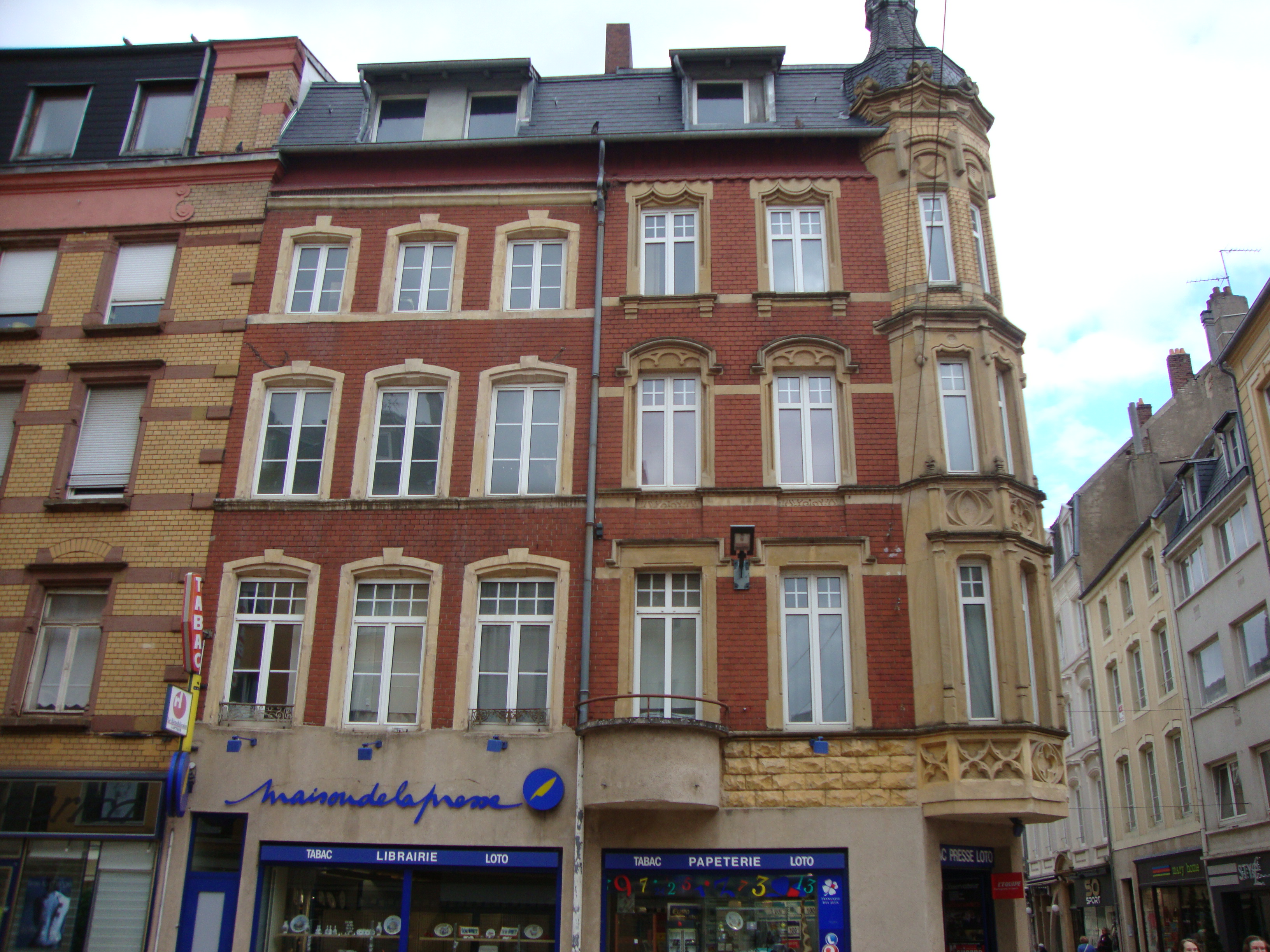
Maison, place aux Bois, dans la vieille-ville.

- Hôtel dit maison Nels. Hôtel entre cour et jardin construit en 1781 (date portée) dont le jardin était adossé au rempart. Un des rares hôtels construits à Thionville, détruit en même temps que tout l’îlot (numéros impairs) vers 1970 lors de la construction d’un grand ensemble. En subsistent une couverture photographique et des relevés effectués par les services techniques de la ville juste avant démolition.
- Hôtel de Saint-Rémy dit aussi hôtel de Gargan. Hôtel construit à l’emplacement de l’ancien hôtel des Gouverneurs de Thionville (transféré vers 1660 au nord de la ville). Le bâtiment actuel semble remonter à 1741 (date portée par une agrafe du corps de gauche). Il a été transformé en poste aux chevaux en 1808 et restauré au XIXe siècle.
- La pharmacie du Parc, de l'architecte Karl Griebel, dans l'esprit de l'urbanisme de Grübben ; elle est de style néo-gothique, avec des détails Jugendstil.
- Hôtel du Lieutenant du Roi. Cette partie de l’ancien hôtel du gouverneur qui remonte au XVIe siècle était affectée au logement du lieutenant du roi. Seules subsistent de cette époque une tourelle et une porte sur la rue de la Poterne. Ensemble modifié au cours des XVIIe et XVIIIe siècles, transformé en gendarmerie de 1803 à 1829, puis en hôtel de commandement de la place jusqu’en 1870, enfin en mess des officiers (avant la construction d’un nouveau « Casino » 4, rue de Castelnau). Le corps sur le fond de la cour, à décor néo roman, comprenait au rez-de-chaussée une grande salle voûtée dont ne sont plus visibles aujourd’hui que les colonnes et les chapiteaux, à la suite des aménagements du restaurant.
- Rue de la Tour : maisons à tourelles d’escalier XVIe siècle, datant de l’occupation espagnole ;
- Place Anne-Grommerch (ancienne place du Marché), bordée d’arcades ;
- Bel ensemble de maisons XVIIIe siècle à hautes toitures d’ardoise, dans la vieille ville ;
- Monument de la métallurgie ;

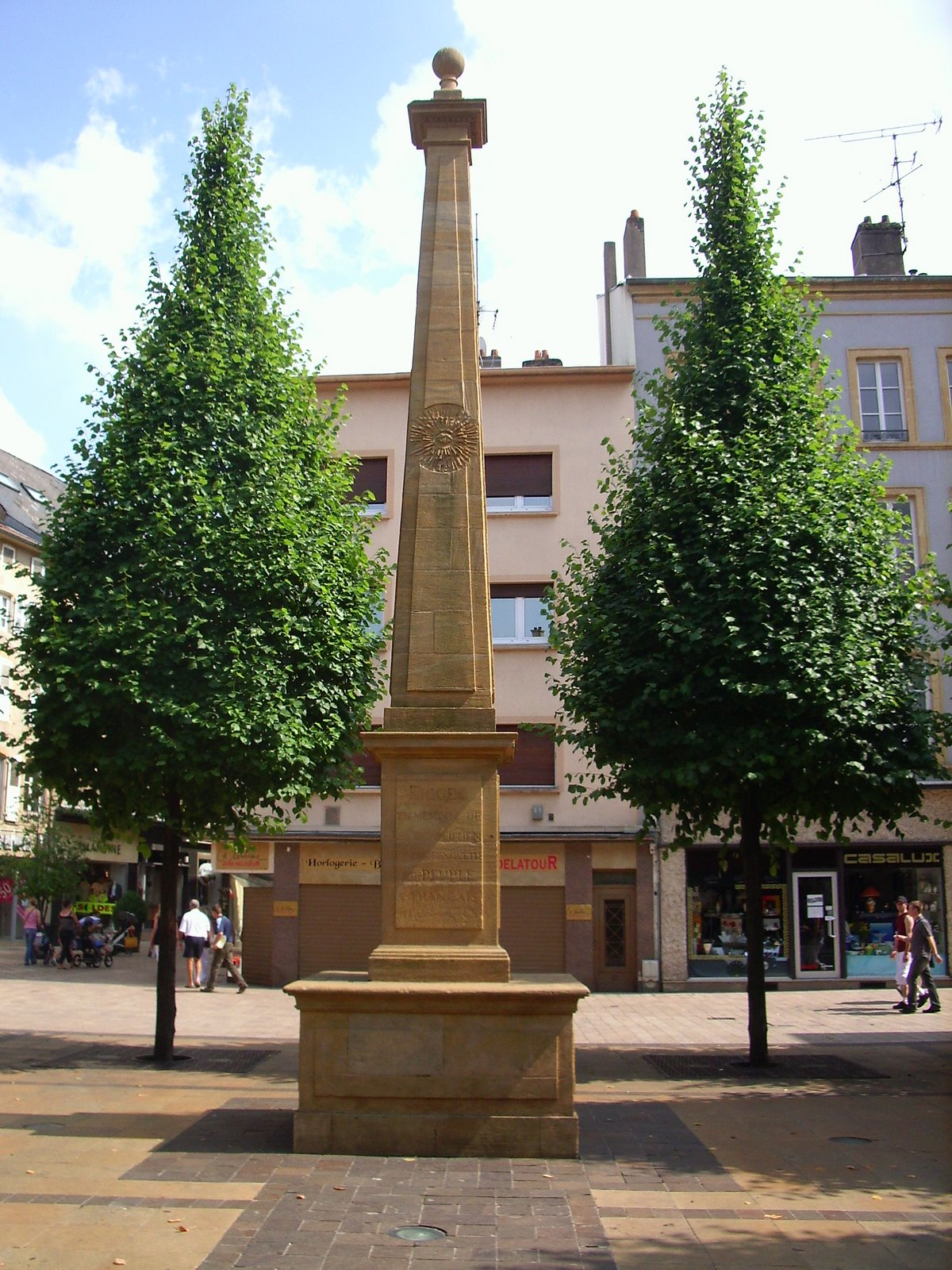
Autel de la Patrie.

- L’autel de la patrie, Place Claude Arnoult  fait l’objet d’un classement au titre des monuments historiques depuis le 15 septembre 1995[93]. Il s’agit d’un rare monument de la Révolution, avec celui de Fontvieille, élevé le 1er vendémiaire an V (1796) ;
- le musée de la Tour aux Puces ;
- Château du Donnerscheuer, XVIe – XVIIe siècle, ;
- Château d’Œutrange, gentilhommière rurale XVIIe siècle ;
- Château dit « Le Hof » à Guentrange ; XVIIIe siècle.
- Ancienne auberge construite au XVIe siècle (époque dont subsiste la tour d’escalier), percée au XVIIIe siècle. Il s’agit d’une ancienne auberge déjà mentionnée au XVIIe siècle ; on observe sur la rue de la Paroisse, à l’aplomb de la cave, une cavité dite « cuvette », sculptée en forme de mufle de lion, qui servait à caler la chèvre nécessaire à l’acheminement des tonneaux.
- Pressoir à levier, au Crève-Cœur ;
- Mairie de Thionville, ancien couvent des clarisses (1629) : façade Renaissance tardive à arcades.

#### Cimetière militaire
- Cimetière militaire de Thionville (cimetière russo-franco-allemand).

#### Ouvrages militaires
- Enceinte de Thionville

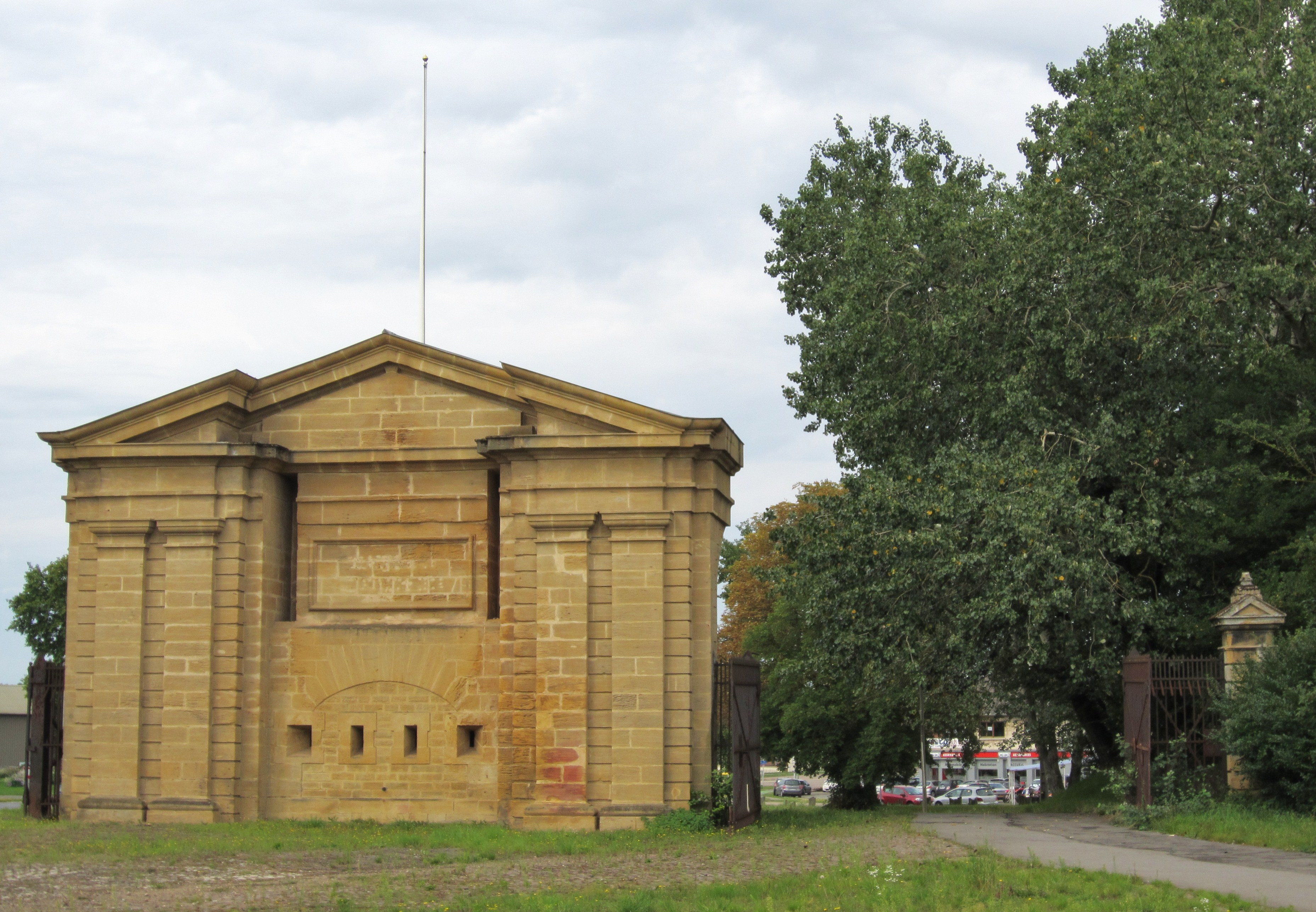
Porte de Sarrelouis.

- Fort de Guentrange, 1899-1905 construit par les Allemands.
- Ancien château de Gassion, de son véritable nom : château Neuf-Bourg[47]. Les dernières ruines du château disparurent complètement pour laisser place à la sidérurgie.
- Porte du Couronné d'Yutz, dite porte de Sarrelouis fait l’objet d’un classement au titre des monuments historiques depuis le 21 décembre 1984[94].
- Porte de ville dite de Sarrelouis : monument construit en 1746 par Louis de Cormontaigne à l’extrémité du Couronné de Yutz puis transformé en blockhaus dans le dernier quart du XIXe siècle sous l’occupation allemande.

##### Château fort des comtes de Luxembourg
Le château des comtes de Luxembourg, à Thionville centre fait l’objet d’une inscription au titre des monuments historiques depuis le 14 décembre 1992.
Le secteur de la « Cour du château », premier noyau de la ville de Thionville, semble correspondre à l’emplacement d’un domaine carolingien, palacio publico, mentionné en 770, où séjournèrent à plusieurs reprises Charlemagne et ses successeurs. Il aurait englobé une chapelle construite d’après un chroniqueur dans le premier quart du IXe siècle par Louis le Pieux sur le modèle de celle d’Aix-la-Chapelle (instar aquensis) et rasée en 939 par les partisans du futur empereur Othon Ier. Aucun élément ne permet aujourd’hui d’affirmer que la base circulaire de la tour aux Puces, réputée carolingienne, en serait le dernier vestige.

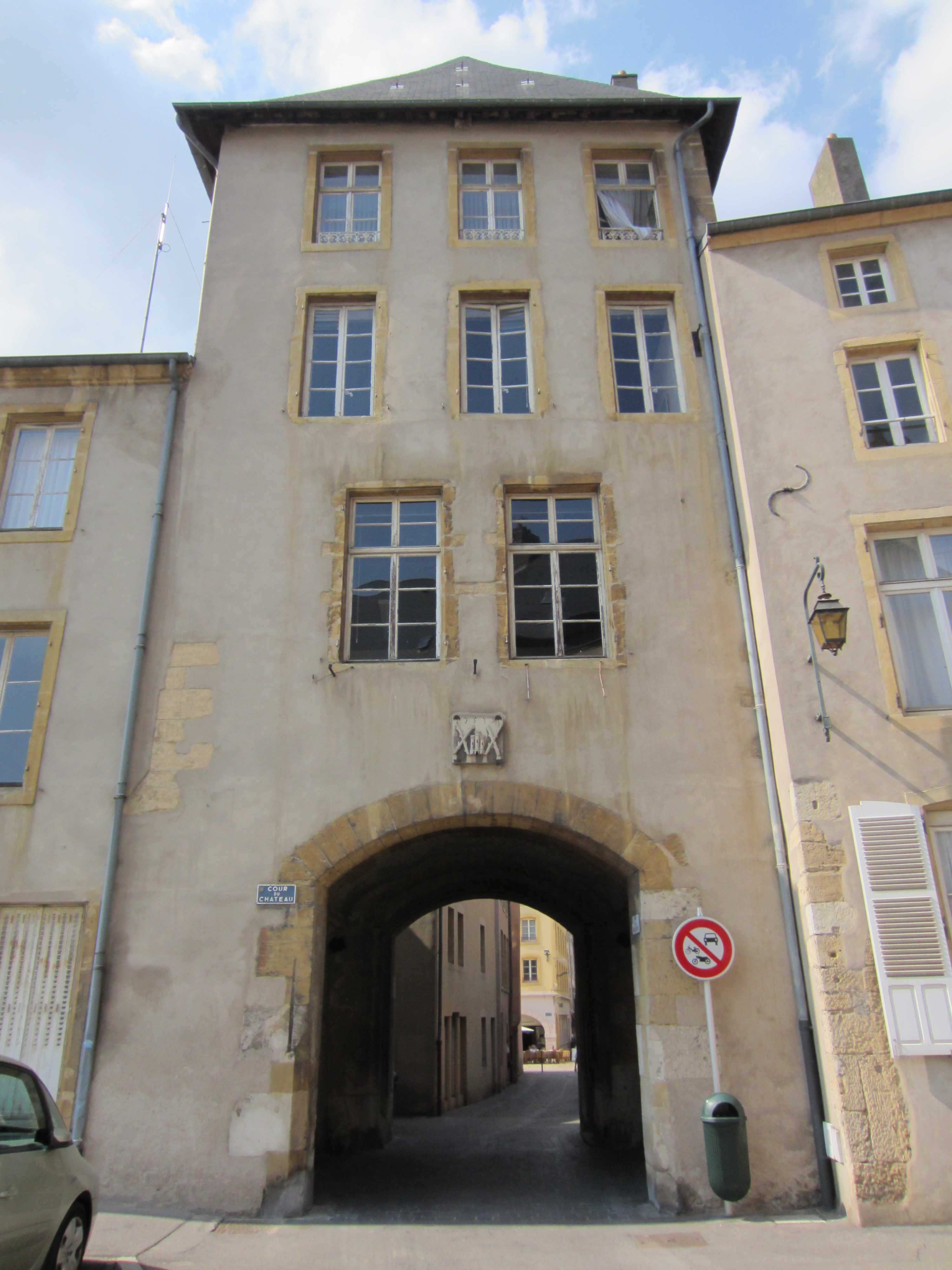
Château fort des comtes de Luxembourg.

À partir du Xe siècle, Thionville passe sous domination luxembourgeoise et les comtes de Luxembourg édifient un château fort au même endroit. La tour aux Puces, puissante tour polygonale à quatorze côtés, construite aux XIe et XIIe siècles, en constituait probablement le donjon. L’enceinte de 140 sur 80 mètres, défendue par plusieurs tours (dont ne subsistent que « les tours jumelles » et la tour au fond de la cour du tribunal) est toujours lisible sur le plan de la ville. Ce château de Thionville comprenant des granges pour stocker les redevances du domaine comtal et une chapelle dédiée à saint Nicolas (dont la localisation est aujourd’hui inconnue) devient à partir de 1292 la résidence du prévôt. À la même époque, une ville se développe à l’extérieur de cette première enceinte. Le passage entre les deux entités topographiquement autonomes s’effectue par la poterne des tours jumelles sans doute construite (ou reconstruite) au XIVe siècle, restaurée en 1542-1543. Lors des travaux de modernisation des fortifications et reprise au XVIIIe siècle (percement de fenêtres en 1771).
À partir de la fin du XIVe siècle ou du début du XVe siècle, des familles nobles obtiennent le droit de se construire une demeure à l’intérieur de l’enceinte du château (hôtel de Raville-Septfontaine, hôtel de Créhange-Pittange, hôtel d’Eltz). Entre 1542 et 1558, de gros travaux de remparage effectués pour la cour de Bruxelles sous le contrôle d’Adam de Volkrange afin de moderniser la place, aboutissent à la destruction de la majeure partie des courtines et d’une partie des bâtiments qui sont ensevelis sous les nouveaux terrassements. En 1903, les travaux de démolition des fortifications mettent en valeur la tour aux Puces qui est dégagée de ses constructions annexes. La destruction de plusieurs bâtiments côté Moselle vers 1947 achève de conférer à la Cour du château son aspect actuel. Reste, tour d’angle de l’ancien château fort et Cour du château.

##### Château de Volkrange

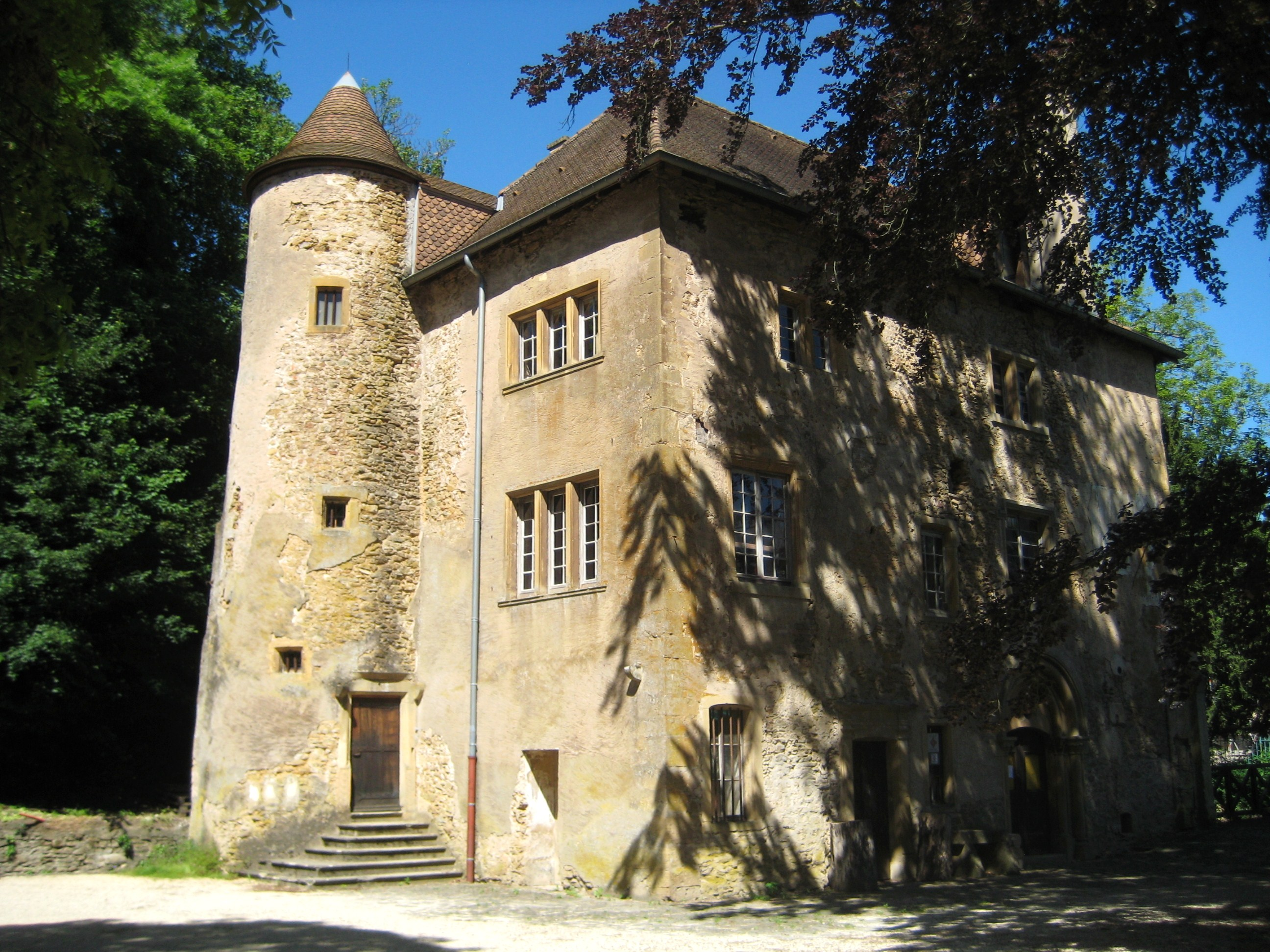
Château de Volkrange.

Le château de Volkrange et ses communs fait l’objet d’une inscription au titre des monuments historiques depuis le 8 octobre 1984.
Un premier château (détruit) est édifié de 1242 à 1248 pour Arnoux II, seigneur de Volkrange, sur une plate-forme rectangulaire entourée de douves qui subsiste toujours. Au XVIe siècle le logis est reconstruit (époque du gros œuvre et des voûtes du rez-de-chaussée) puis restauré à partir de 1671 par Jean de Pouilly, après les dommages causés par la Guerre de Trente Ans. Dans la 1re moitié du XVIIIe siècle, il est modernisé par des percements et de nouveaux aménagements intérieurs.
En 1741, des dépendances comprenant des écuries et un pigeonnier sont construites à l’ouest et au nord en 1741. En 1841, un nouveau logis est érigé sur le côté est de la cour pour Barthélemy Bompard, qui a acquis le domaine l’année précédente. Dans la seconde moitié du XIXe siècle, une chapelle est aménagée dans la salle voûtée du rez-de-chaussée du vieux logis pour la famille Bompard, avec porte et fenêtres en pastiche néo roman.
En 1952, le domaine est vendu aux pères du Sacré-Cœur, puis racheté en 1996 par la ville qui loue le vieux logis à l’association des Amis du vieux château.

#### Tour aux Puces

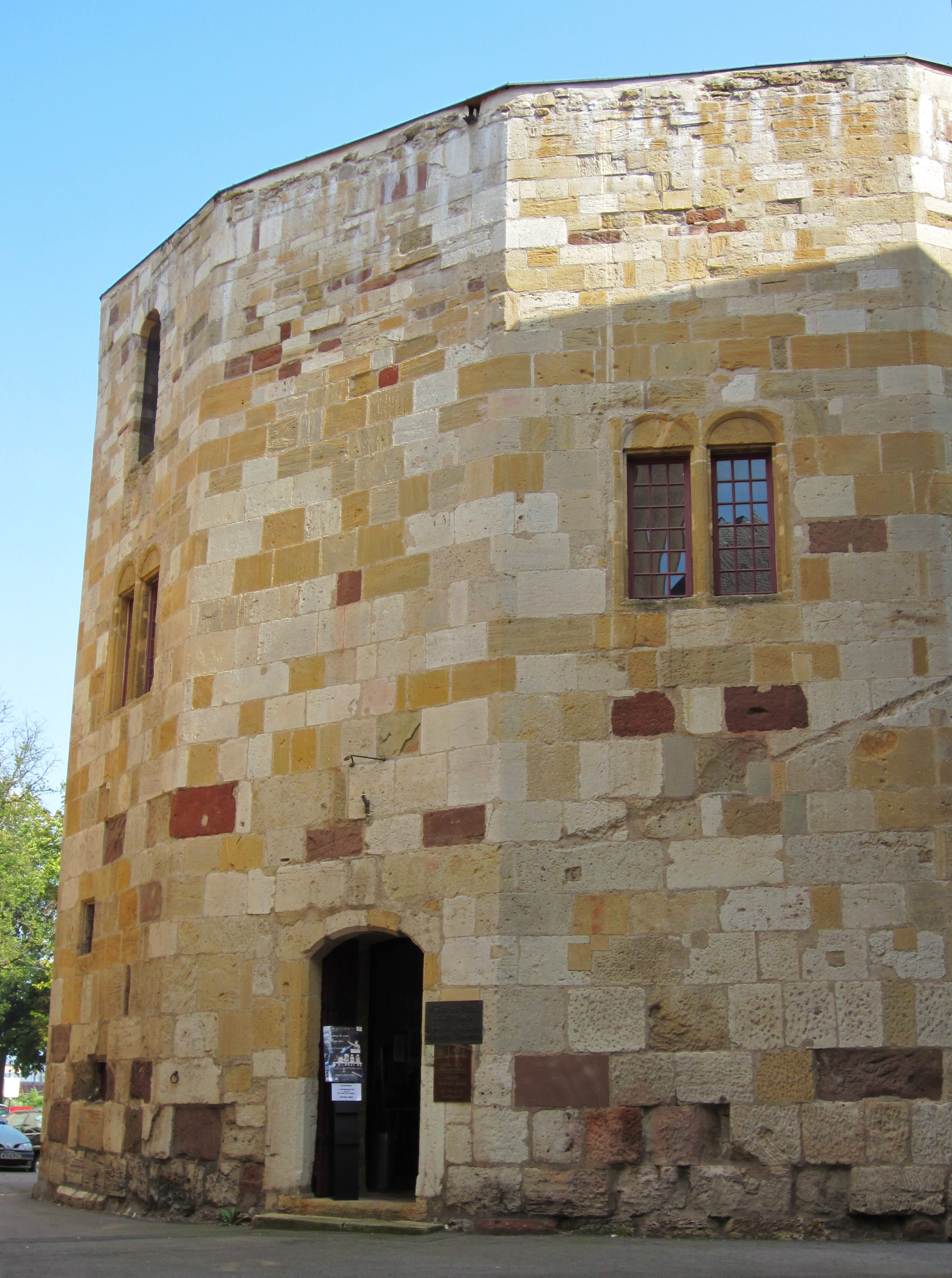
Tour aux Puces.

La tour aux Puces fait l’objet d’une inscription au titre des monuments historiques depuis le 11 mai 1932.
La tour aux Puces est un cadeau des comtes luxembourgeois. On peut encore voir du côté nord-est les fondations de sa première construction, qui date environ de l'an 1100. Elle a été en partie démolie, puis reconstruite à l'aide de pierres issues de décombres d'autres maisons. C'est pourquoi sa structure a l'air contemporaine. Du côté nord, les empreintes d'un toit sont encore inscrites dans la pierre : la tour aux Puces était accolée à une autre maison avant la Première Guerre mondiale. On peut donc supposer qu'elle a été reconstruite avant ou pendant la guerre franco-prussienne.
Une erreur de relecture ou de traduction du Luxembourgeois au Français a donné son nom à la tour, qui a longtemps fait travailler l'imagination des habitants des alentours de Thionville.
Ancien donjon, la tour à quatorze côtés repose sur une fondation circulaire de 2,5 à 3 mètres de hauteur dans laquelle beaucoup d'auteurs ont voulu voir les restes d'une chapelle carolingienne (emplacement d’un ancien domaine carolingien), mais qui semble plutôt contemporaine de l'élévation polygonale. La tour serait en fait le donjon d'un château fort (correspondant au périmètre de l’actuelle cour du château érigé, d’après l'analyse architecturale, au XIe ou XIIe siècle, avec des blocs d'origines diverses dont plusieurs remplois d'édifices antérieurs (carolingiens). Si le gros-œuvre est en grande partie d'origine, l'essentiel des percements est postérieur et il ne reste aucune trace des dispositions intérieures primitives si ce n’est des corbeaux dans la cour témoignant d’un ancien étage disparu.
En 1292, la tour devient le siège de la prévôté et le demeure jusqu'au milieu du XVIe siècle. À la fin du XIVe siècle ou au début du XVe siècle, grande campagne de travaux, tant à l'extérieur (percements, ajout de bâtiments annexes) qu'à l'intérieur (grand mur de refend intérieur, cheminée de la salle 7 aux armes de Jean IV de Raville), réduit sous l'escalier, cheminée au 2e niveau de la cour qui n'existait donc pas encore…). À la suite des travaux de remparage effectués par les Espagnols entre 1542 et 1558 en bordure de la Moselle, la tour est intégrée au domaine militaire et réaménagée dans la seconde moitié du siècle : percements et modification des aménagements intérieurs. En 1583, comme le stipule une inscription, voûtement des pièces du rez-de-chaussée. Celui des pièces entresolées et des deux pièces du 1er étage est apparemment de la même époque (cf. les armoiries de Wirich de Créhange sur la clef de voûte de la salle 5). L'escalier en vis vers le 2e étage serait du XVIe siècle ainsi que les deux colonnes du 2e étage. Ces dernières étant destinées à soutenir des pièces d'une charpente à faîte central, on peut en déduire que la toiture polygonale à forte pente d'origine n’existait déjà plus à cette date. L'aménagement de la cour (visible sur les plans du XVIIIe siècle) pourrait aussi remonter à cette période de grand bouleversement des volumes. Aux XVe et XVIe siècles, modifications de détails, telles que des reprises de percements.
L'essentiel des projets de 1733 pour la transformation en prison militaire ne semble pas avoir été réalisé. La tour qui reste propriété du Génie tout au long du XIXe siècle est restaurée sous l'annexion allemande. En 1880, la couverture de la tour est refaite, en zinc côté Moselle, en tuiles sur la cour. En 1903, les travaux de démolition des fortifications mettent en valeur la tour en la dégageant de toutes ses constructions annexes. En 1904, la ville décide d'en faire un musée et elle est à nouveau restaurée avec construction de la terrasse et adjonction de créneaux du côté de la rivière. Les bombardements américains, au cours de la Seconde Guerre mondiale, lui ayant causé d’importantes dégradations, elle est une nouvelle fois restaurée pour la réouverture du musée en 1966.

#### Beffroi

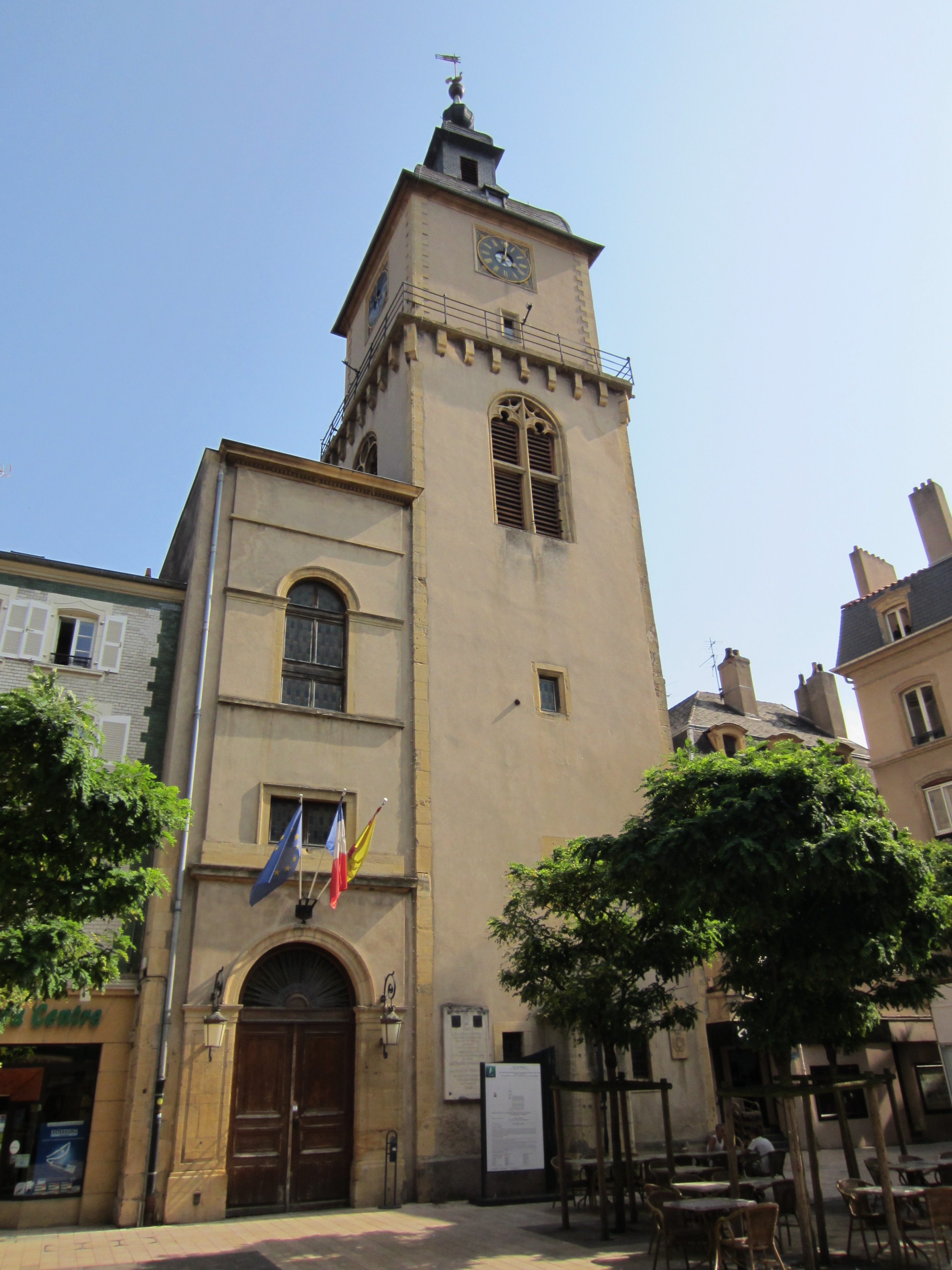
Le beffroi.

L’ancien beffroi fait l’objet d’une inscription au titre des monuments historiques depuis le 27 mai 1980.
La charte de franchise accordée par les comtes de Luxembourg aux bourgeois de Thionville en 1239 autorise ces derniers à construire une enceinte avec une tour de guet où se trouve un guetteur (mentionné dès 1315). Au XIVe siècle, construction d’un premier beffroi, symbole des libertés communales. Il s’agit alors d’un ensemble composé d’une tour (beffroi à proprement parler) et d’un bâtiment communal annexe, sur la rue de l’ancien Hôtel de ville, abritant entre autres une salle d’audience et un hôpital pour les pauvres (qui déménage au cours du XVIe siècle dans l’actuelle rue de l’Ancien-Hôpital mais dont subsiste jusqu’en 1836, au rez-de-chaussée, la chapelle Sainte-Élisabeth, chapelle de la confrérie du Rosaire). La tour abritait la grosse cloche de la ville (mentionnée dès 1363 mais maintes fois refondue). La tour actuelle, abritant en hauteur trois salles voûtées d’ogives (restaurées), est reconstruite dans la 1re moitié du XVIe siècle, à l'époque où Charles Quint commande d’importants travaux de fortification (elle est nettement visible sur le plan de Jacques de Deventer vers 1565).
En 1699, la ville fait refaire la partie supérieure de la tour (niveau de l’horloge surmonté d'une haute toiture à l’impériale). En 1708, installation dans le grand bâtiment adjacent, sur la rue de l’Ancien-Hôtel-de-Ville, de la mairie (qui y demeure jusqu’à son déménagement au début du XIXe siècle dans l’ancien palais du gouverneur puis en 1900 dans l’ancien couvent des Clarisses). Ce bâtiment de la rue de l’Ancien-Hôtel-de-Ville est reconstruit en 1836 en style néoclassique. Une fontaine à bras en fonte est installée au pied du beffroi en 1831. L’actuelle horloge publique a été réalisée en 1859 par le Strasbourgeois Schwilgue. La tour, partiellement atteinte par les bombardements du siège de 1870, possède encore l’essentiel de sa charpente de 1699 et des cloches de 1656, 1689, 1746 et 1844.

#### Fortification de Thionville
Une enceinte urbaine de plan trapézoïdal, comportant trois portes, est édifiée à la fin du XIIIe siècle. À partir de 1530, ces fortifications médiévales sont renforcées par un boulevard. En 1552, cinq plates-formes sont édifiées, esquisses des futurs bastions. De 1593 à 1597, les fortifications sont étendues et modernisées sur les plans de l’ingénieur flamand Jacques Van Oyen, qui conçoit une place hexagonale à sept bastions, englobant un vaste espace vide. N’en subsistent aujourd’hui qu’une partie du bastion I (actuelle place de la République) et du bastion III (actuelle place du Luxembourg). Entre 1634 et 1643, l’ensemble est renforcé par J.-B. Hueber, Traybach et Desfossé au moyen de quatre demi-lunes, un ouvrage à corne et un système complexe de fossés. En 1673, la construction d’un pont couvert sur la Moselle, sur les plans du capitaine Suisse Rodolphe Salzgaiber, et défendu par un ouvrage à corne sur la rive droite, est décidée. Entre 1695 et 1706, un nouveau renforcement des fortifications de la rive gauche, avec une deuxième ligne de glacis, est réalisé. Vers 1727, l’ouvrage à corne de la rive droite est incorporé dans une double couronne par Tardif et Duportal. Entre 1746 et 1752, le système de la rive droite est achevé par Louis de Cormontaigne, avec l’édification du couronné de Yutz, ouvrage à trois bastions, deux demi-lunes, une porte monumentale, la porte de Sarrelouis et le creusement du canal dit « des fortifications », défendu par deux ponts-écluses encore visibles aujourd’hui. Des travaux de restauration sont nécessaires dans la 1re moitié du XIXe siècle. La reconstruction en 1846 du pont sur la Moselle, ainsi que des portes, aujourd’hui disparues, de Metz en 1845 et de Luxembourg en 1847, est décidée. Dans les années 1880-1890, les Allemands font quelques travaux de bétonnement, avant d’opter pour un nouveau système de défense, avec l’édification entre 1899 et 1906, du groupe fortifié de Guentrange qui domine la ville. En 1902, à l'époque où Metz arase aussi ses remparts, le déclassement de la place de Thionville et la destruction des fortifications du XVIIIe siècle permettent l’extension de la ville, à l’exception du couronné de Yutz, qui conserve ses fonctions militaires, et des deux bastions en bordure de la Moselle, dans le but probable de défendre le secteur de la nouvelle gare.

#### Édifices religieux
- ancienne chapelle du pensionnat des frères des écoles chrétiennes, rue des Frères actuellement église paroissiale Saint-Joseph à Beauregard. En 1854, fondation à Beauregard d’un pensionnat de frères des écoles chrétiennes. Après le rachat en 1860 de la propriété de M. Poulmaire, édification de nouveaux bâtiments dont une chapelle de style néogothique dédiée à saint Joseph, érigée entre 1867 et 1869. En 1873, expulsion des frères et réutilisation des locaux par l’école normale de jeunes filles. En 1899, rachat des bâtiments par la ville de Thionville pour y transférer l’hôpital civil. Cette même année, un nouveau clocher est construit et la chapelle érigée en église paroissiale, ce clocher est probablement influencé par la Tour de Mutte de la Cathédrale de Metz. Sur le flanc nord de l’église, les restes du cloître ont été englobés dans la nouvelle sacristie.
- église Notre-Dame-de-l'Assomption, avenue de Guise (quartier La Malgrange).
- église paroissiale Saint-Urbain, rue Charles Abel du quartier Guentrange. Église reconstruite en 1866 à l’emplacement de l’ancienne chapelle de la confrérie des vignerons achevée en 1699 et agrandie en 1823. Porche refait en 1936.
- église Sainte-Anne de la Côte des Roses, rue des Perdrix moderne 1962.
- église paroissiale Saint-Pierre, rue des Horticulteurs construite en 1962 dans le quartier Saint-Pierre ;
- Chapelle de l'hôpital Sainte-Élisabeth, rue de Villars à proximité du lycée Charlemagne
- Chapelle Notre-Dame de Providence, place Notre-Dame.
- Maison et ancienne chapelle Saint-François, avenue du Comte de Berthier, dite des Lépreux. Dès le XIIIe siècle, une maladrerie existe en cet endroit, à proximité du cimetière Sainte-Suzanne. En 1704, date portée sur le fronton de la chapelle, François Delhaye, seigneur de Kaltweiler et propriétaire de la maison voisine, décide de restaurer la chapelle, dite des lépreux, pour son usage privé puis se heurte à un édit interdisant les chapelles domestiques. En 1767, son fils Georges Delhaye de Kaltweiler, capitaine au régiment de Lamarck, revendique la propriété de la chapelle au nom de l’héritage paternel, s’ensuit un long procès. En 1772, date portée, il restaure la maison et la chapelle. Aujourd’hui, la maison appartient à un propriétaire privé mais la chapelle à la ville (atelier pour artistes).
- chapelle Sainte-Madeleine, avenue de Guentrange, dans la maison de retraite du même nom.
- Chapelle Saint-François, rue du Cimetière au cimetière.
- chapelle Notre-Dame-des-Neiges, place Notre-Dame des Neiges à Beuvange-sous-Saint-Michel ; construite en 1805, abrite un haut-relief avec Saint Michel terrassant le dragon, daté 1586, retiré de la chapelle en 1840 face à l’état de dégradation de l’édifice.
- chapelle Saint-Isidore, rue Saint-Isidore à Elange. En 1726, les habitants du village obtiennent la construction dans leur village dépendant jusque-là de la paroisse de Volkrange d'une chapelle dédiée à saint Isidore. En contradiction avec la tradition locale, la présence d'une fenêtre datable par style de la fin du XVe ou du début du XVIe siècle pose cependant la question de l'existence d'un édifice antérieur. Vers 1747, construction du clocher. En 1869, les murs sont exhaussés d'un mètre à l'occasion d'une campagne de réfection de l'édifice.
- église paroissiale Saint-Nicolas, rue de la Peupleraie à Garche. À l’origine, Garche dépend ainsi que Kœking de la paroisse d’Husange. On y mentionne cependant une chapelle construite à une date inconnue mais déjà mentionnée lors de la visite pastorale de 1602. En 1853, l’église paroissiale actuelle est construite en remplacement de cette ancienne chapelle. En 1898, la sacristie est reconstruite en empiétant sur l’ancien cimetière.
- chapelle Sainte-Lucie à Kœking, construite en 1678, détruite dans les années 1930 ; après 1930, la construction de la nouvelle mairie-école aboutit à la destruction de la chapelle. Un petit oratoire rappelle l’ancien emplacement de la chapelle au 80 rue de Saint-Rémy.
- église paroissiale de la Visitation de la Vierge, rue de l'Abbé-Gouvion à Œutrange ; reconstruite en 1752, à l’emplacement d’une église plus ancienne, déjà réparée en 1716-1718, portail néo-gothique sur la façade occidentale dans la 2e moitié du XIXe siècle ;
- église paroissiale Saint-Pierre, rue Saint-Martin à Veymerange. Rien ne subsiste de la première église construite par l’abbaye Saint-Pierre de Metz au XIIIe siècle. Le chœur et le clocher semblent remonter au XVe siècle. Les chapiteaux du chœur sont toutefois d’un style plus archaïque que la voûte. En 1860, l’église est reconstruite à l’exception du chœur et de la tour-clocher. La nef est alors agrandie d’un tiers. En 1867 restauration du clocher.
- ermitage et chapelle dite du Lépreux ou du Mont-Saint-Michel à Beuvange-sous-Saint-Michel. Petite chapelle construite, ainsi qu’un ermitage, vers 1250 au sommet de la butte du mont Saint-Michel, au nord de Beuvange-sous-Saint-Michel, pour accueillir Guerlach de Neuersbourg qui avait contracté la lèpre lors de la 7e croisade. À sa mort, une dizaine d’années plus tard, la chapelle est dotée par sa fiancée, Irmengarde de Volkrange, de quatre messes annuelles (encore attestées au XVIIe siècle). En 1455, la chapelle est restaurée en style gothique. Vers cette même époque, une confrérie se forme à Beuvange-sous-Saint-Michel pour assurer son entretien. En 1655, la chapelle est restaurée et agrandie par Élisabeth de Nassau. Au XVIIIe siècle, l’ermitage est toujours occupé et l’on signale encore des messes dans la chapelle en 1803. Après cette date, elle ne tarde pas à être abandonnée et il n’en reste aujourd’hui que quelques vestiges.
- calvaire, 1453, à Beuvange-sous-Saint-Michel ;
- nombreux calvaires XVIe au XIXe siècles d’art luxembourgeois ;
- temple, Passage du Temple protestant réformé[100], passage de Temple de style néogothique construit entre 1886 et 1888 pour abriter la nouvelle communauté protestante de langue allemande ;
- synagogue, avenue Georges Clemenceau : une première synagogue est édifiée en 1913 en remplacement du premier lieu de culte israélite aménagé en 1805 dans une maison particulière de la rue de la Poterne ; construction de style romano-byzantin, détruite dans un incendie par les Allemands en 1940, les soldats allemands empêchant les pompiers thionvillois d'intervenir ; reconstruction d’un bâtiment moderne en 1956 au même emplacement.
- cimetière Israélite : il a été totalement dévasté par les nazis, les pierres tombales subsistantes ont été regroupées pour former un monument, nouveau cimetière créé en 1947.
- mosquée de la Côte des Roses
- Salle du royaume, impasse de la Daucherie.
- Église neo-apostolique, rue des Pyramides.
- Église évangélique baptiste, rue de Guise.
- Église évangélique de Pentecôte, rue des Balanciers.

Édifices religieux
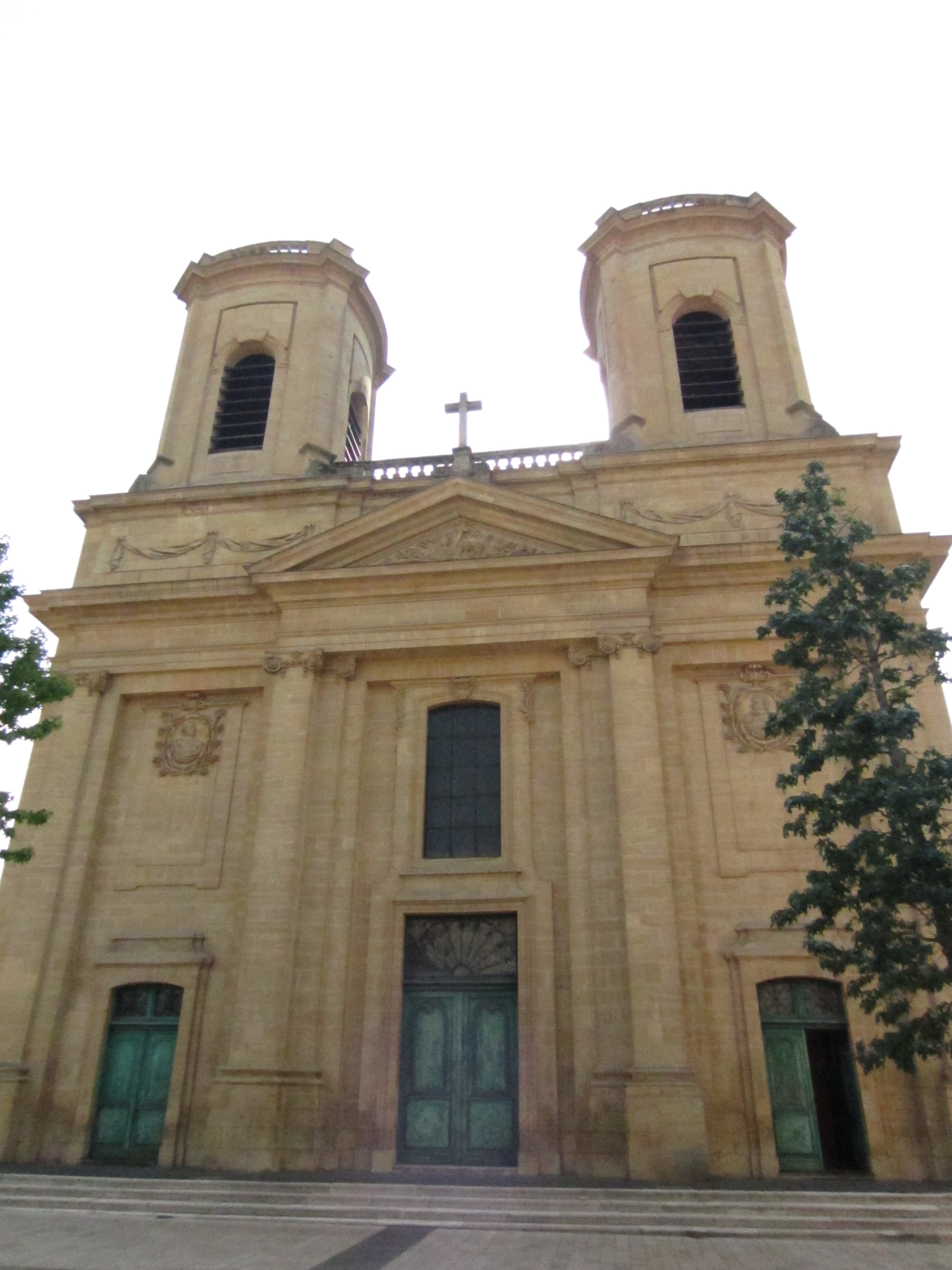
Église paroissiale Saint-Maximin.
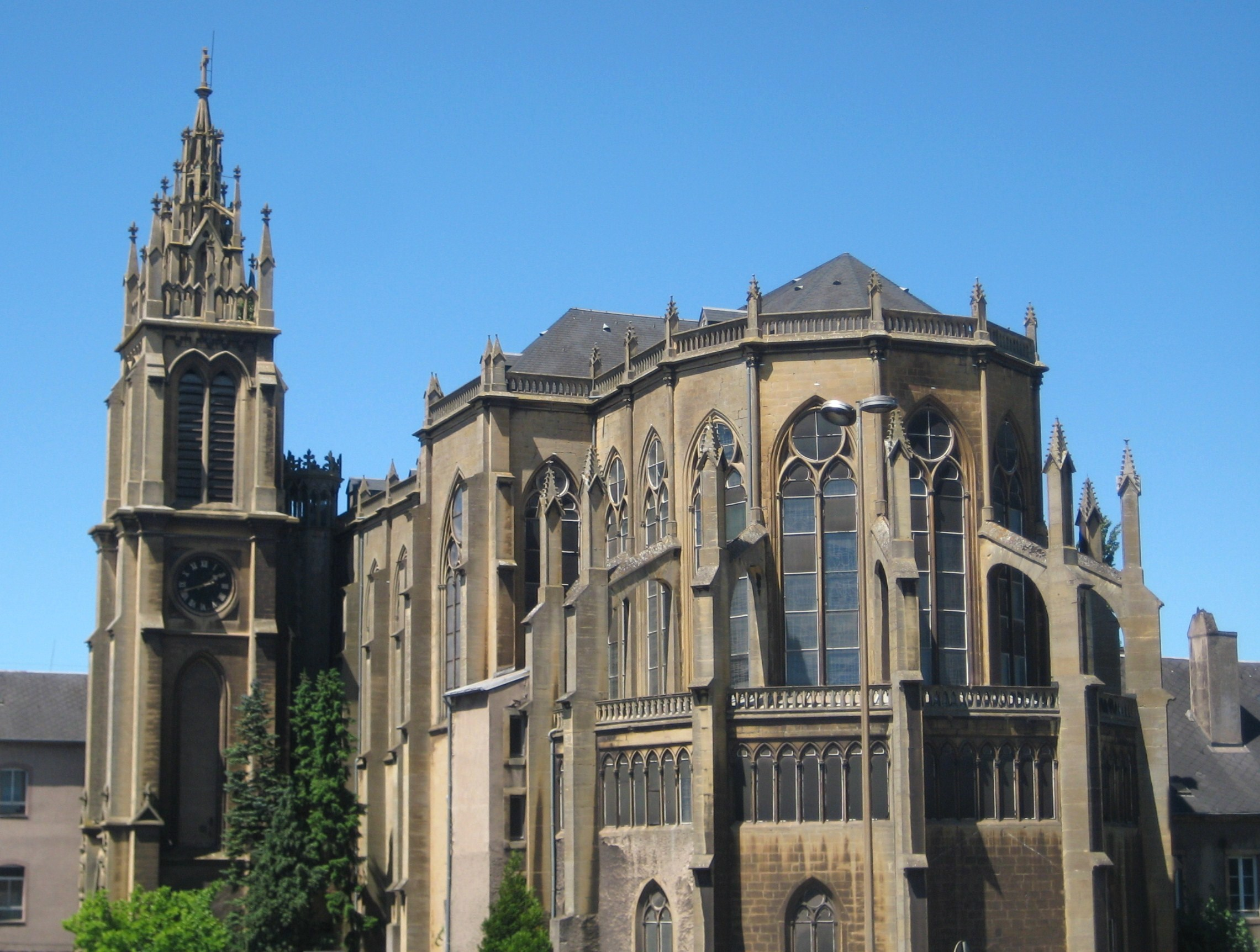
Église Saint-Joseph de Beauregard (1867–1869).
Église Sainte-Anne de la Côte des Roses.
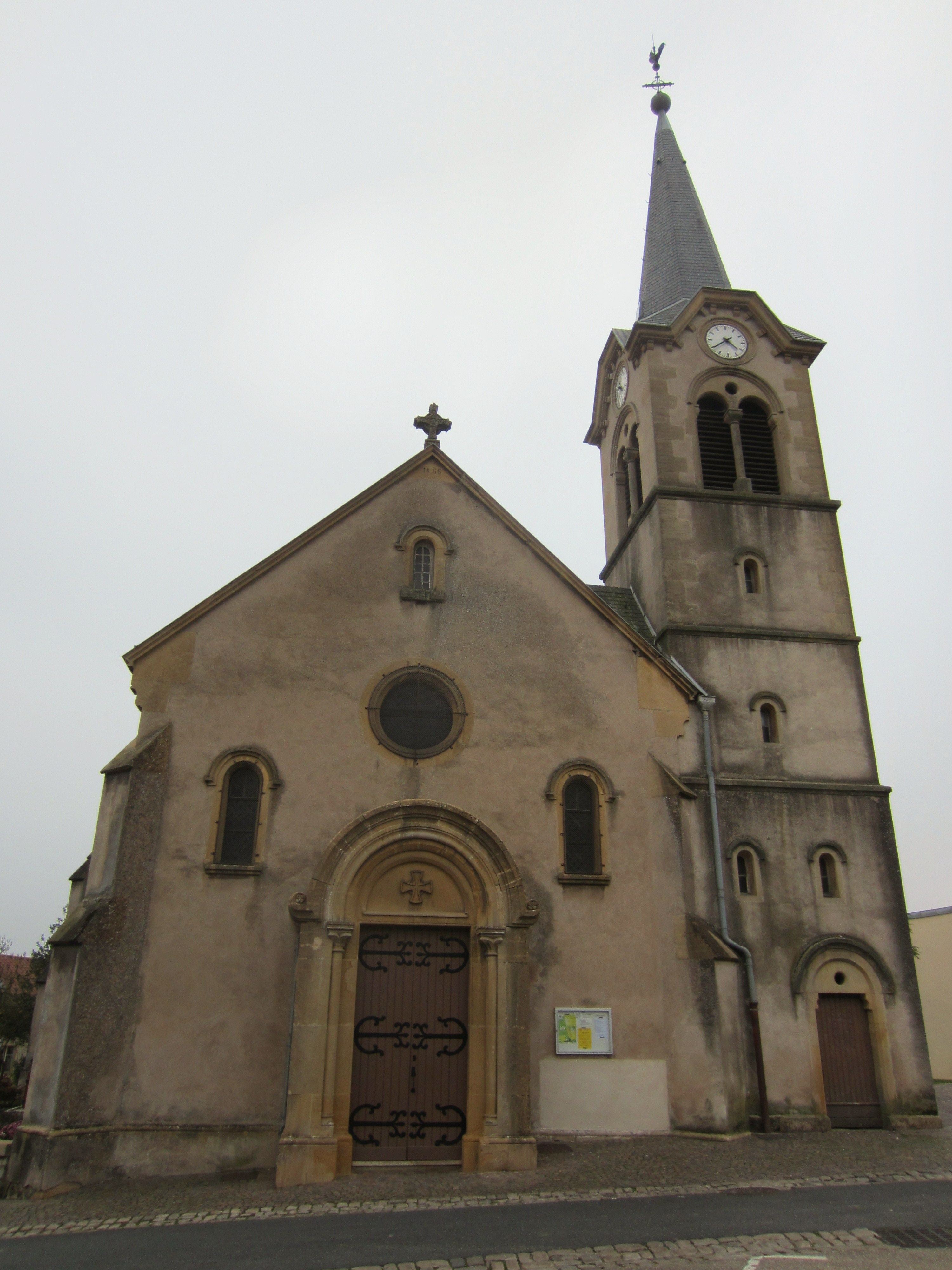
Église paroissiale Saint-Urbain à Guentrange.
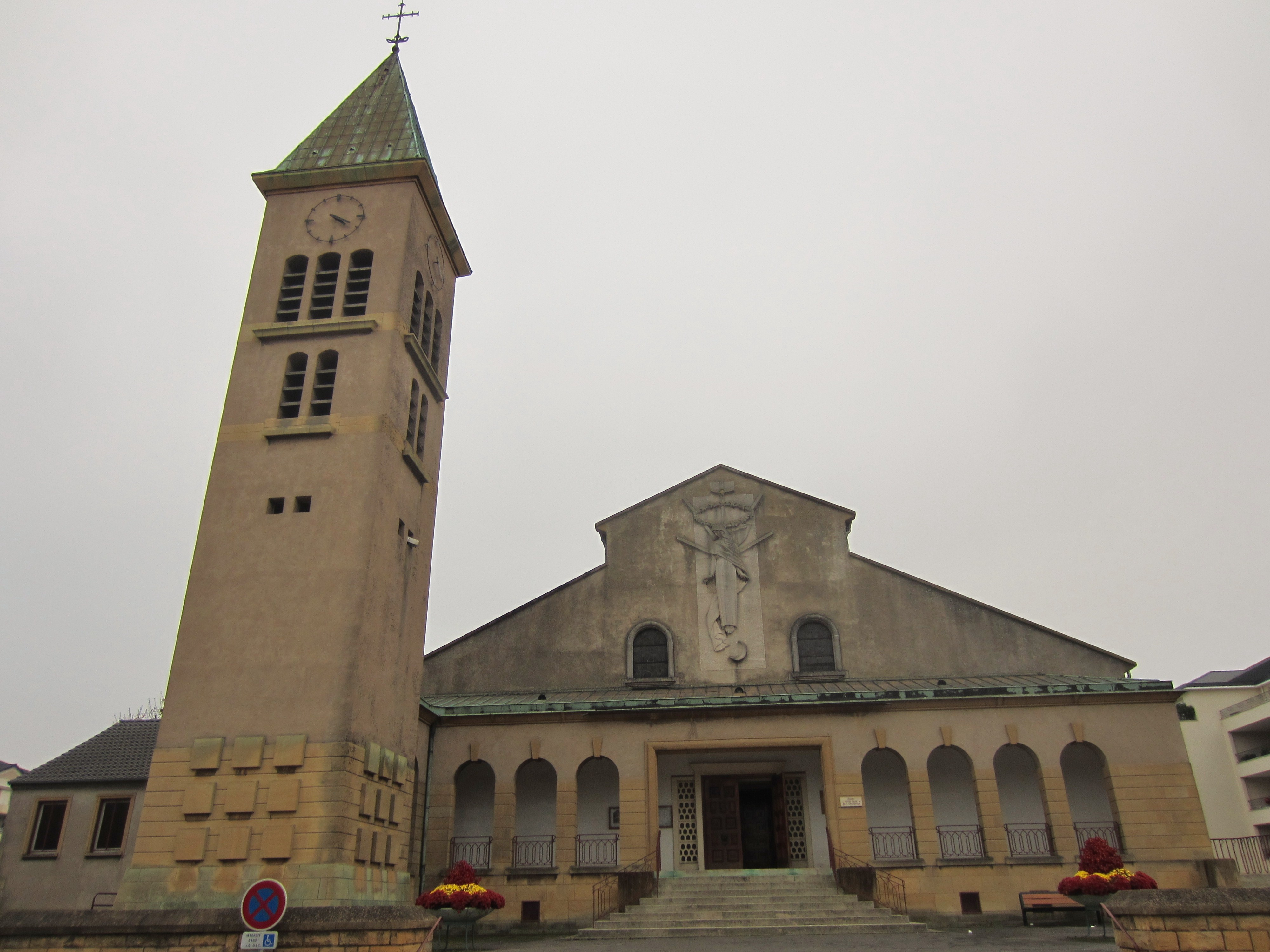
Église Notre-Dame-de-l'Assomption à La Malgrange.
Église paroissiale Saint-Pierre.
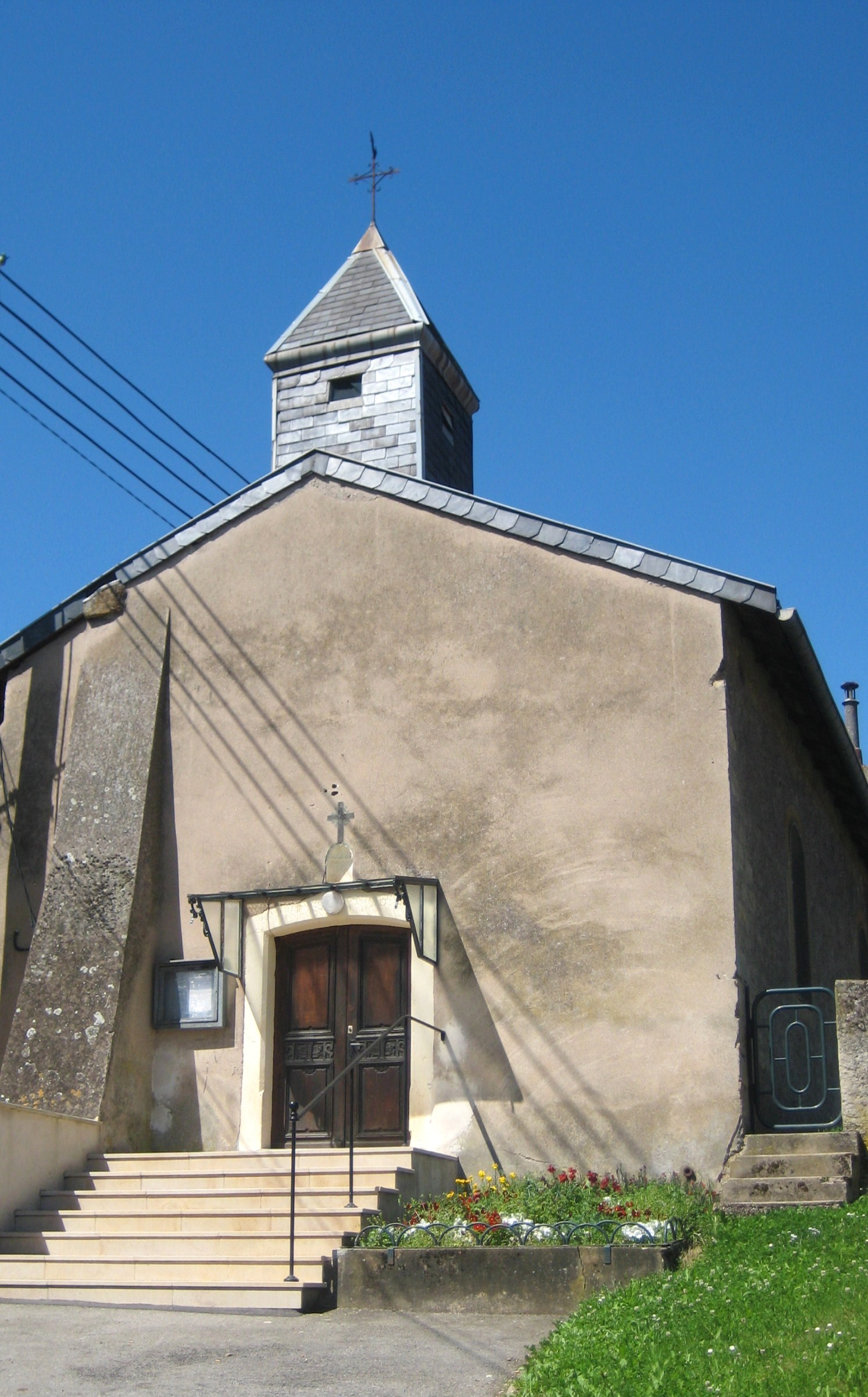
Chapelle Notre-Dame-des-Neiges à Beuvange-Saint-Michel.
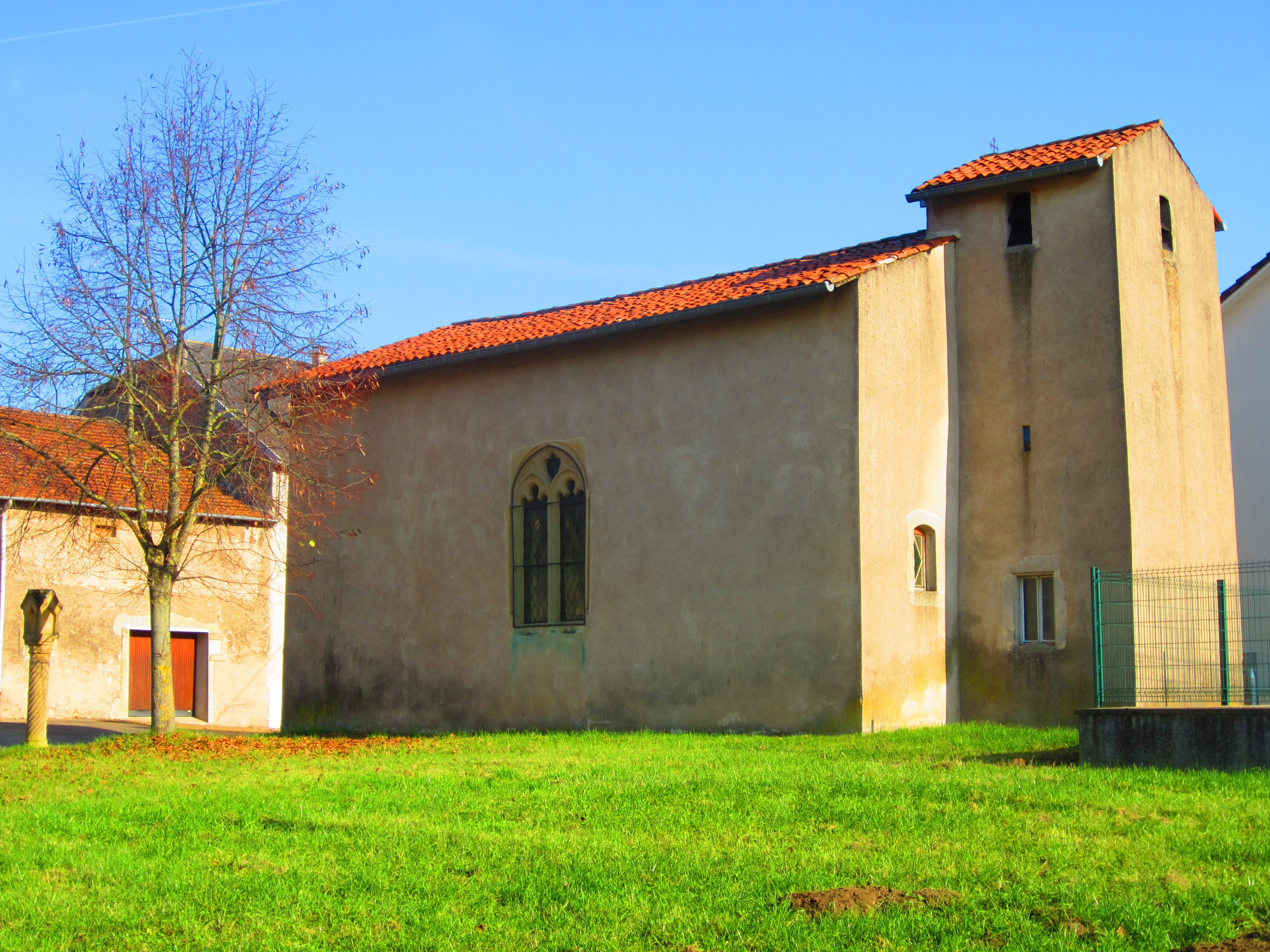
Chapelle Saint-Isidore à Elange.
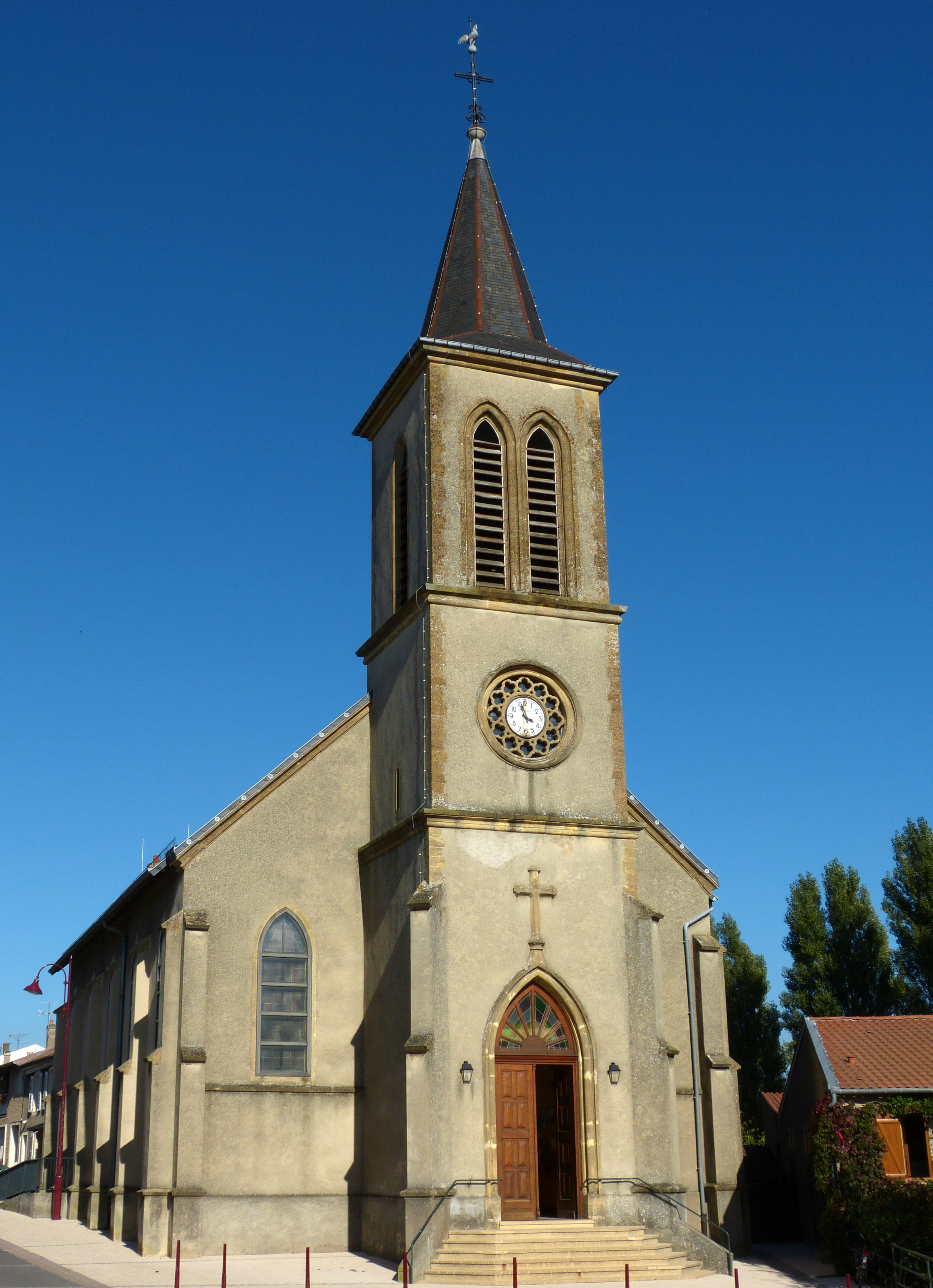
Église paroissiale Saint-Nicolas à Garche.
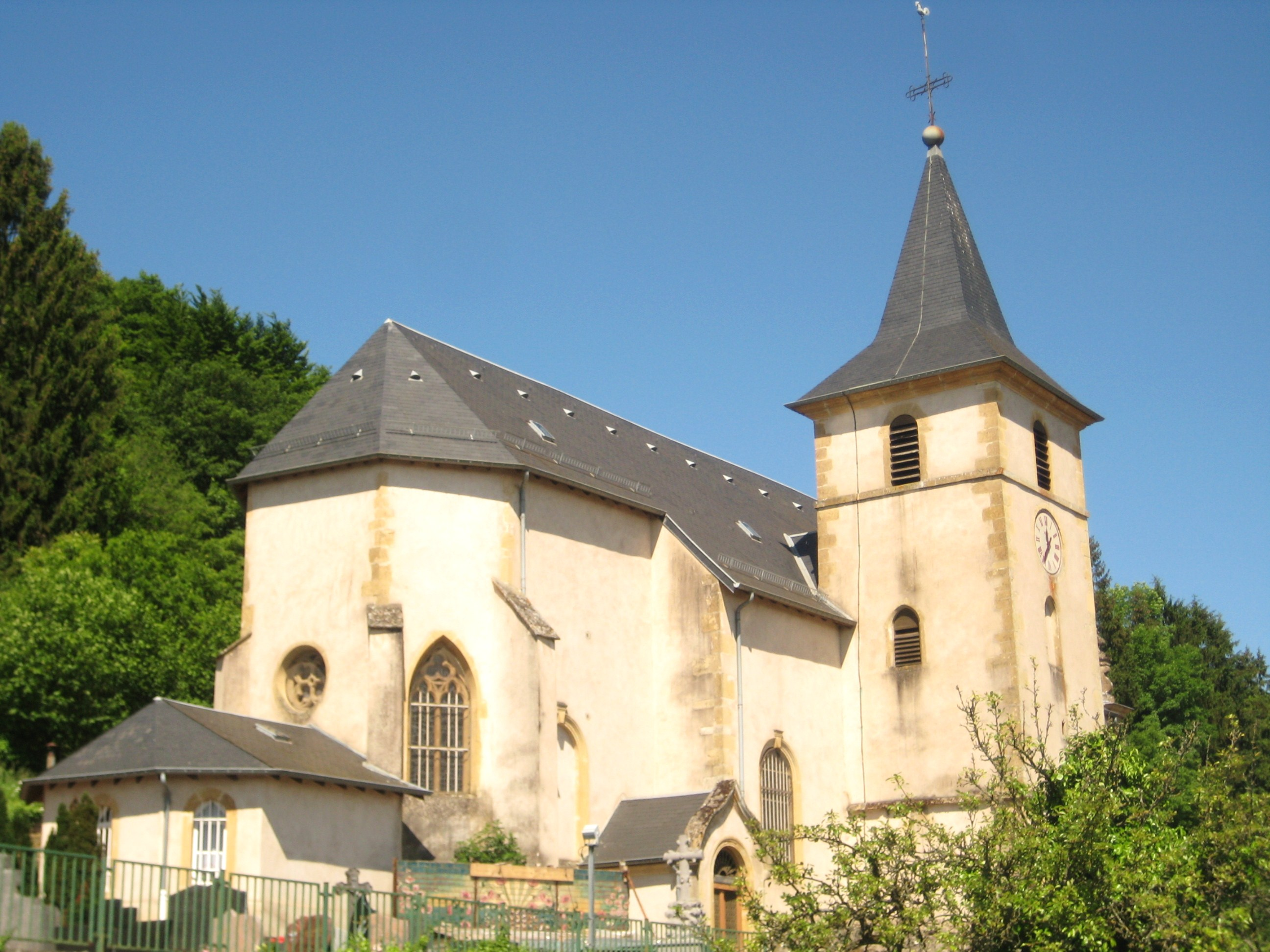
Église Saint-Jean-Baptiste à Volkrange.
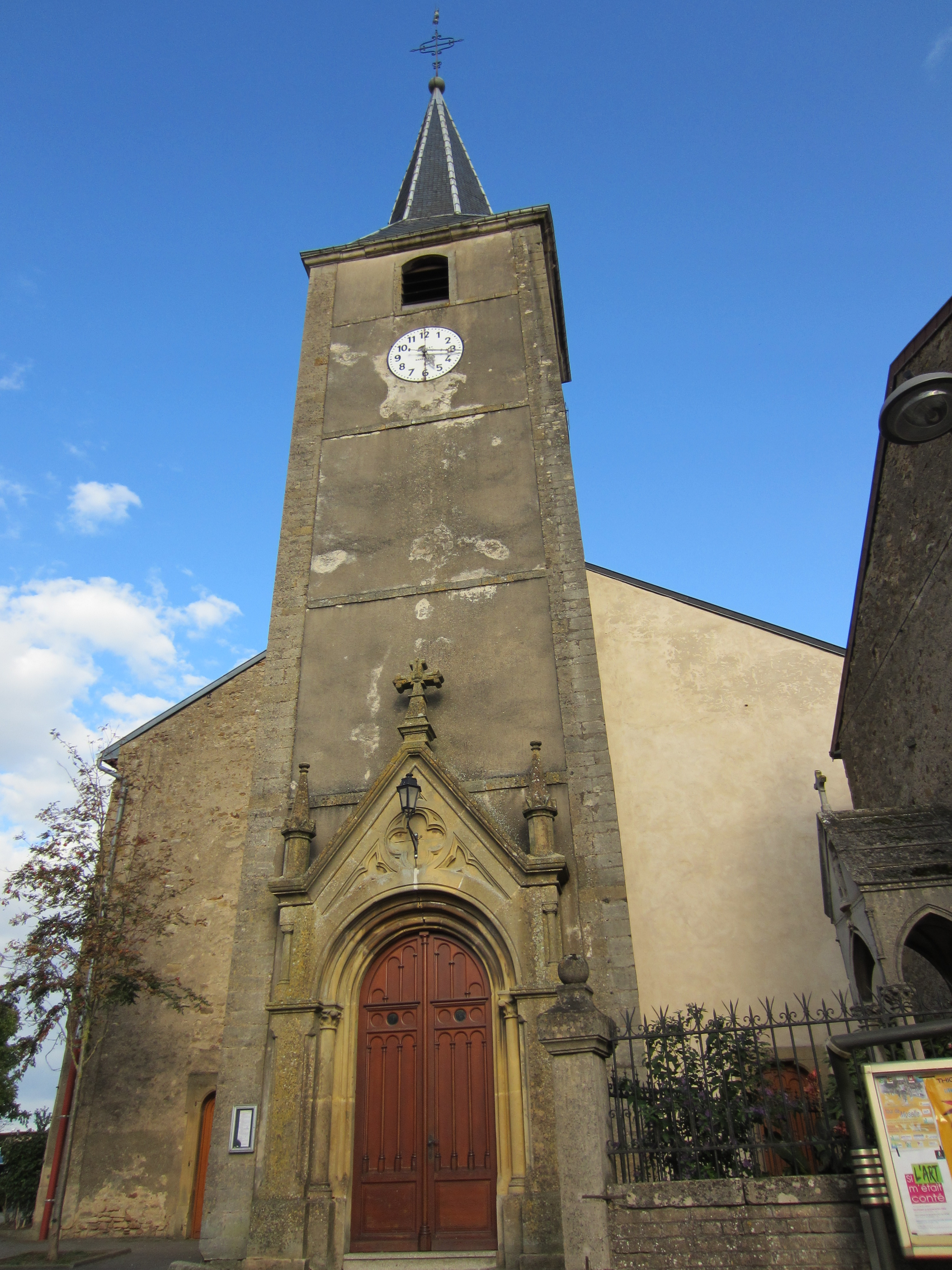
Église Notre-Dame-de-la-Visitation à Œutrange.
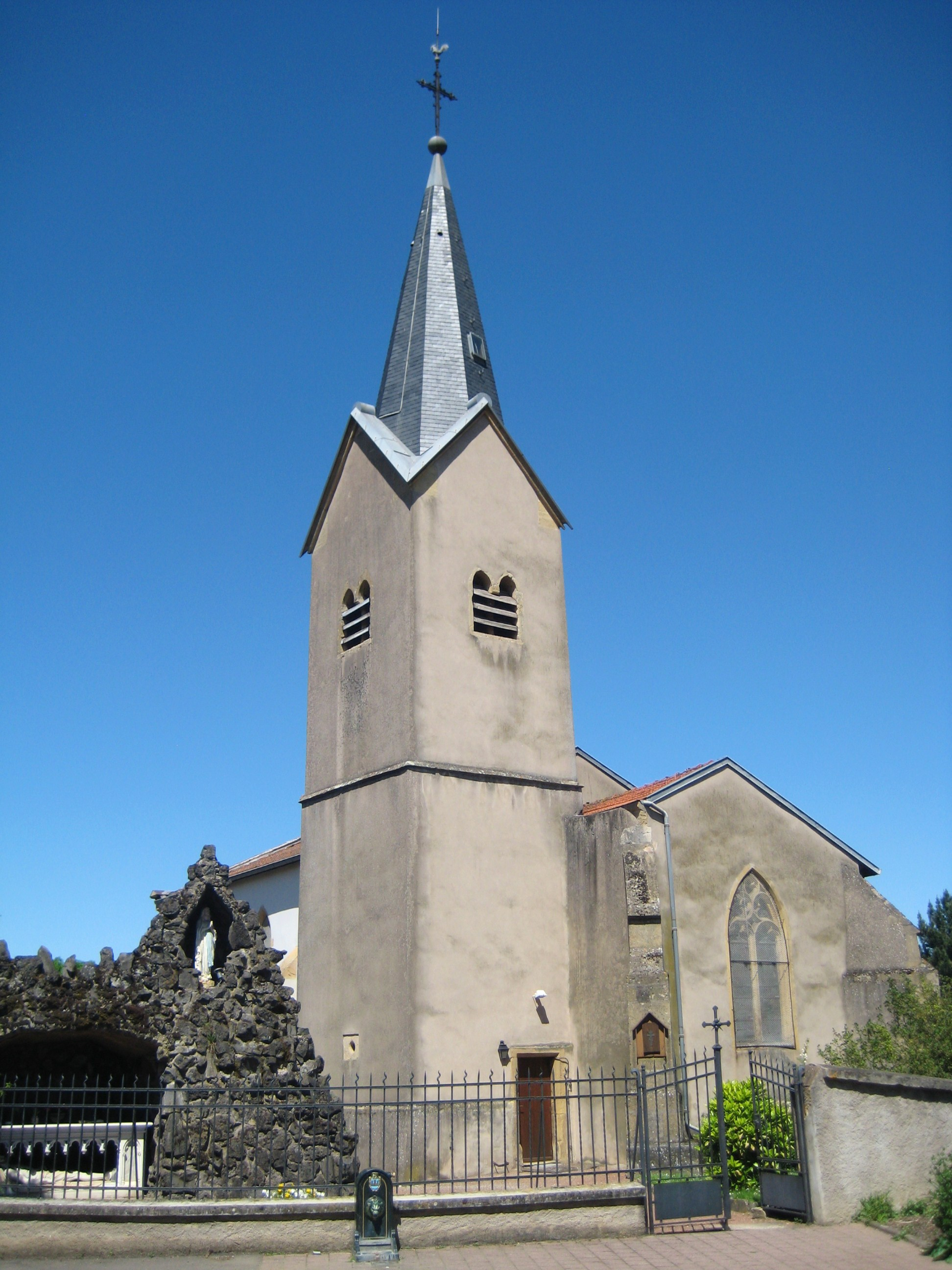
Église paroissiale Saint-Pierre à Veymerange.
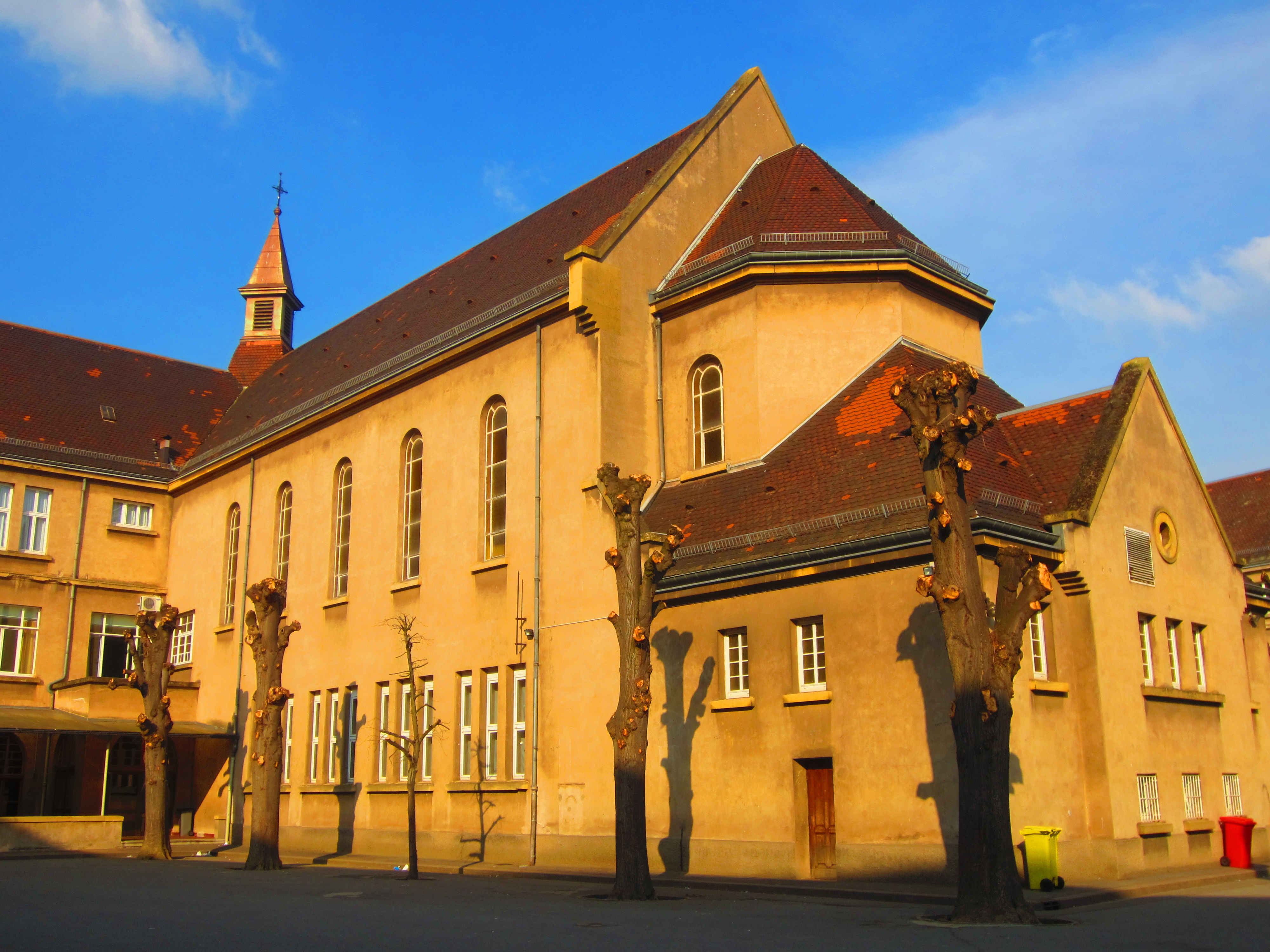
Chapelle Notre-Dame de Providence.
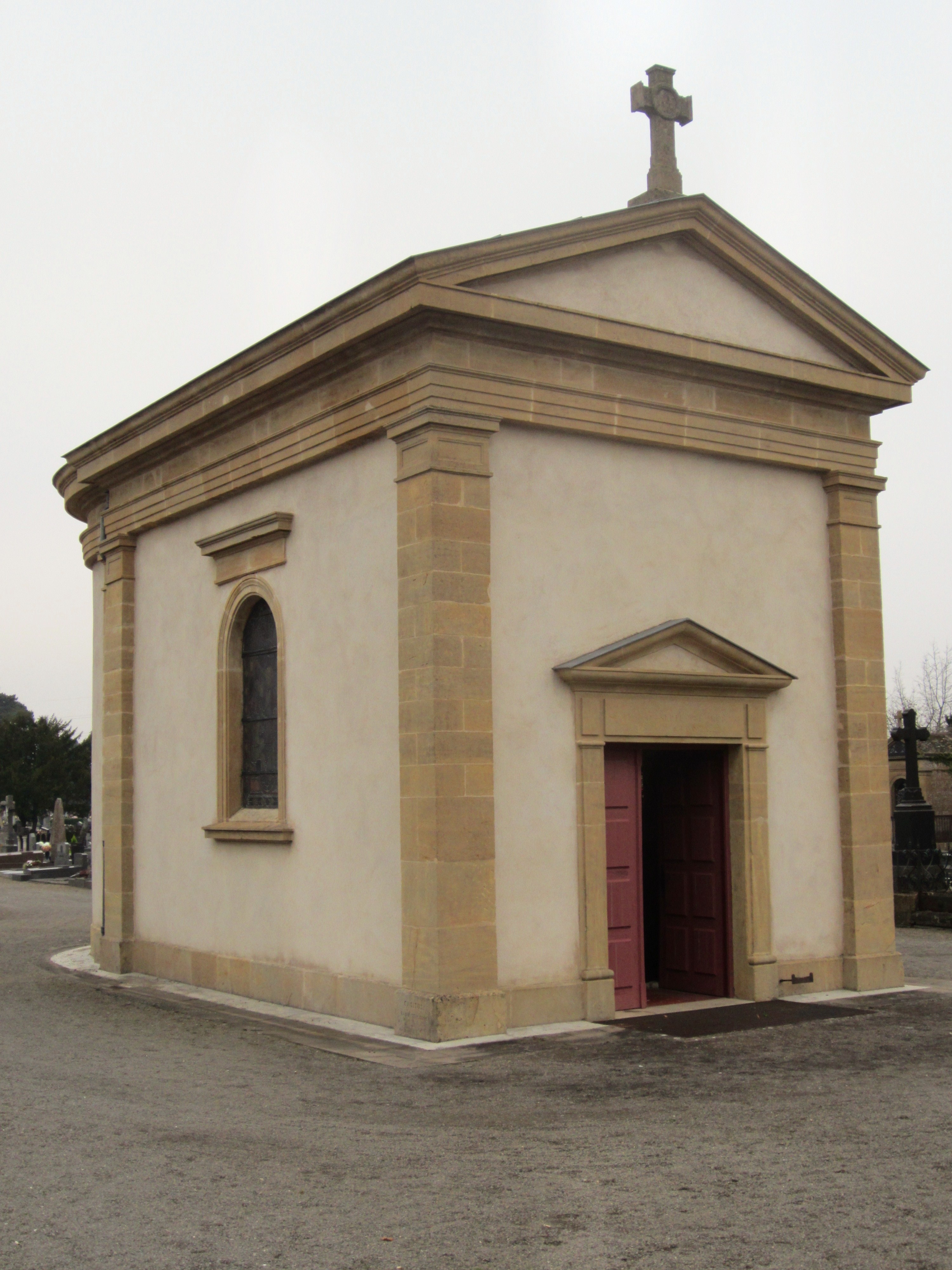
Chapelle Saint François.
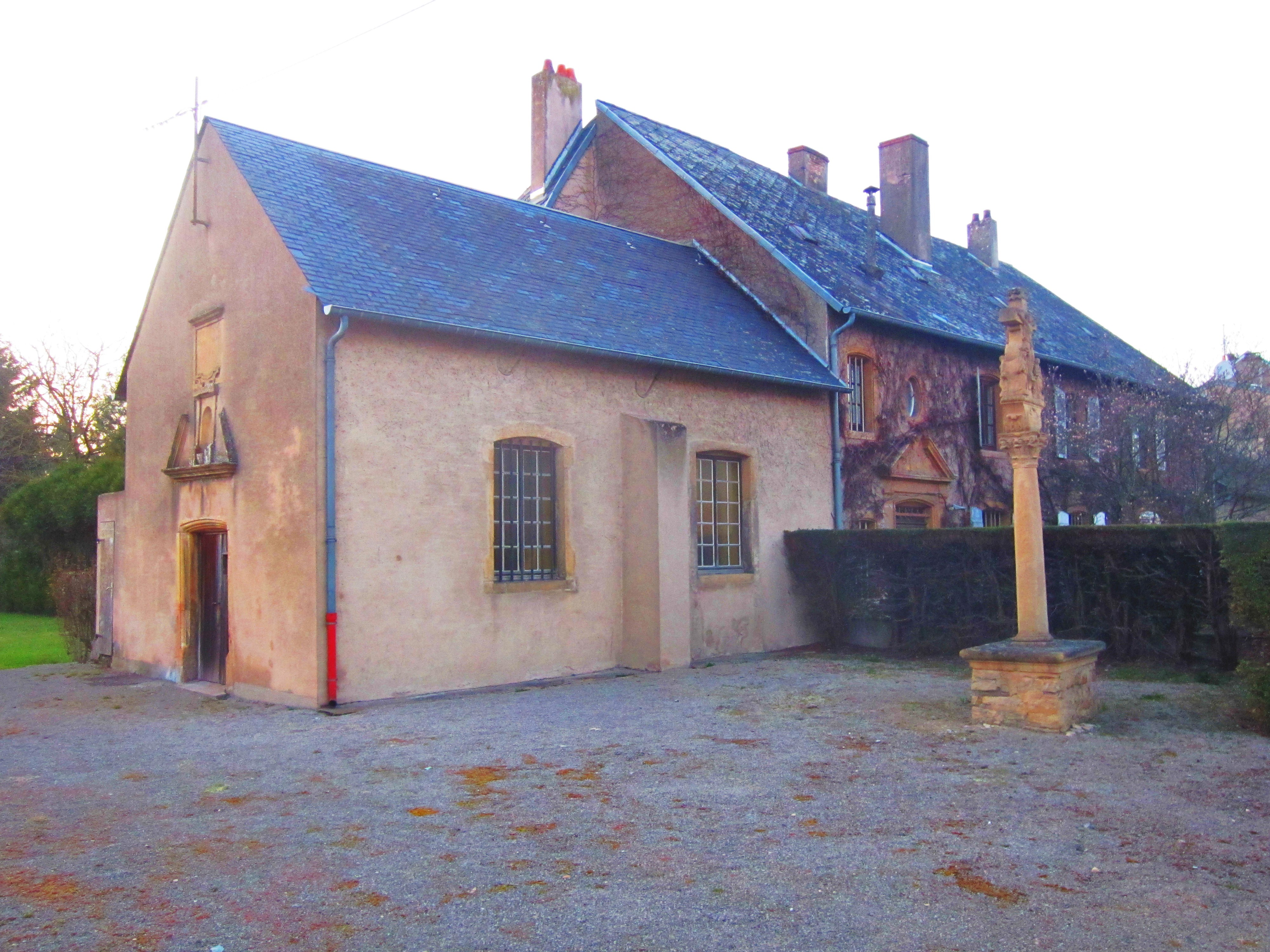
Maison et ancienne chapelle Saint-François, dite des Lépreux.
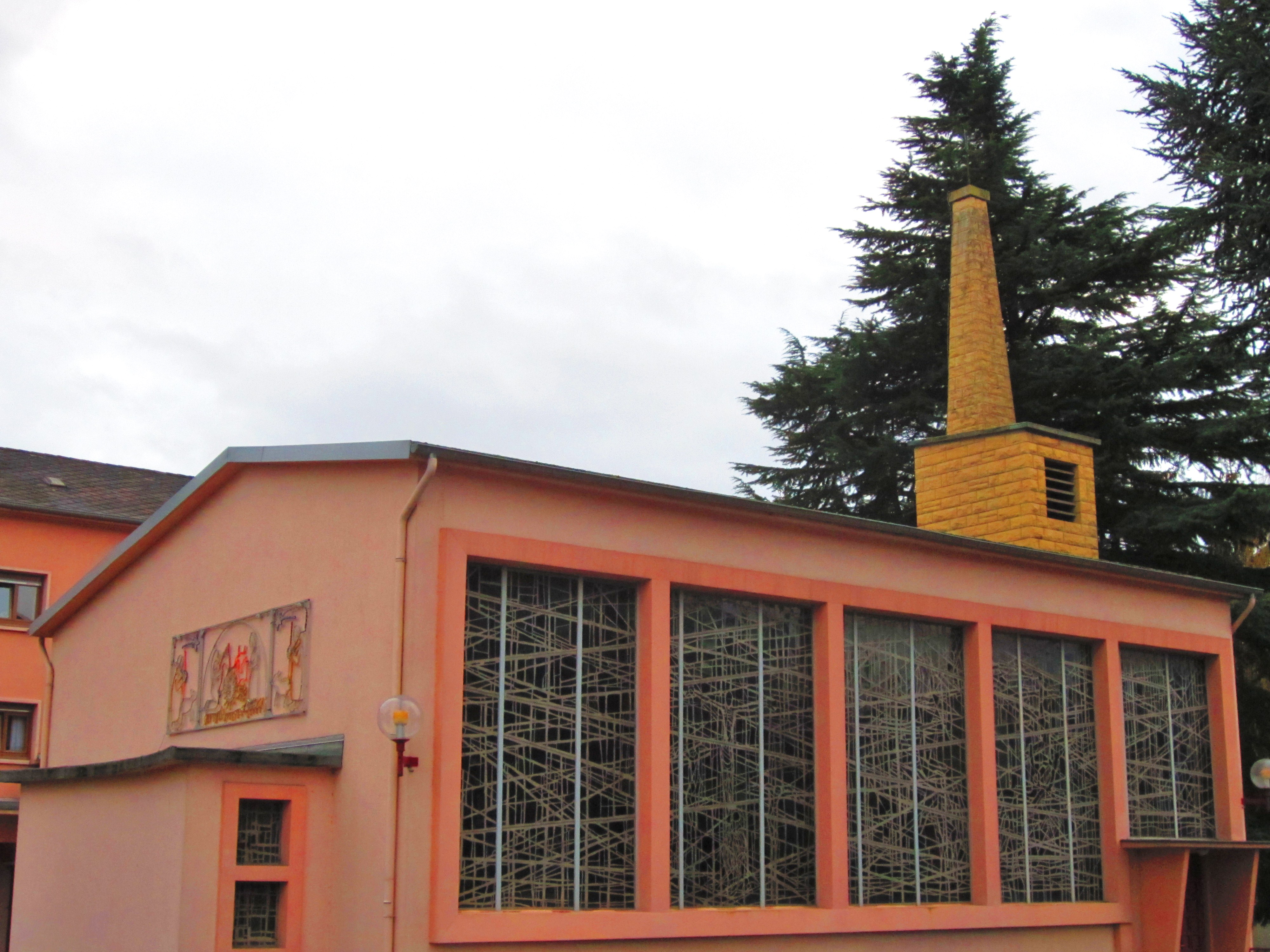
Chapelle Sainte-Madeleine.
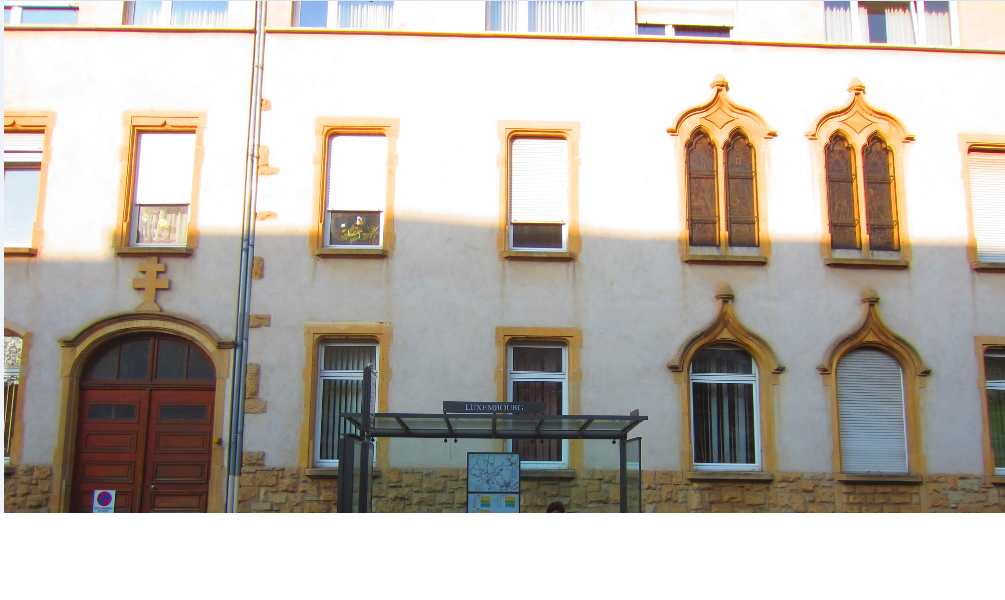
Chapelle de l'hôpital Sainte-Élisabeth.
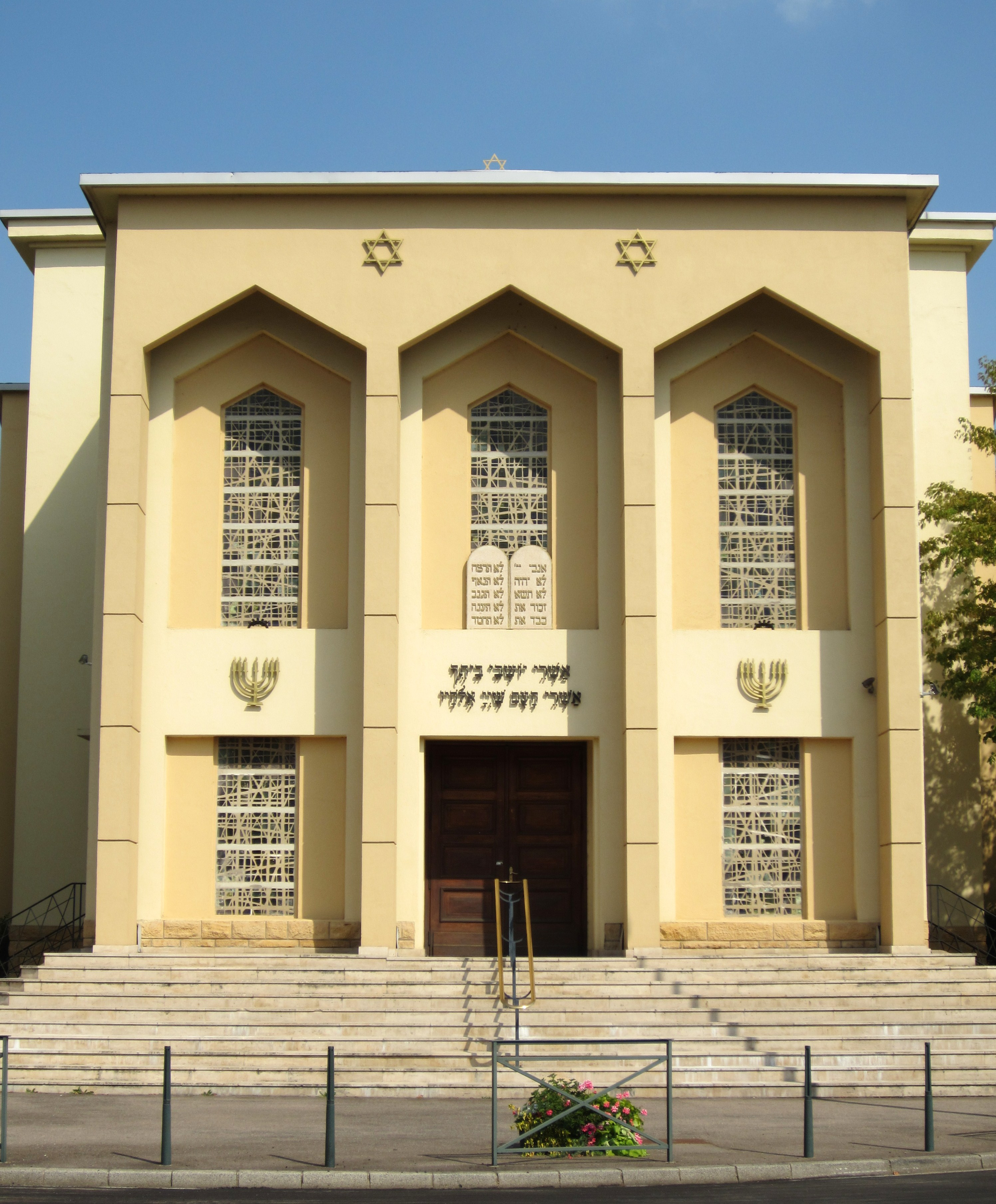
La synagogue.
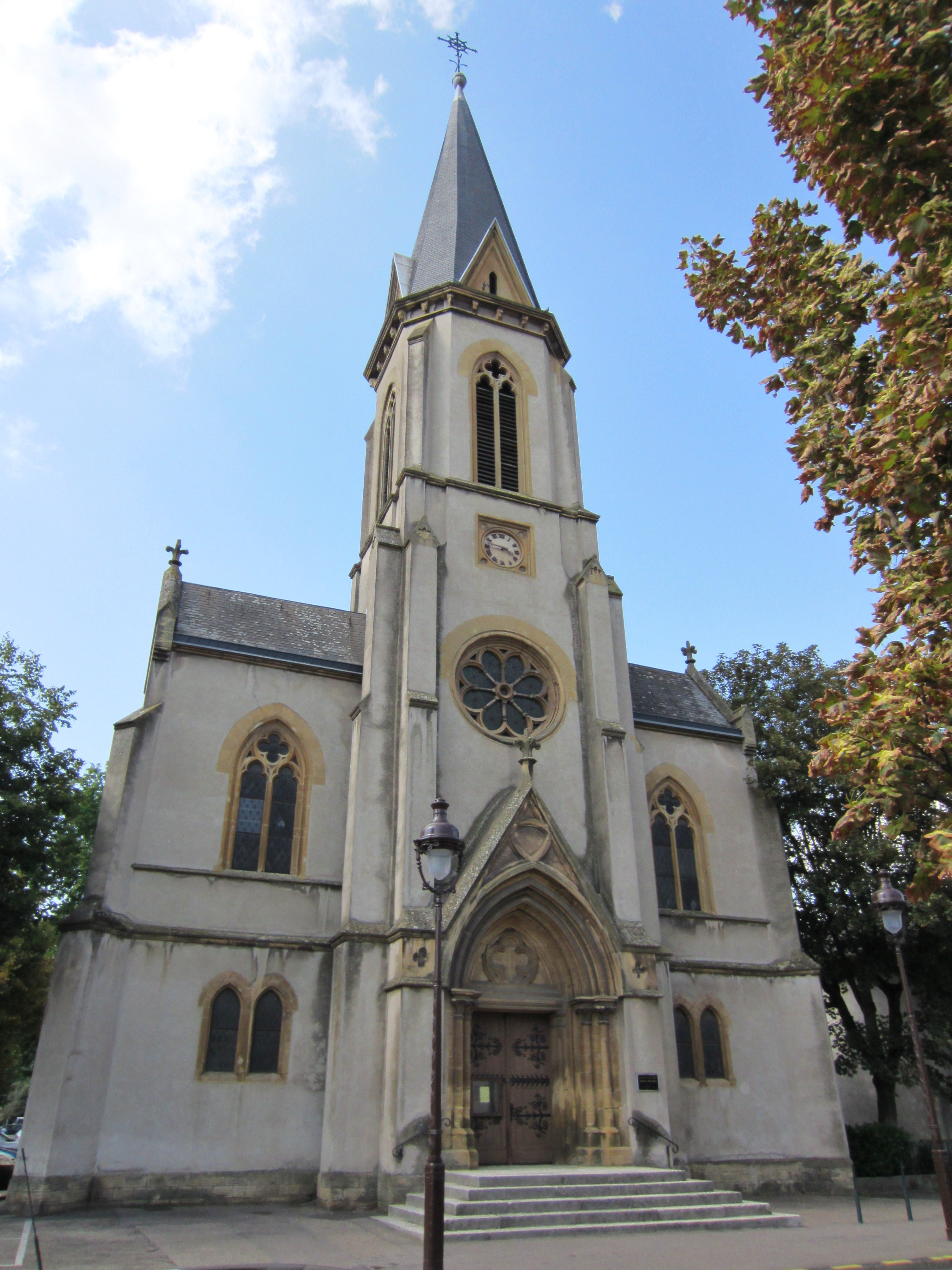
Temple protestant.
Église néo-apostolique.
Église évangélique baptiste.
Église évangélique de Pentecôte.

#### Église paroissiale Saint-Maximin
L’église Saint-Maximin, quai Nicolas Crauser fait l’objet d’un classement au titre des monuments historiques depuis le 16 juillet 1984.
Jusqu’en 1900, Thionville ne compte qu’une seule paroisse, dépendant depuis l’an 930 de l’abbaye Saint-Maximin de Trèves (Allemagne). L’église primitive aurait été érigée au XIIe siècle dans l’actuelle rue Brûlée, puis reconstruite à son emplacement actuel, au XVe siècle, après l’incendie qui a laissé son nom à la rue. Vers 1730, la ville envisage la reconstruction de cette seconde église qui ne peut accueillir qu’un sixième des paroissiens.
L’église actuelle est construite entre 1755 et 1759. Pour ne pas empiéter sur les remparts, elle adopte une orientation différente de l’ancienne. Gravement endommagée par le siège de 1870, l’église est partiellement restaurée. Nef à collatéraux, façade d’ordre ionique flanquée de deux tours, maître-autel à baldaquin baroque, orgue baroque du XVIIIe siècle (provenant de Rettel), grandes toiles.

#### Église paroissiale Saint-Jean-Baptiste à Volkrange
L'église paroissiale Saint-Jean-Baptiste, Montée des Vignerons à Volkrange La première église remonte sans doute au XVe siècle dont subsiste sur le flanc nord une chapelle surmontée d’une tour clocher. L’arc triomphal et le chœur gothique datent de la seconde moitié du XVIe siècle. La nef et la façade sont reconstruites en 1723 (date portée). La tour semble également avoir été exhaussée au XVIIIe siècle. D'importants travaux sont effectués en 1867.

#### Ancien couvent des Capucins

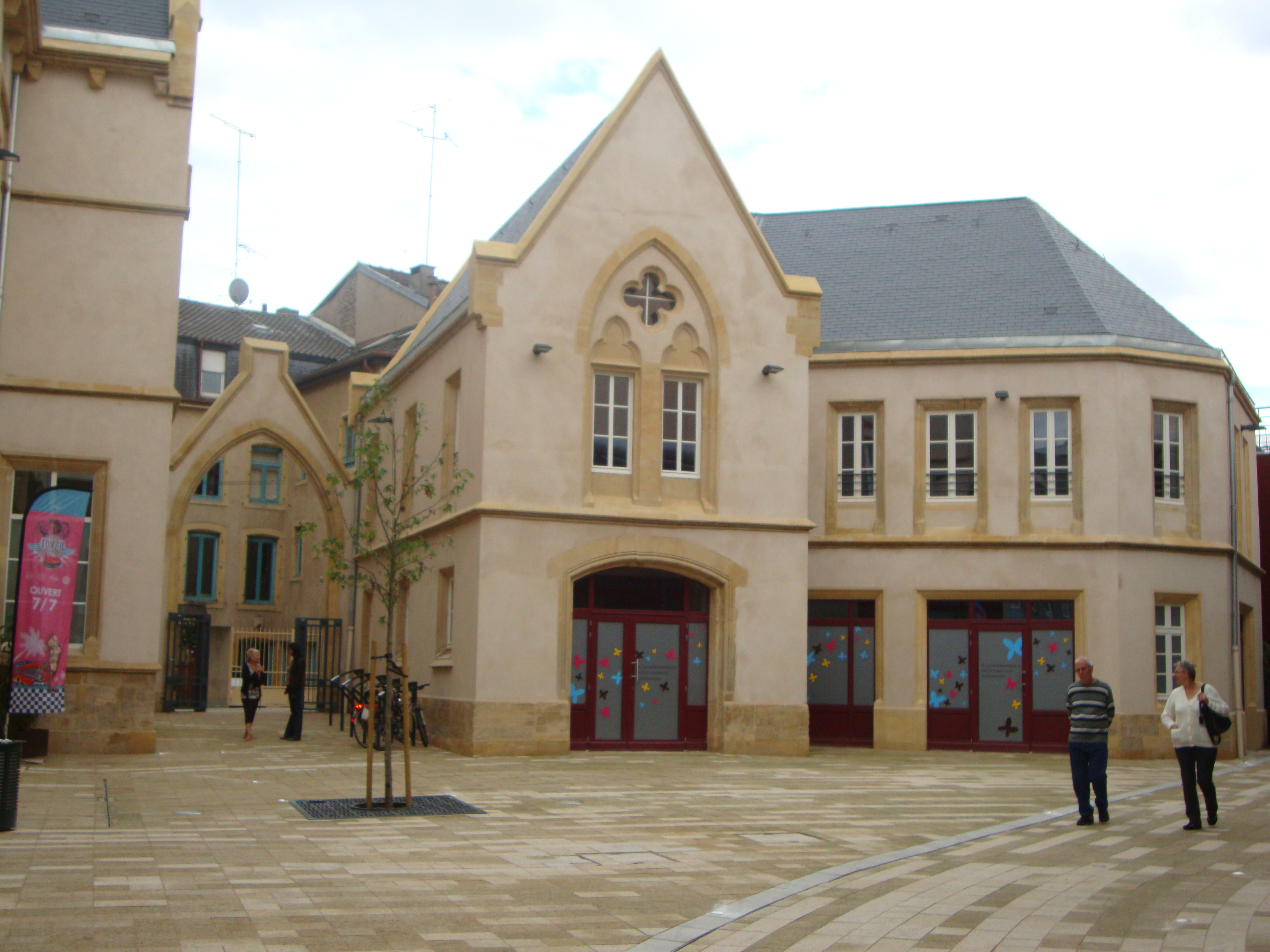
Cour des Capucins, avec une partie de l'ancienne abbaye.

L'ancien couvent des Capucins, rue du Cygne. En 1624, installation à Thionville de Capucins venus du Luxembourg, grâce au soutien du gouverneur Jean de Witz. Entre 1626 et 1629, construction d’un couvent au niveau de l’ancienne enceinte médiévale sur les terrains dégagés par le recul des fortifications (actuelle Cour des Capucins) avec remploi de pierres de l’ancienne Porte de Metz démantelée. La façade principale de l’église dédiée à Saint Jean-Baptiste donne sur l’actuelle rue de Paris. En 1736, le couvent qui avait déjà souffert du siège de 1643 est totalement reconstruit après un incendie. Vendu comme bien national pendant la Révolution, il est occupé par l’armée comme dépôt d’artillerie et caserne, après exhaussement des bâtiments. En 1817, la municipalité demande au ministère de la guerre de lui restituer plusieurs bâtiments militaires dispersés dans la ville dont l’ancienne église des capucins. De 1820 à 1822, transformation de l’église en théâtre et en halle au blé, tandis que le jardin devient un parc d’artillerie (à proximité de la caserne dite des Capucins). À l’époque de l’annexion allemande, les restes des bâtiments conventuels sont transformés en caserne d’infanterie et le terrain des anciens jardins utilisé pour construire des dépôts de matériel militaire (actuels ateliers municipaux), des logements pour les officiers (actuelle salle de musique) et les locaux de la « kommandantur » (à l’angle de la rue de Paris et de l’allée Poincaré, détruite). Après la Première Guerre mondiale, cet ensemble devient la caserne Hugo. Dans les années 1930, le quadrilatère formé par cet ensemble est ouvert à la suite de la destruction de plusieurs bâtiments. Aujourd’hui ne subsistent du couvent que l’ancienne église, l’actuel « Casino », devenue salle d’exposition municipale (elle cesse en effet d’être utilisé comme théâtre en 1953).

#### Couvent des Augustins
Au XIIIe siècle, premier établissement des augustins de la province de Cologne en dehors de la ville près du hameau de la Briquerie. En 1308, ils obtiennent du comte Henri VII de Luxembourg un terrain à l’intérieur de la ville, à proximité de l’actuelle place du Luxembourg. En 1460, reconstruction de l’église. Le chœur est détruit lors du siège de 1558 et son emplacement intégré aux fortifications de la ville. Le reste du bâtiment, épargné, est transformé en magasins militaires (qui subsisteront jusqu’au XIXe siècle) après le départ des religieux vers un nouvel emplacement à proximité de l’actuelle rue du Vieux-Collège. En 1903, découverte des vestiges de l’ancienne chapelle lors du démantèlement des fortifications puis transfert dans le nouveau musée de la Tour aux Puces des principaux éléments lapidaires.

##### Couvent d’Augustins puis collège
En 1614, les Augustins qui avaient été expulsés et dont l’ancien couvent avait été englobé dans les nouvelles fortifications de la ville obtiennent un nouvel emplacement au niveau des actuelles rues du Cygne et du Vieux-Collège. En 1622, un nouveau couvent est construit sous la direction du père Mathias Montanus. Ce nouvel édifice est à nouveau gravement endommagé par le siège de 1643, puis par un incendie en 1651. En 1655, les Augustins de la province de Cologne sont remplacés par des Augustins français. À partir de 1659, ces derniers font reconstruire le couvent qui comprend un petit cloître, au sud de l’ancien, et une grande église en croix latine à un seul vaisseau dont les transepts sont occupés par deux chapelles dédiées à Saint Thomas de Villeneuve et à la Vierge. À partir de 1694, les religieux sont chargés d’y établir le collège de la ville. Au cours du VIIIe siècle, ils ajoutent une petite aile au sud du cloître. En 1791, le collège est maintenu après expulsion des religieux tandis que le reste des bâtiments est livré aux autorités militaires (la chapelle est transformée en magasin militaire). De 1804 à 1911, date d’achèvement de l’actuel lycée Charlemagne, l’ancien cloître est occupé par le collège communal. En 1835, l’ancienne église est détruite et le collège agrandi par l’extension de l’aile nord du cloître et la construction d’un nouveau bâtiment sur la rue du Vieux-Collège. Les derniers vestiges du couvent et de l’ancien collège ont disparu vers 1960 lors de l’agrandissement du lycée Hélène-Boucher, à l’exception d’un petit bâtiment dans la cour de l’actuel commissariat.

### Édifices civils

#### Hôtel de Raville
L’hôtel de Raville fait l’objet d’une inscription au titre des monuments historiques depuis le 27 mai 1980.
Tourelle d’escalier à double encorbellement, fenêtres à meneaux ;
Hôtel de Raville, actuellement annexe de l’hôtel de ville. Les familles nobles ayant été autorisées à se construire une demeure à l’intérieur du château, les capitaines châtelains de la ville (famille de Raville du milieu du XVe siècle, à la fin du XVIe siècle, se font construire un premier hôtel dès la fin du XIVe siècle (vestiges). Ce dernier est fortement remanié dans la 2e moitié du XVe siècle. Les travaux de remparage, côté Moselle, en 1542 ont entraîné la destruction d’une grange et une nouvelle campagne de travaux à l’initiative de Bernard de Raville (par exemple, la réfection de la porte de la tour. Contrairement à l’opinion la plus répandue, la partie gauche de l’hôtel semble contemporaine du reste mais fortement remaniée au XVIIIe siècle. Le bâtiment ayant encore été « restauré » à l’époque allemande, il est difficile d’en comprendre toutes les étapes. Les dispositions intérieures ne sont plus lisibles à la suite de la transformation en bureaux. La tour polygonale en encorbellement de la fin du XVe siècle, constitue un modèle très rare en Lorraine, apparemment importé des Flandres.

#### Hôtel d’Eltz
L’hôtel d’Eltz fait l’objet d’une inscription au titre des monuments historiques depuis le 27 mai 1980.
Porche à deux travées voûtées, éléments de décor Renaissance ; hôtel d’Eltz, actuellement tribunal. Un hôtel est construit pour Bernard d’Eltz vers 1551 en style Renaissance luxembourgeoise. Il ne subsiste de ce bâtiment d’origine que le porche, trois baies en rez-de-chaussée sur la façade principale, les caves et une grande salle voûtée (actuelle salle d’audience du tribunal d’instance) dont le profil des nervures rappelle beaucoup celui des salles du 1er étage de la tour aux Puces datées entre 1583 et 1586. L’hôtel est acheté en 1899 par les sœurs de Notre-Dame de la Providence en vue d’y établir un pensionnat de jeunes filles. À partir de 1903, le pensionnat est agrandi grâce à la construction d’un bâtiment néo-gothique en bordure de la Moselle. En 1914, les sœurs font l’acquisition d’une maison voisine (no 10, cour du Château) et l’architecte thionvillois Loosen dessine un projet de restructuration des anciens bâtiments comportant notamment l’installation d’une cage d’escalier dans l’ancienne cour du no 10 et d’une chapelle dans la salle voûtée du rez-de-chaussée. En 1919, les travaux prévus en 1914 mais reportés par la guerre sont effectués pour l’escalier. La même année, le bâtiment de 1903 est rehaussé d’un étage. En 1934, les sœurs n’ayant pas obtenu l’autorisation d’une nouvelle extension qui aurait dénaturé l’hôtel de Raville situé juste en face, se font construire un nouveau pensionnat sur l’actuelle place Notre-Dame, abandonnant définitivement la cour du Château. En 1939, installation du tribunal et réaménagement à cet effet des bâtiments par l’architecte départemental Le Chevalier qui élargit le corps de liaison du bâtiment de 1903 et transforme la chapelle en salle d’audience. Vers 1950, « restauration » des façades sur la cour du château.

#### Ponts-écluses

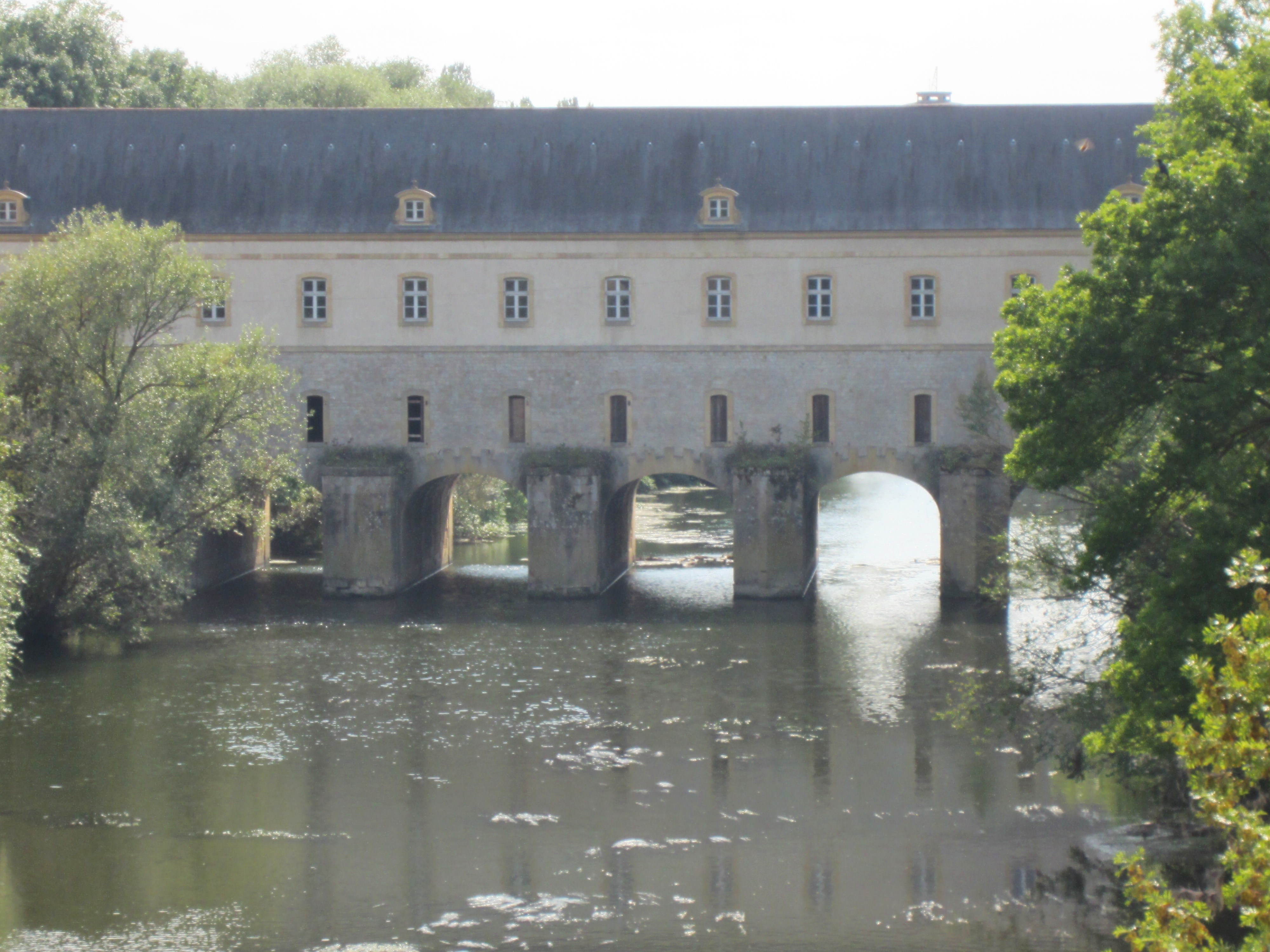
Pont-écluse.

Le pont-écluse sud du couronné d'Yutz fait l’objet d’un classement au titre des monuments historiques depuis le 21 décembre 1984.
Pour remédier aux fréquentes inondations de la rive droite de la Moselle, Louis de Cormontaigne fait creuser à partir de 1746 un canal de dérivation, dit canal des fortifications, constituant en même temps un nouvel élément de défense entre la double-couronne et le Couronné de Yutz. Il est fermé à l’entrée et à la sortie par deux ponts-écluses, à six arches en anse de panier, achevés en 1752. Les ponts à piles carrées sont munis de grilles à l’amont et d’écluses à l’aval. Ils portent au 1er niveau un grand magasin à l’épreuve en prévision des temps de guerre et, au 2e niveau, de part et d’autre d’une route centrale, deux magasins plus étroits pour les temps de paix, simplement couverts en charpente. Si les deux ponts subsistent toujours, ce dernier niveau a été éprouvé par le temps. Seul celui du sud a été récemment restauré sur sa face aval. Les radiers ont été en grande partie détruits en 1962 lors des travaux de canalisations de la Moselle.

#### Pont-couvert
Pont-couvert puis pont des Alliés. En 1606, lancement d’un premier ponton sur la Moselle. En 1636, érection d’un pont de barques. En 1673, construction d’un premier pont fixe sur la Moselle d’après les plans du capitaine suisse Rodolphe Salzgaiber, au service de Louis XIV. Ce pont couvert, conçu pour être rapidement démonté en cas de siège, est défendu par un ouvrage à cornes, constituant l’embryon de la future double-couronne. En 1846, ce pont en très mauvais état est reconstruit en pierre (cinq arches) et élargi peu avant 1914. Face à l'avancée des troupes allemandes, le pont des Alliés a été dynamité en juin 1940 par une unité du Génie des armées françaises. Le pont de remplacement construit à sa place par l'occupant ayant lui-même été détruit par les Allemands en retraite fin 1944, le pont « provisoire » aménagé dès la fin de 1944 a été remplacé dans les années 1960 par un nouvel ouvrage plus haut, à trois arches, permettant la navigation fluviale à grand gabarit.

#### Gare
On conserve à Thionville la trace d'au moins deux gares ferroviaires : une gare (aujourd'hui disparue mais dont le nom subsiste par une « rue de l'ancienne gare ») construite vers 1854 dans le quartier de Beauregard près de la rive gauche de la Moselle pour une desserte vers le sud ; et une halte près de l'actuelle place de Luxembourg pour une desserte vers le Grand-duché pour la ligne du « Jaengelchen » serpentant - toujours sur la rive gauche de la Moselle - jusqu'à Mondorf-les-Bains et Elange-gare au Grand-duché de 1903 à 1934. De cette dernière ligne subsiste encore la gare de Rodemack et une partie de l'ancien « dépôt de la Ligne » au quartier Saint-François (ledit dépôt abritant actuellement un centre funéraire et un crématorium).
En 1878, fut construite sur la rive droite de la Moselle la nouvelle gare de Thionville pour remplacer celle de Beauregard devenue trop exiguë ou moins adaptée aux besoins du moment. Choix d'une implantation stratégique, dans une île, sur l’ancienne double-couronne cédée par l'armée (protégée par le Couronné de Yutz et les deux bastions conservés en bordure de la Moselle), point de défense important de la ligne fortifiée Metz-Cologne. Première gare de marchandises du réseau d’Alsace-Lorraine où transitait l'essentiel du commerce entre la Lorraine annexée, la Sarre et la Rhénanie. Projet contrôlé comme tout ce qui concernait les infrastructures ferroviaires à Strasbourg et à Berlin. Gare de « type donjon » dont l'apparence générale a été modifiée par l’adjonction d’un avant-corps et la suppression de la haute toiture de la tour.

#### Ancienne poste
Ancienne poste, dite de la gare, actuellement bureaux de la SNCF, lieu-dit : ancienne double-couronne. Première poste construite en 1894 sur la rive droite de la Moselle à proximité de la gare, comportant une tour d’angle de « type donjon » qui rappelle celle de la gare voisine. Fonctionnement autonome par rapport à la poste principale construite en 1907. Édifice fortement endommagé (destruction de toute la partie droite, du couronnement de la tour et du décor impérial), aujourd’hui occupé par les bureaux de la SNCF.

#### Poste

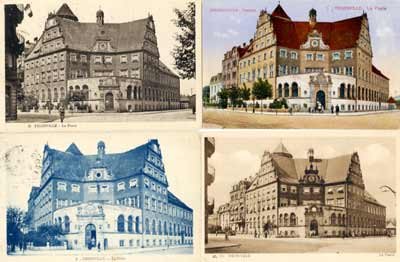
La Poste au début du XXe siècle.

Édifice de style néo Renaissance allemande construit en 1907 par l’architecte Horst au cœur du nouveau quartier de l’Extension pour remplacer la première poste construite en 1894 sur la rive droite de la Moselle, à proximité de la gare. L’administration impériale des postes, à Berlin, accordait une grande importance à la construction des bâtiments postaux sur l’ensemble du territoire comme symboles de la modernité et de l’unité du Reich allemand. Ces bâtiments se référaient donc souvent à des modèles, en l’occurrence la poste de Thionville a sans doute été inspirée par celle de l’arrondissement de Neukölln, à Berlin (achevée en 1906). Bâtiment spectaculaire par sa disposition en angle de rues, ses deux grands pignons symétriques, la tonalité rouge de ses briques et ses hautes toitures (à l’origine en ardoise). Après 1918, on a enlevé l’aigle impériale dans le couronnement des pignons. La tour située à l'arrière du bâtiment a été partiellement démontée. Au début des années 1970 on a supprimé le jardinet qui derrière des grilles bordait le bâtiment du côté de la rue Joffre. Jusqu'en 1973, se trouvaient au premier étage les équipements dévolus aux services du télégraphe et du téléphone. Une extension immobilière pour mieux répondre aux nécessités des services a été opérée dans l'espace récupéré sur le jardin occupant l'espace entre la rue de la Paix et la rue de Strasbourg. Les services des télécommunications ayant définitivement quitté les lieux à la fin des années 1970, l'îlot est ensuite intégralement utilisé par ceux de La Poste, jusqu'en 2021. Le service de la distribution du courrier occupe désormais un bâtiment construit sur une des parties du site de l'ancienne gare. L'accueil du public se faisant en deux endroits, un au centre ville (rue de Paris) et un autre dans la section de Guentrange (rue de la Terrasse).

#### Théâtre
Le théâtre municipal, situé à proximité de la Place de la Liberté, a été conçu par l'architecte Édouard Lardillier et inauguré en 1960. Fermé quelque temps pour cause de vétusté, il a fait l'objet de travaux de restauration et rouvert lors de la saison 2012-2013.

#### Cinémas
La ville possède deux cinémas :
- un multiplexe Kinepolis, situé dans le secteur Veymerange-Élange ;
- un cinéma classé art et essai, La Scala, place de la Liberté, non loin du théâtre municipal.

#### Usine sidérurgique
L’usine de Thionville est créée en 1898 par la firme Röchling avec quatre hauts-fourneaux dont les deux premiers s’allument en 1899. Après la Première Guerre mondiale, l’usine est rachetée par la Société lorraine minière et métallurgique, puis reprise par les Aciéries de Longwy. Le haut-fourneau no 1 subit une importante réfection de 1925 à 1928 ; le haut-fourneau no 2, construit en 1930, est remis à feu après réfection complète en 1947. Fin 1950, on décide la reconstruction du haut-fourneau no 4 qui était arrêté depuis 1931, dans le but d’assurer la marche à trois hauts-fourneaux. En 1955, Lorraine-Escaut exploite quatre hauts-fourneaux à Thionville, puis trois à partir de 1964. Le 9 mars 1964, le nouveau haut-fourneau no 1, de huit mètres de diamètre de creuset et capable de couler 60 000 tonnes de fonte par mois, est mis à feu. Il est destiné à remplacer les deux anciens hauts-fourneaux arrivés en fin de carrière : l’ancien haut-fourneau no 1 (arrêté le 8 novembre 1955), démoli en 1960, et le second mis hors service au début mars 1964. Le nouveau haut-fourneau no 1 et ses annexes (agglomération de minerais et cokerie) constituent une usine à fonte complète ; l’ensemble a une capacité de production mensuelle de 85 000 tonnes de fonte Thomas.
L'usine de Thionville (Haut-Fourneau, aciéries, laminoirs) est arrêtée en décembre 1977 à la suite du plan acier annoncé le 1er avril 1977 contre lequel les salariés et la population se sont battus pendant de longs mois (grèves, manifestations, opération Thionville Ville morte, marche sur Paris).

### Thionville et les arts
- Le Siège de Thionville est une pièce lyrique en deux actes qui a été représentée en 1793 à Paris.

### Présence militaire
- Thionville héberge la garnison du 40e régiment de transmissions.

### Héraldique et logotype

#### Armoiries
| Blason de Thionville | Blason  | D’azur au château donjonné de trois tourelles crénelées d’or, celle du milieu plus haute, le tout maçonné de sable. Devise / CriA bien mérité de la Patrie. |
| Blason de Thionville | Détails | Les deux tours de chaque côté de l'écusson représentent les tours jumelles du couvent des Capucins. Dès la fin du XIIIe siècle, Thionville portait des armes avec les trois tours caractéristiques. La commission héraldique de la Moselle a fixé le blason actuel en se servant comme modèle d'un sceau de 1430 conservé aux archives du gouvernement de Luxembourg. |
| Blason de Thionville | Alias   | D'azur au pont d'or de 2 arches semées de sable, gardé de 3 tours d'or sur le pont. |
| Blason de Thionville | Alias   | D'azur à trois tours d'or, 2 en chef, 1 en pointe. |

##### Ville d'Empire de seconde classe
| Blason de Thionville | Blason  | D'azur a deux drapeaux d'argent aux fûts d'or passés en sautoir, celui a dextre à la croix d'azur chargée d'un M d'or, celui de senestre à la fasce d'azur chargé d'un P aussi d'or, accompagnés de trois tours mal ordonnées crenelées chacune de cinq pièces d'argent, ouvertes, ajourés et maçonnées de sable, soutenues de sinople, et surmontées au point du chef d'un couronne de chêne de sinople, au franc quartier des villes de seconde classe qui est à dextre d'azur à un N d'or, surmonté d'une étoile rayonnante du même. |
| Blason de Thionville | Détails | Blason de Thionville (empire). Le 16 mai 1813, Napoléon 1er octroya à Thionville, sur sa demande, les armes ci-dessus. Ces armoiries compliquées eurent une existence éphémère. Elles furent supprimées à la Restauration. |